# Tục thờ hổ ở Việt Nam theo tỉnh thành
Việc thờ hổ, sùng bái loài hổ được ghi nhận một cách đa dạng trên khắp các vùng miền của Việt Nam, từ vùng rừng núi sơn cước cho đến vùng đồng bằng và đến những miệt vườn sông nước châu thổ. Dưới đây ghi nhận (chưa đầy đủ) những tập tục, tín ngưỡng thờ Hổ trong cộng đồng dân cư ở một số địa phương của Việt Nam từ Bắc đến Nam.

## Miền Bắc

### Lai Châu

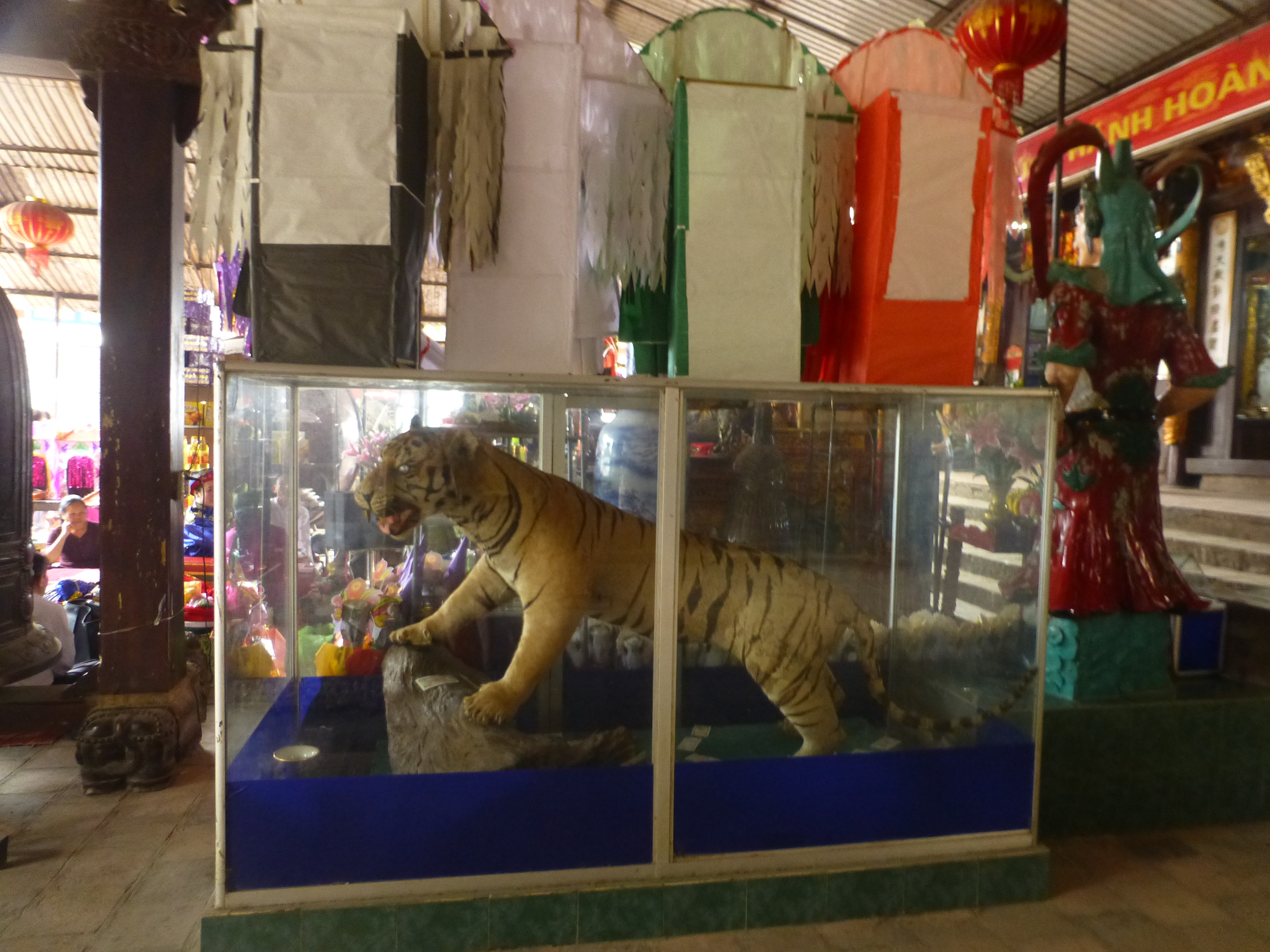
Thờ hổ ở Đền Bảo Hà, Lào Cai

Nhiều người dân tộc ở Lai Châu cũng có tục tôn sùng loài hổ. Tại Mường Tè thuộc Lai Châu có hòn đá thiêng tên Ông già đá trắng của người Hà Nhì, (gọi là Pú Tư), nổi tiếng linh thiêng. Người dân thờ cúng khối đá như phúc thần, luôn tin rằng thành tâm cầu gì là được nấy,ai cũng sợ bị quở phạt nếu cầu cúng không đúng phép tắc. Do nhiều người dân địa phương đã gặp hổ ngồi trên ngọn đồi này ngay giữa ban ngày, vì ban đêm không ai dám đến đây, đó là một con hổ trắng, rất to lớn, hung tợn (tiếng địa phương gọi hổ là Khà dừ), những người nhìn thấy hổ thường ngã lăn ra lập tức, về đến nhà đều bị ốm rất nặng, uống thuốc không khỏi, chỉ đến khi người nhà trở lại đây cầu xin mới thôi. Người ta tin, con hổ trắng ấy là do Pú Tư hóa thành.
Người Hà Nhì ở ngã ba biên giới có phong tục, nếu ai bị hổ vồ, mà lấy lại được xác thì chôn tại chính chỗ bị hổ vồ. Nếu chỉ còn dấu tích, vài mẩu xương, nắm tóc thì đắp mộ tại đó. Người Hà Nhì còn tin rằng, nếu người bị hổ vồ, thì linh hồn sẽ thành con ma và về nhà bắt người tiếp (cũng giống như truyền thuyết về ma trành). Không chỉ người Hà Nhì, mà nhiều dân tộc khác vẫn tin rằng, khi hổ ăn thịt ai, thì linh hồn người đó sẽ bị con hổ điều khiển, biến thành tay sai cho nó. Những linh hồn ấy sẽ đi theo, hầu hạ, canh giấc cho hổ. Khi hổ đói, thì các linh hồn dẫn hổ đi tìm người để ăn thịt. Những linh hồn đó còn dẫn dụ con người đi vào rừng, hoặc làm cho những người đi rừng mất vía mà quên lối về, cứ quẩn quanh không tìm được đường ra khỏi rừng, để rồi hổ bắt ăn thịt. Chỉ khi nào linh hồn ấy giúp hổ bắt được người, thì mới được đi đầu thai, thoát khỏi cảnh hầu hạ hổ. Người Hà Nhì ở ngã ba biên giới vì tin vào những câu chuyện ly kỳ đó, nên chôn xác người bị hổ vồ xong, họ mời nhiều thầy cúng, làm nhiều lễ đuổi tà ma, đuổi cái xấu đi, không cho con ma về nhà nữa.

### Tuyên Quang
Người dân ở bản Nà Tông thuộc tỉnh Tuyên Quang đồn rằng, hổ là loài nhớ dai, biết trả thù, người Tày ở đây tin vào điều đó, nên phải lập ngôi đền thờ cúng sơn thần, thờ cúng cả loài hổ, để chúng không phá phách, trả thù . Ở rừng Thượng Lâm ở Tuyên Quang, người Tày thường thả rông trâu, bò trong rừng nhưng thường hao hụt dần mà thủ phạm là hổ, nhất là sự việc đàn hổ rầm rộ kéo về bản Nà Tông cắn chết 30 con dê nhà đã gây chấn động trong vùng, giống việc trả thù con người hơn là kiếm mồi ăn. Người dân tộc Tày xóm Nà Tông đã xây dựng một ngôi miếu dưới chân núi Nà Tông. Cứ ngày rằm, mùng một, những ngày lễ, người dân lại sắp lễ, thành kính dâng hương. Họ không chỉ cúng sơn thần, mà còn cúng thần hổ, để loài hổ không đe dọa cuộc sống đồng bào.
Xuôi xuống phía bến đò hồ Na Hang ở Tuyên Quang, rồi bắt đầu leo núi từ con dốc có tên Hổ Vồ, trước đây, con dốc này là nơi hổ thường phục kích vồ người ăn thịt nên mới có tên như vậy. Phía dưới con dốc là thung lũng rất sâu, có hang đá rất sâu, nhiều ngóc ngách thông khắp quả núi đá vôi, nhiều người dân, thậm chí bộ đội đi qua con dốc này bị hổ vồ. Để hổ không ăn thịt người, thi thoảng dân bản phải dắt vào con dốc này lúc thì con dê, lúc con bò để cúng hổ. Hổ có mồi ăn, thì không bắt người nữa.

### Vĩnh Phúc

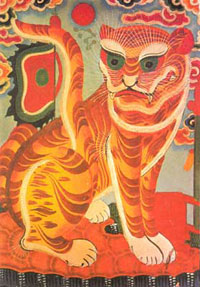
Hoàng hổ (Hổ vàng) là con hổ trung tâm trong Ngũ hổ

Nhiều làng xã Việt Nam từ bao đời nay vẫn còn giữ tập tục thờ thần hổ. Tuy nhiên, nơi phát tích tục thờ thần hổ sớm nhất và duy trì lâu đời nhất ở làng Thổ Tang, tỉnh Vĩnh Phúc. Tương truyền, ngày xưa ở phía nam làng Thổ Tang có một khu rừng rậm có nhiều chim muông và thú dữ, nhất là hổ, chó sói sinh sống. Hằng năm cứ đến ngày mùa là hổ lại xuống làng phá phách nhà cửa, ruộng vườn và bắt đi nhiều gia súc, gia cầm. Dân làng tìm mọi cách ngăn ngừa, đề phòng hổ dữ phá làng, hại người nhưng đều vô hiệu. Một giấc mơ báo hiệu rằng làng Thổ Tang muốn yên ổn làm ăn vô sự thì phải lập đền thờ thần hổ.
Dân làng góp công sức xây dựng một ngôi miếu thờ thần hổ. Vị trí xây miếu ở ngay chỗ có in hình dấu chân hổ. Dân làng đặt tên cho miếu này là Miếu Trúc. Trước miếu, dân làng đắp hai con hổ trông rất uy nghi. Kể từ đó trở đi, hổ không còn về làng Thổ Tang phá hại nữa, và cũng kể từ đó, cứ vào những ngày sóc vọng người làng Thổ Tang lại cúng thần hổ. Bàn thờ cúng thần hổ được lập ở ngoài vườn. Đồ cúng thường là trầu, rượu, thịt, trứng sống. Vì thờ thần hổ nên làng Thổ Tang và các nơi có thờ thần hổ tuyệt đối không bao giờ ăn thịt hổ, kể cả việc kiêng dùng hổ cốt và cao hổ cốt.

### Hải Dương
Ở vùng Hải Dương nói riêng cũng như miền Bắc nói chung, người ta coi rằng hổ biệt danh là chúa sơn lâm, vì nó có một sức mạnh và hung dữ mà không loài vật nào sống trong núi rừng địch nổi, vì cọp có sức mạnh ghê gớm và rất hung dữ, nên đến con người nhiều khi cũng kiêng nể cọp, thậm chí có không ít nơi, người ta còn sợ nó, tôn nó lên đến thần để thờ lạy nữa như ở làng Ngọc Cục, huyện Đường An, tỉnh Hải Dương xưa kia người ta thờ thần Hổ. Chúng là ác thú được người kinh sợ đến độ lập đền thờ, hy sinh nhân mạng để tế lễ mỗi cuối năm mà Phạm Đình Hổ đã kể lại kỹ càng trong Vũ Trung tùy bút. Đến năm 1800, tục thờ hổ ở Hải Dương mới chấm dứt cùng với lễ tế mạng người này.

### Bắc Giang
Hổ được tôn thờ liên quan đến tín ngưỡng thờ thần Độc Cước trong các di tích đình, đền, chùa đã có từ lâu tại các điểm thờ thần Độc Cước trên địa bàn tỉnh Bắc Giang. Tích thờ thần Độc Cước gắn với câu chuyện về hổ như thần tích ở Lục Nam kể rằng có một anh thanh niên mồ côi khi vào rừng thấy một chú hổ con bèn mang về nuôi, ngày ngày anh cùng con hổ ra bờ sông đơm đó. Một hôm anh dặn con hổ ở lại trông cá, con hổ ngủ thiếp đi, khi anh thanh niên quay về con hổ đang ngủ say, tưởng có người lạ đến lấy cá bèn bật dậy quật chết ngay lập tức, khi tỉnh ra thì đó là chủ mình, con hổ ân hận cứ nằm canh xác chủ không cho chôn, sau đó nó càm xác chủ qua vùng Sóc Sơn (Hà Nội)-Vĩnh Phúc và lại càm quay về, lúc này xác của chủ thối rữa ra, xương rơi khắp nơi, khi đi qua đất Sơn Giao thì một xương gióng chân rơi xuống. Hôm sau chỗ đó có mối đùn lên cao, nhân dân trong vùng lập miếu thờ phụng sau đưa vào thờ trong đình và gọi là thần Độc Cước.

### Hà Nội

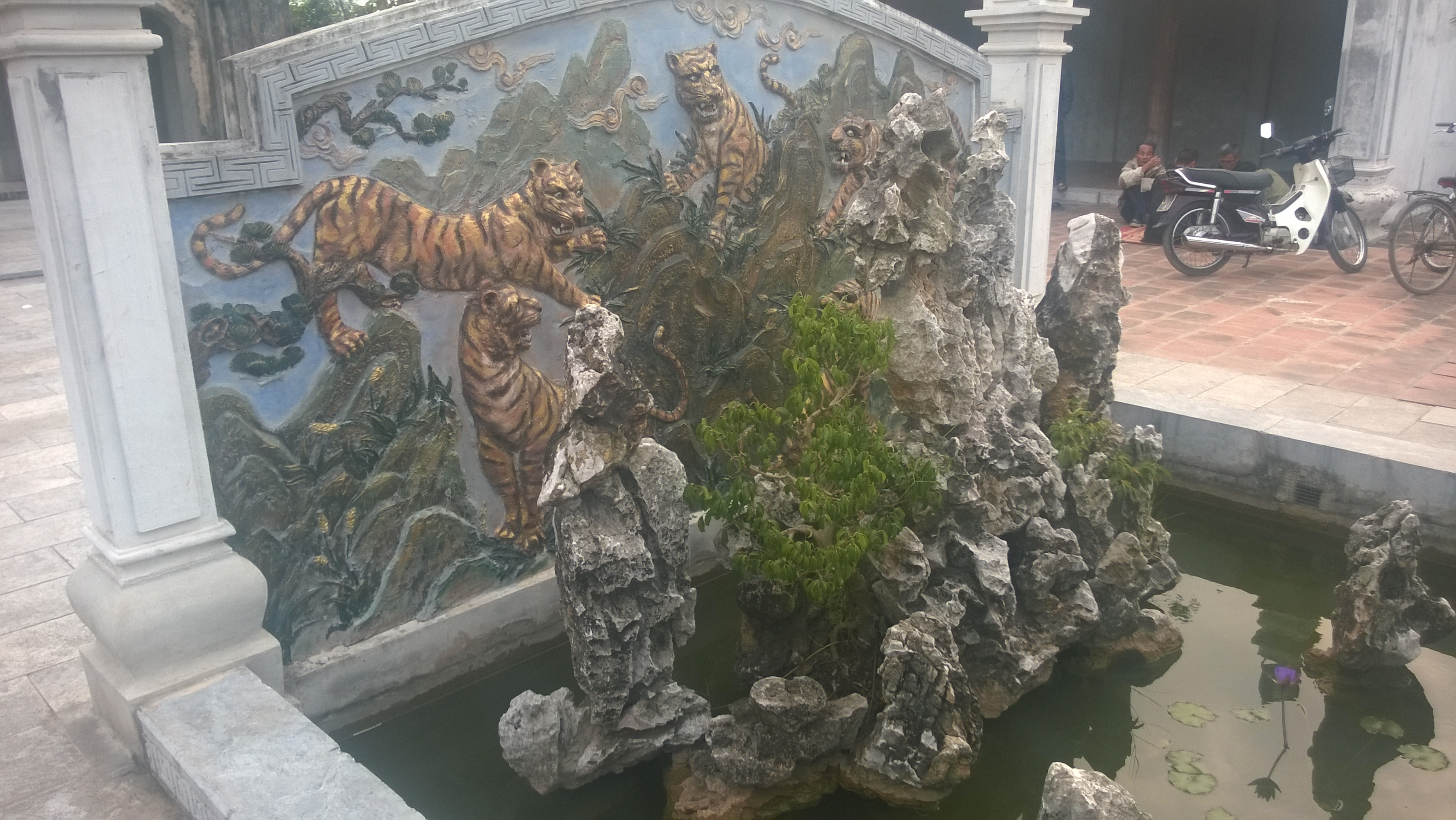
Tượng thờ bầy hổ ở một ngôi chùa làng ở Hà Nội

Hà Nội là một trong những vùng đất có tồn tại hình thức tín ngưỡng thờ Hổ. Đình Mông Phụ ở làng cổ Đường Lâm, thị xã Sơn Tây, Hà Nội có mô típ trang trí như rồng, hổ, cá, chim, hoa lá, mây đều được chạm nổi, chạm lộng hoặc chạm ren, có một ban thờ lớn trang trí bằng tượng rồng, hổ phù ngậm chữ "Thọ" (chữ Hán: 壽). Đền Và tại phường Trung Hưng, thị xã Sơn Tây, còn gọi là Đông Cung, trên trục trung tâm phía trước sân đền có một bình phong tạo những hang hốc mang vẻ tự nhiên. Mặt ngoài của bình phong thờ ngũ hổ trong hang với trung tâm là hổ vàng, mặt sau của động này đắp hình "long cuốn thủy" dưới dạng tứ linh với ý nghĩa cầu cho mưa thuận gió hoà, được mùa và có người tài ra giúp dân giúp nước. Tranh Hổ còn được bày nơi nhiều đền chùa, nhất là các đền thờ Thánh Mẫu (như tranh Bạch Hổ Thần tượng đặt ở đền Quan Thánh, Hà Nội).

## Miền Trung

### Thanh Hóa

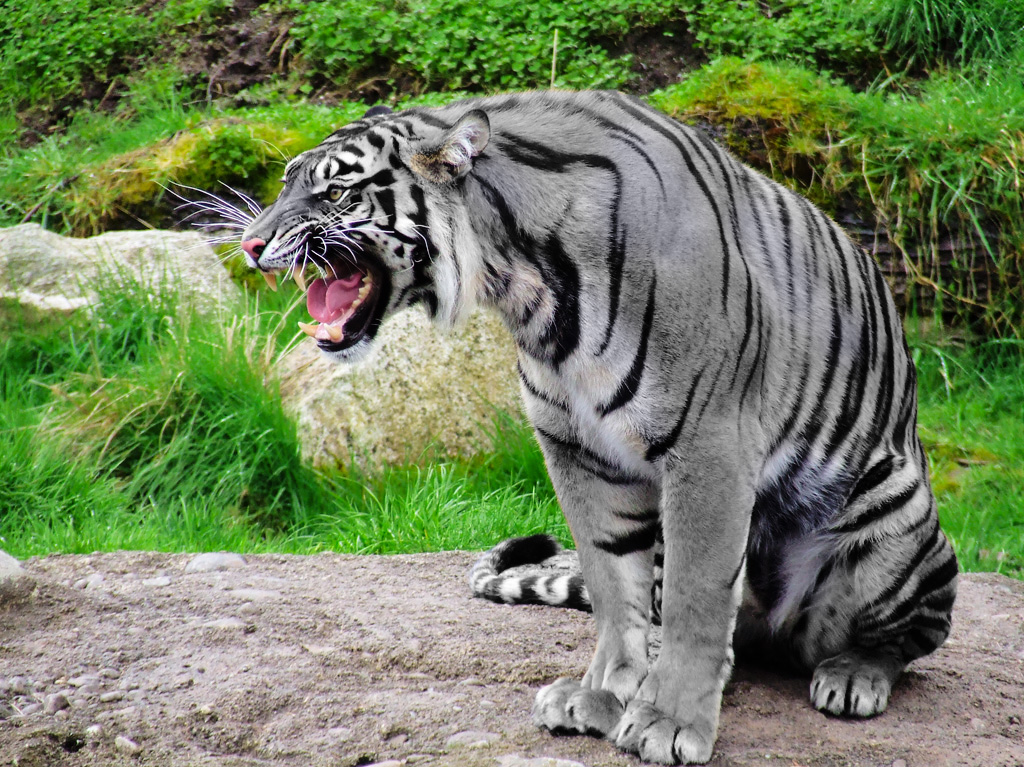
Người dân Thanh Hóa (người địa phương và người Mường) đặc biệt sợ hãi hổ xám và tôn thờ chúng là Thần Hổ xám vì chúng được coi là đã thành tinh và hay ăn thịt người, biến con người thành ma trành

Thanh Hóa nổi tiếng là vùng đất rộng, hoang sơ miền sơn cước, là chốn cư ngụ của loài hổ. Hổ ở đây được cho là hung dữ và thường xâm nhập các bản mường để đe dọa cuộc sống của người dân và bắt gia súc. Do đó hổ được coi là chúa sơn lâm, chúa của miền sơn cước, rừng núi, được thờ phượng như một ác thú, hung thần để cầu mong sự bình yên, để không bị trả thù, đặc biệt ở vùng này, người ta sợ hãi và thờ cúng loài hổ xám, gọi là "Thần hổ xám khổng lồ", thêu dệt cho nó nhiều quyền năng huyền bí. Những truyền thuyết này đặc biệt đậm nét ở vùng Thạch Thành.
Từ nhiều năm trước, những bản làng người Mường ở miền tây Thanh Hóa, kéo dài từ vùng Thạch Thành lên đến Quan Hóa, Mường Lát còn cúng Ông Hổ, người địa phương và người Mường còn lưu truyền câu chuyện Thần hổ xám ăn thịt người là một huyền thoại về oai linh thần hổ ở vùng vùng Thạch Thành Người dân Mường ở Thạch Thành và người dân còn lập miếu thờ một con hổ gọi là Thần hổ xám khổng lồ hung dữ, thành tinh chuyên ăn thịt người, người dân còn đồn rằng, năm nào không cúng hổ thần, mùa màng sẽ thất bát, lúa trồng chẳng thành hạt, cây cối chẳng chịu trổ hoa.
Ở xã miền núi Thành Yên, huyện Thạch Thành có ngôi cổ miếu linh thiêng bên dòng suối Vó Ấm thu hút đông đảo mọi người đến lễ cầu may. Nơi đây đang lưu giữ truyền thuyết ly kỳ về bầy hổ hung dữ một thời uy chấn cả vùng núi rừng Cúc Phương. Giai thoại về hổ cũng chính là nỗi khiếp sợ truyền kiếp ở vùng đất này. Từ xa xưa, "Thần hổ" ăn thịt quá nhiều người trong vùng nên người dân đã lập miếu thờ bên dòng suối Vó Ấm, từ đó gọi là miếu Vó Ấm. Vào những ngày rằm, mùng một rất nhiều người dân trong vùng thường đến thắp hương, cúng lễ để cầu bình an và nhiều câu chuyện hoang đường làm ngôi miếu nhỏ càng trở nên huyền bí và linh thiêng trong tâm trí người dân Thành Yên. Hổ dữ còn được người dân thờ như thần linh ở đỉnh đèo Tam Điệp trong một ngôi miếu thờ hổ.

### Nghệ An
Sự tích thờ thần hổ còn lưu truyền nhiều ở vùng Thanh-Nghệ-Tĩnh, bối cảnh từ thời An Dương Vương, vùng Nghệ An có nhiều hổ dữ, chúng thường bắt người ăn thịt. Có một ông lão nhà nghèo một lần cứu được một con hổ xám khi nó định vồ bắt ông trên bè nước và giao ước với hổ: "Nhà ngươi dòng dõi trên thượng giới, xuống hạ giới sinh sống sao nỡ bắt con người để ăn thịt? Ta đã già yếu, xin hiến thân cho ông và xin từ nay trở đi ông đừng giết hại con người nữa". Hổ cảm tạ nhưng rồi hổ xám vẫn thường lui tới ven đường, nơi có người qua lại để bắt ăn thịt.
Một hôm hổ xám vồ trúng ông lão, khi kéo xác lên bờ, nó mới nhận ra ân nhân của mình. Hổ hối hận, kêu gào ầm ĩ cả khu rừng. Đêm đêm, con hổ xám về chầu trước mộ ông, kêu la thảm thiết và cuối cùng gục chết, hóa thành hòn đá bên mộ. Từ đó, các loài muông thú không đến phá hoại và dân làng làm ăn trúng mùa liên tiếp. Hổ xám được dân làng thờ cúng và tôn là ông hổ, thần hổ, ông ba mươi. Những con hổ đá đặt ở đền chùa, miếu mộ tại vùng này đều nằm trong thế quỳ, miệng há rộng là nhắc lại sự tích trên).

### Hà Tĩnh
Ở Hà Tĩnh, tại chùa Hương Tích có tượng thần hổ đặt ở trên đường đi lên chính điện để người dân thờ cúng, người đi lễ thường tập trung ở khu vực đặt tượng thần hổ để cầu an. Nhiều người tin rằng, chỉ cần thắp hương khấn vái, dùng dầu gió đổ lên thân tượng hổ, dùng tay xoa tượng rồi xoa lên bộ phận tương tự ở người thì bệnh sẽ tiêu tan, nhiều Phật tử sau khi sờ tượng hổ thần rồi xoa bóp vào thân thể của mình đã cảm thấy nhẹ nhõm, thoải mái hơn. Tượng hổ thần được đặt ở phía bên phải, theo hướng đi lên khu vực Chính điện chùa Hương Tích, tượng hổ đặt ở hướng đi lên khu vực chính điện chùa Hương Tích, Hổ thần được làm bằng bê tông, sơn màu vàng, ở tư thế đang nằm nghỉ ngơi.

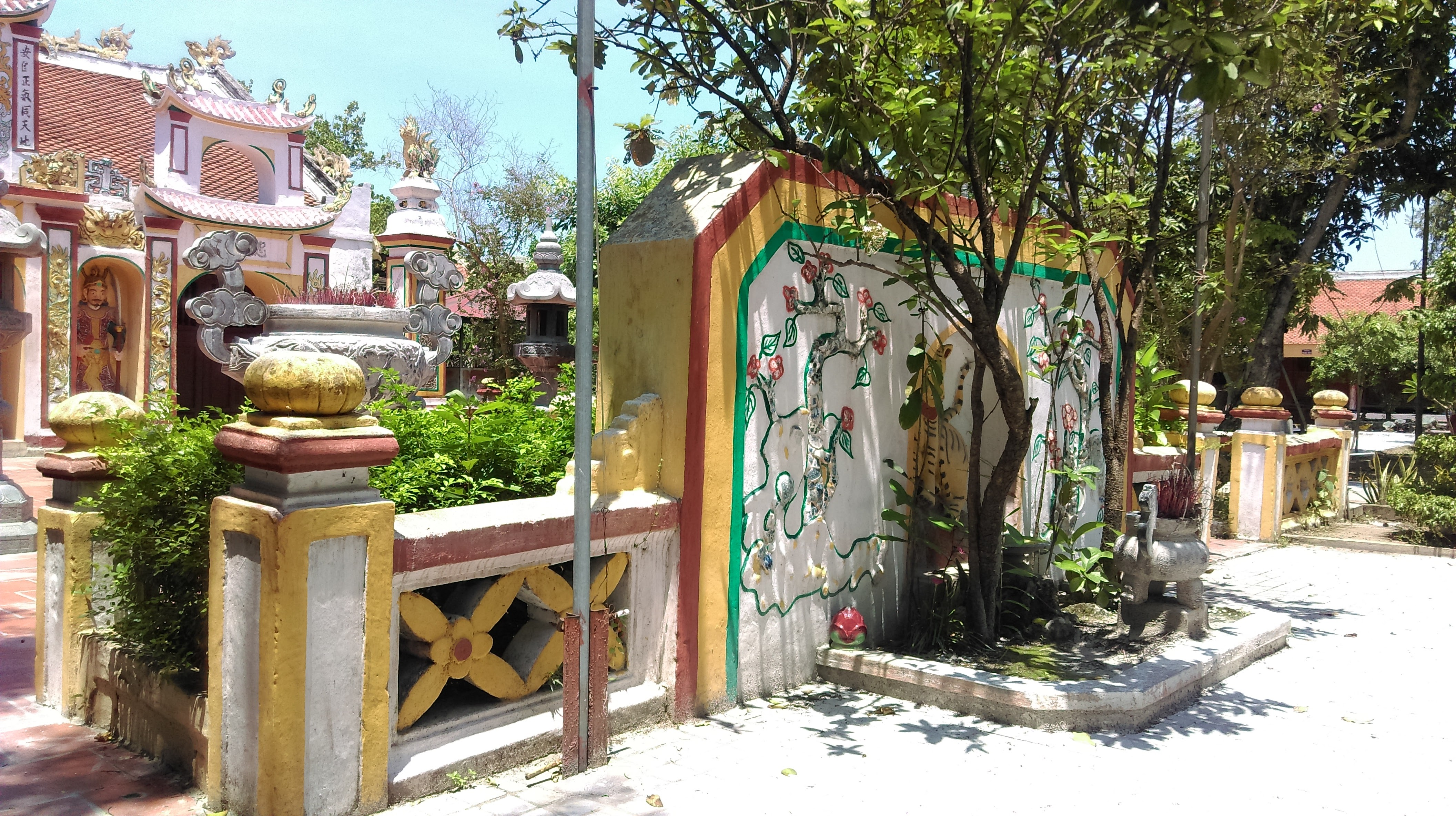
Bức bình phong họa hổ tại Đền Võ Miếu 2, Tân Giang, Hà Tĩnh

Tương truyền khi xưa hổ thần linh thiêng đã che chở cho Công chúa Diệu Thiện tới núi Hồng Lĩnh dựng am, tu hành. Thần Hổ gắn với sự tích công chúa ba Diệu Thiện chạy trốn. Phật Tổ lại sai Bạch Hổ đưa nàng trốn sang đất Việt Thường thị. Đến vùng núi Ngàn Hống, Thần Hổ cõng công chúa đến con suối có tên là Hương Tuyền. Sau đó, Thần Hổ lại đưa Diệu Thiện lên động cao Đá Đôi để ẩn thân nhưng vẫn không được yên. Cuối cùng, Thần Hổ lang đưa xuống động Hương Tích và ở trong một hang đá và đó chính là Hương Tích.
Cũng từ xa xưa truyền lại hổ thần chữa được bách bệnh, nên khi tìm tới đây người dân đều mong muốn tìm đến tượng hổ. Dân gian cho rằng, hổ cõng công chúa Diệu Thiện chính là hổ thần, nếu bị đau xương khớp về chùa Hương Tích khấn vái Thần Hổ, cầu xin ngài, lấy tay vuốt ve ngài rồi xoa vào chỗ đau mỏi thì tự nhiên sẽ khỏi. Hổ là loài ăn thịt người nhưng con hổ này lại có công dẫn đường cho công chúa nên người đời truyền rằng, đây là do Phật hóa thân vì Phật không dùng hình hài thật của mình mà thường biến hình để phổ độ chúng sinh, do đó, ngài hổ được lập tượng thờ. Khách đến đây thường xin phúc bằng cách đổ dầu xoa khắp mình hổ rồi lại xoa lên mình vì mọi người quan niệm hổ tượng trưng cho sức mạnh nên có thể chữa bách bệnh.
Lễ bằng hương vàng giấy áo và vật không năm nào thiếu là dầu gió. Trước tượng hổ có một chiếc bàn đá để người dân dâng lễ, thắp hương. Phần lễ ngoài bánh kẹo, hương hoa thì dầu gió là thứ không thể thiếu. Đầu năm, chùa khai hội, người dân sau khi lên chùa thắp hương, người dân chen chúc nhau dùng dầu gió tưới, bôi lên tượng thần hổ rồi thoa lên người mình với mong muốn chữa bệnh. Khách hành hương dùng tay thoa lên các vị trí trên tượng rồi vuốt, bôi vào những vị trí mong muốn chữa bệnh. Việc người dân sờ lên hổ để chữa bệnh đã tồn tại nhiều năm qua. Chưa có cơ sở khoa học khẳng định việc sờ tượng hổ ở chùa Hương Tích có thể chữa bệnh, việc người dân cho rằng sờ tượng hổ, bôi dầu lên người có thể chữa bệnh chỉ là do người dân truyền tai nhau.
Việc việc du khách sờ "hổ thần" đã diễn ra nhiều năm nay đã làm phần đầu tới đuôi của tượng hổ bị bong mất phần lớp sơn ngoài. Nhiều du khách sau khi thắp hương đều sờ vào tượng thần hổ để cầu mong hết bệnh tật, việc này khiến phần lưng, đầu và chân của tượng thần hổ bị bóc lớp sơn bên ngoài. Việc khấn vái trước tượng thần hổ mong chữa bệnh là vấn đề tâm linh, tuy nhiên việc dùng tay thoa vào tượng dẫn đến hư hại hiện vật là việc không nên làm. Trước kia cũng có biển nghiêm cấm du khách nhưng sau đó do số lượng du khách quá đông nên biển cấm cũng vô hiệu.

### Huế

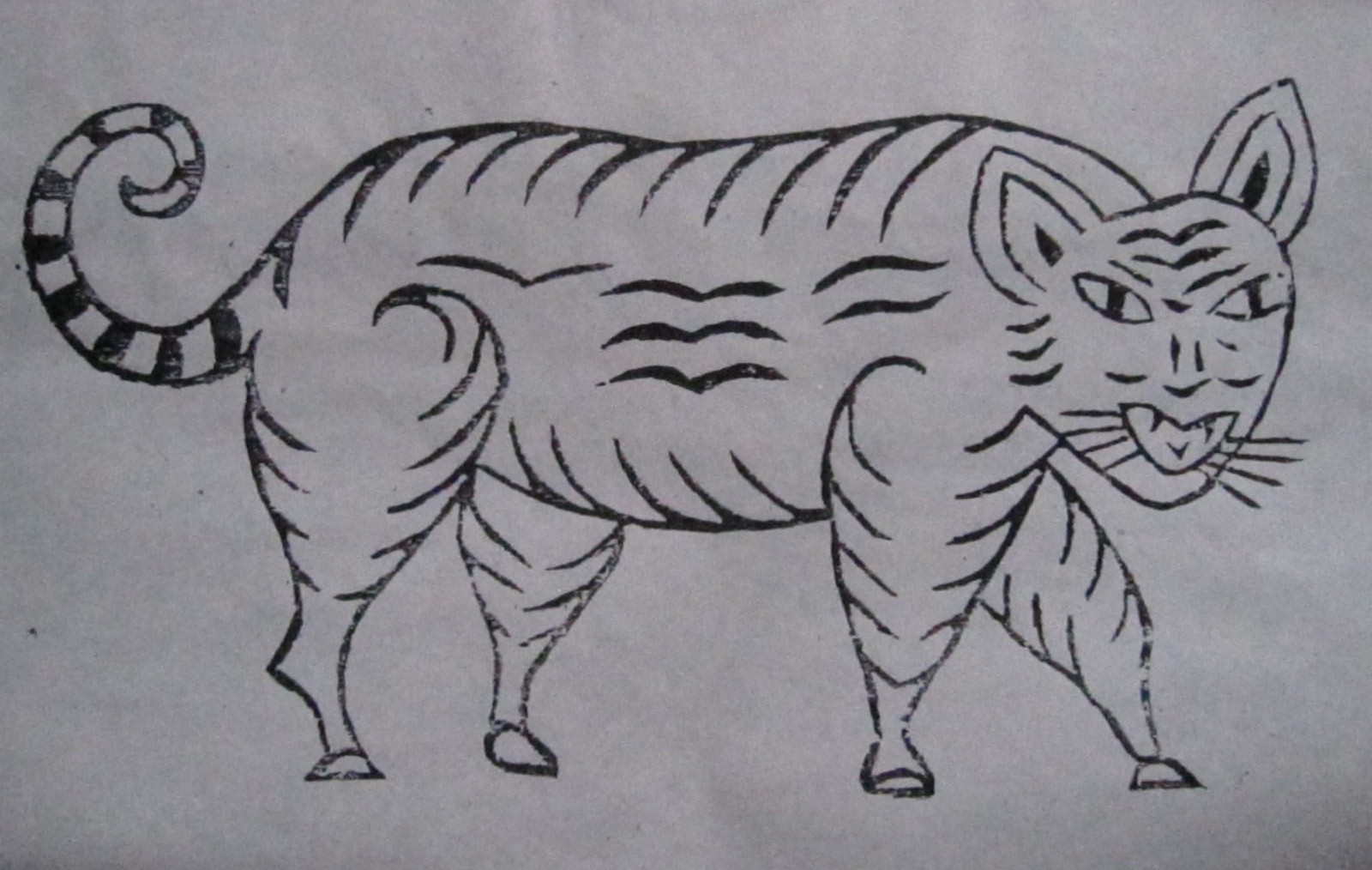
Con hổ trong tranh làng Sình phổ biến ở Huế với mục đích cúng lễ, ở đây tranh hổ thuộc đề tài tranh súc vật (gia súc, voi, cọp và tranh 12 con giáp) để đốt cho người chết, tranh này sẽ được đốt sau khi cúng xong

Tại Huế, nhiều di tích đã đi vào huyền thoại với hình ảnh con hổ, nay các dấu vết về hổ sót lại không nhiều, chủ yếu tại các di tích xưa. Hổ đôi khi được tôn thờ như một vị thần vì có sức mạnh giúp đỡ mọi người hay đi đôi với rồng trong môtip trang trí thời phong kiến nhưng có lúc hổ đã bị xem như một loài cầm thú ác độc, bị đem ra đấu trường đánh nhau với voi, cũng có lúc hổ được đặt tên cho một vùng đất như Am Truôm hay Cầu Bạch Hổ.
Tại Huế có miếu ông Cọp sát Quốc lộ 1-Phú Bài, miếu này được dân địa phương dựng lên để cầu các ông cọp "đừng ra bắt người qua đường". Vào ngày 23 tháng Chạp, ngày tất niên, ngày đầu năm mới là 3 dịp người dân ở đây cúng bái thịnh soạn cho "Ngài" cọp. Tuy nhiên vẫn có hàng trăm người bị cọp vồ. Đồ cúng chủ yếu cho người xấu số là các bộ áo quần lành lặn (màu xanh bày hai bên), đồ cúng đặc biệt cho "ông" cọp gồm thịt heo sống, gừng tươi và rượu trắng cùng nhiều món ăn khác. Bên cạnh đó, có rất nhiều miếu thờ nằm ở doi đất sát sông Hương thờ hổ đã chết trong các trận chiến với voi ngày xưa.
Ở Huế, "Cậu" Hổ hay ông Hạ Ban được các thần dân Thiên Tiên Thánh giáo thờ cúng nhiệt thành ở điện Hòn Chén. Ở Điện Hòn Chén có bố trí động thờ ông Hạ Ban (tức ông Hổ hay con cọp), trong khi ở Hổ Quyền bên kia sông Hương, con cọp phải đưa ra đấu trường để bị tiêu diệt, thì ở điện Hòn Chén bên này sông, con cọp lại được thờ cúng kính cẩn như một vị thần linh. Một sự khác nhau rất lớn khiến cho con cọp bên trong đền được nâng lên là một vị thần tương tự con " Bạch Hổ" của miền Nam mà người người tôn thờ, còn những con ngoài đền là đối tượng bị tiêu diệt.

### Đà Nẵng

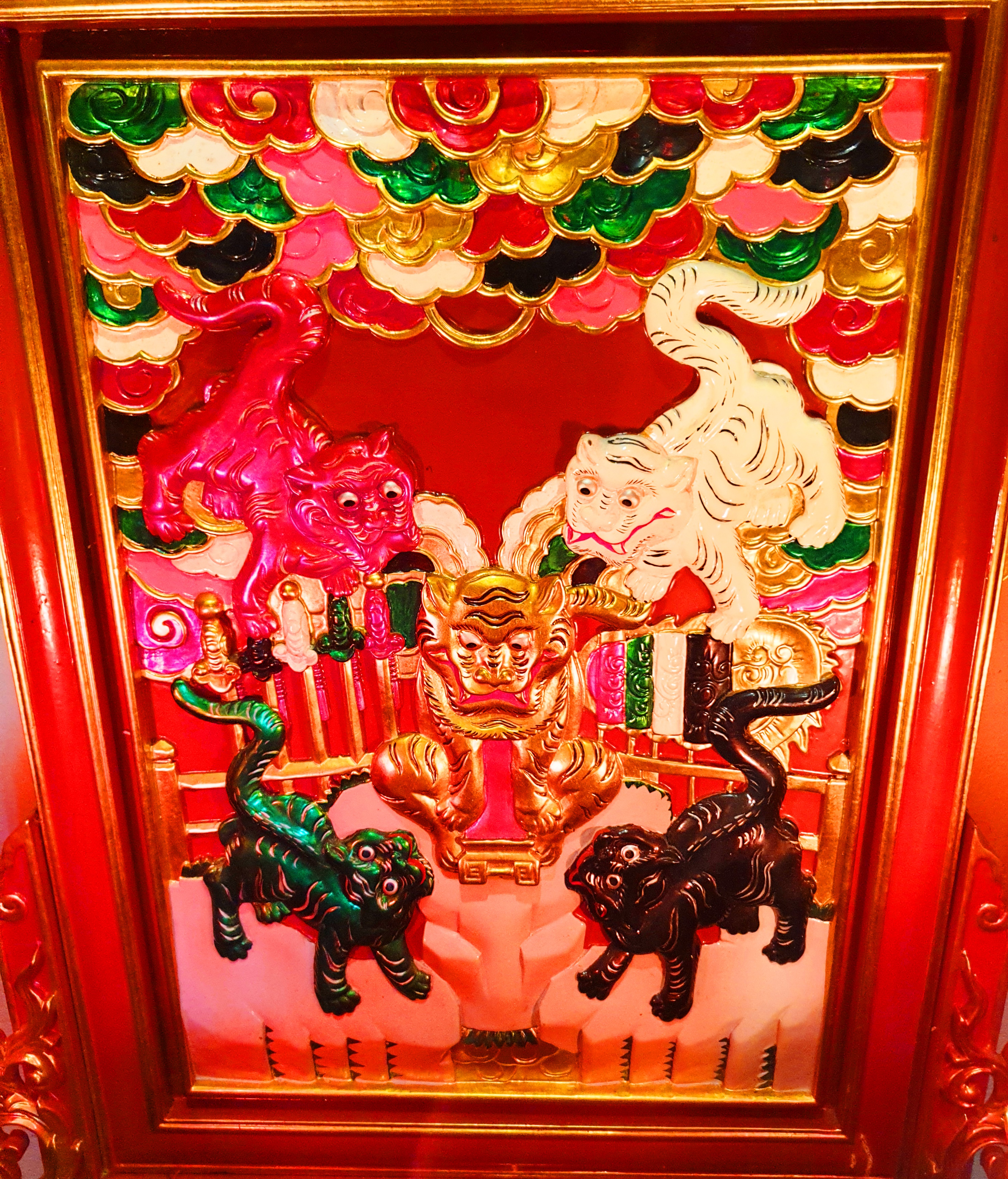
Tranh thờ Ngũ Hổ trong Miếu Bà tại Linh Phong Thiền tự Bà Nà

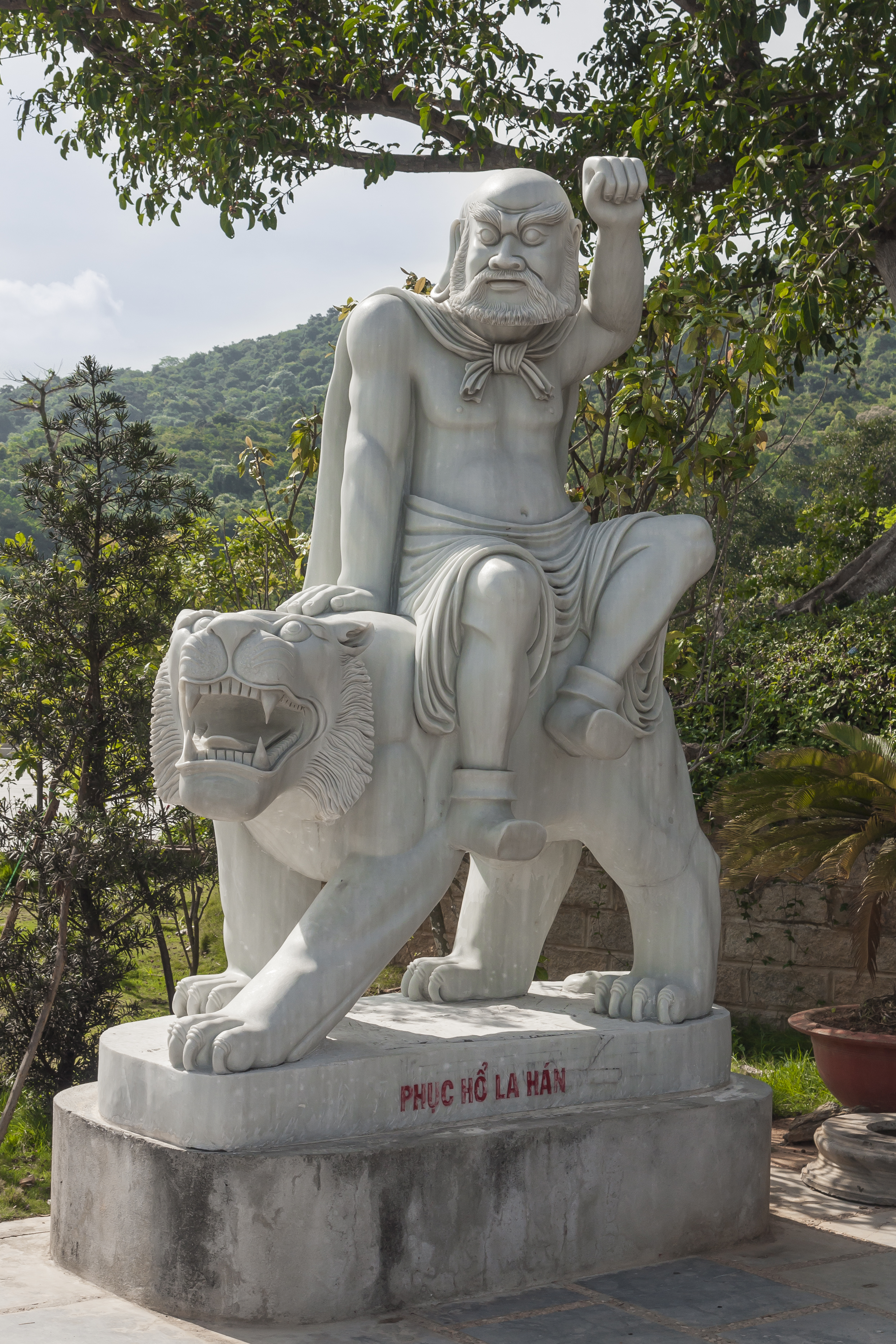
Tượng hổ ở chùa Linh Ứng trên bán đảo Sơn Trà ở Đà Nẵng

Ở Đà Nẵng cũng có nhiều nơi thờ "ông cọp", mà mỗi địa điểm gắn với một câu chuyện li kì. Chẳng hạn như việc như miếu ông Hổ ở thôn Trường Định (xã Hòa Liên, Hòa Vang) nơi từng có hàng ngàn người đã kéo về để xin nước chữa bệnh ở miếu ông Hổ. Một số vùng ven khác ở Đà Nẵng cũng có nhiều câu chuyện liên quan đến tục thờ thần hổ như Dinh Ông ở làng Phong Bắc thuộc phường Hòa Thọ Tây, quận Cẩm Lệ, hay miếu Long Vân dưới chân đèo Hải Vân. Những câu chuyện về cọp dữ và tục thờ "ông ba mươi" ly kỳ ở vùng đất Quảng Nam-Đà Nẵng xưa luôn gợi nhắc về một thời tiền nhân mang gươm đi mở cõi là thời khẩn hoang gian khó cần ghi nhớ và trân quý.
Về sự tích của miếu ông Hổ, chuyện kể, ngày trước, vì nằm dưới chân núi Hải Vân- Bà Nà nên vùng đất Trường Định cọp nhiều vô kể, ngày nào chúng cũng xuống làng để rình bắt gia súc và người. Trong làng xã truyền tụng câu "nhất cọp Bà Nà, nhì ma Phú Túc". "Người chết được dân làng chôn cất cẩn thận vẫn bị cọp đào lên ăn thịt vì vậy dân làng ai cũng khiếp sợ, buổi tối không dám rời khỏi nhà, đi làm ruộng phải đi nhóm 5 đến 6 người. Cho đến khi, Đức ông Trần triều tứ thánh về đây cư ngụ thì cọp mới không quấy phá nữa.
Ngoài miếu ông Hổ và phía trước là một miếu khác thờ sơn lâm đại tướng quân, với hình tượng con cọp oai vệ, người này, dùng phép thuật thuần phục hai con cọp hung dữ về làm tướng quân cho mình. Lúc ấy dân làng gọi luôn tên ông là ông Hổ. Sau khi ông chết, hai "ông cọp" vẫn nằm phục dưới tảng đá, sau đó cũng chết. Dân làng thương tiếc nên lập miếu thờ. Phía trước miếu có một ao nước ngọt nhỏ, nhiều người tin nước này có thể chữa bệnh nên hay đến làm lễ để xin nước từ miếu ông Hổ về uống. Tảng đá nơi ông Hổ tự vẫn còn đó như minh chứng cho một sự tích ly kỳ.
Ở đây còn có lời đồn trên đèo Hải Vân có ngôi miếu linh thiêng, cầu gì được nấyđã thu hút đông đảo mọi người đi lễ và du khách đến tham quan dừng chân thắp hương khấn vái cầu may. Nơi đây đang lưu giữ truyền thuyết li kì về bầy cọp một thời uy chấn Hải Vân Quan. Người dân làng Kim Liên (thuộc phường Hòa Hiệp Bắc, quận Liên Chiểu, Đà Nẵng) đến nay vẫn còn truyền tai nhau nhiều câu chuyện về sự tích miếu thờ Sơn thần. Không rõ từ khi nào, trên đỉnh đèo thường xuất hiện bầy cọp dữ năm con chuyên vồ khách bộ hành ăn thịt, bầy hổ ngồi thè lưỡi chầu chực trên những tảng đá bên đường chờ đợi con mồi.
Người ta sợ đến nỗi nếu muốn qua đoạn đường này, khách bộ hành phải lập đoàn cùng đi. Bầy hổ những năm con liên kết rất chặt chẽ nên cũng chẳng có ai đủ dũng cảm đi diệt chúng. Vì vậy, người địa phương quyết định dựng miếu thờ hổ, dâng lễ vật cúng bái. Hàng ngày, dân làng, khách thập phương đều quyên góp lễ cúng một cách đầy đủ với mong muốn bầy hổ sẽ hiểu thành ý của họ mà không hại người nữa, từ đó không còn ai nhìn thấy bầy hổ ngồi chồm hổm bên đường rình mồi, thậm chí, chúng còn cứu giúp người.

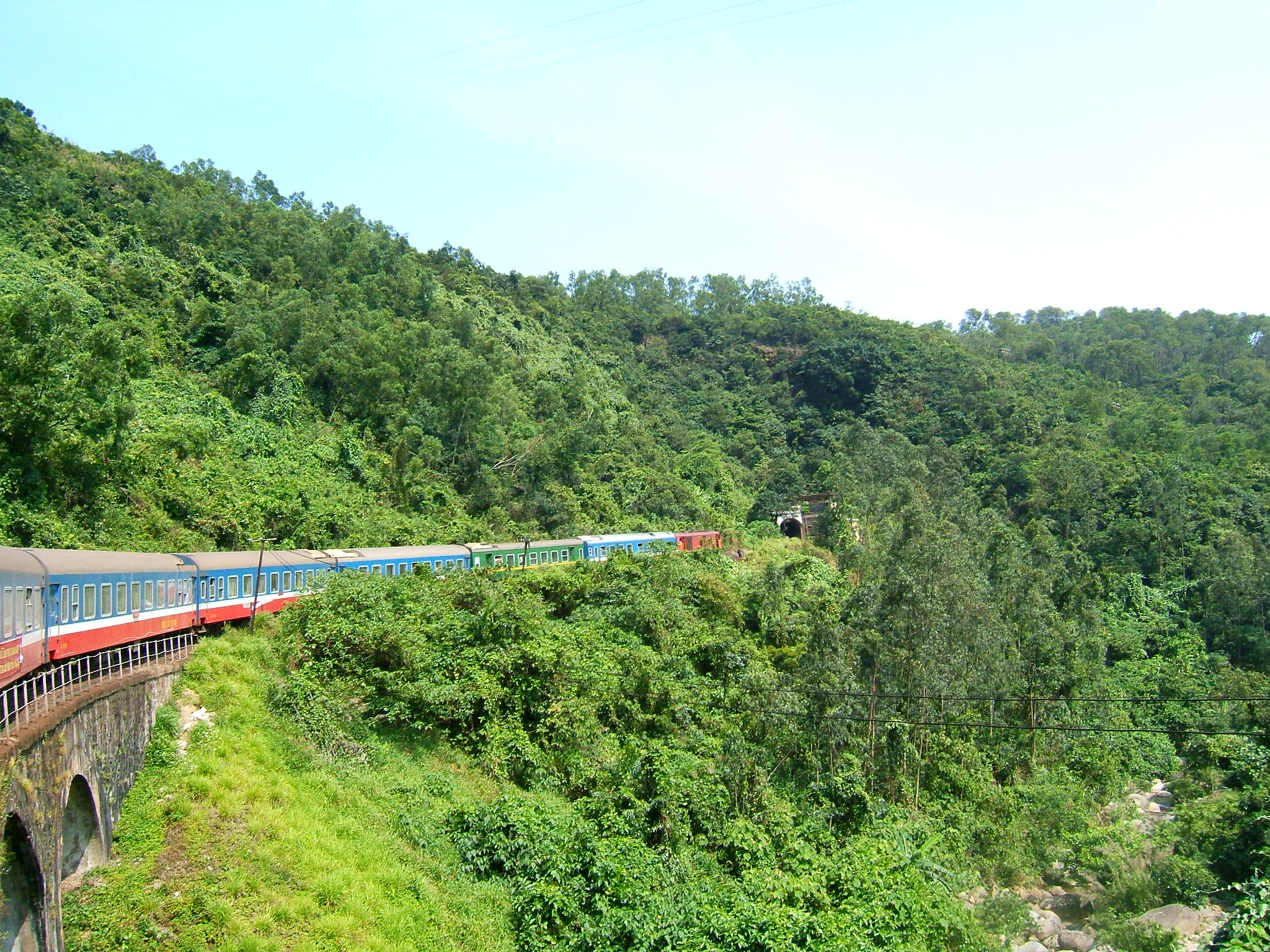
Tại đèo Hải Vân còn lưu truyền câu chuyện về bầy hổ dữ trấn yểm Hải Vân Quan

Có truyền thuyết về cọp nuôi người, vào một năm nạn đói hoành hành, nhiều người dân vùng phía nam đèo Hải Vân chạy đói, có một bà mẹ cõng theo một đứa con nhỏ, do hoàn cảnh, người đàn bà đành bỏ lại đứa con trai trên một mỏm đá ven đường, đứa trẻ bị bỏ lại khóc ré lên, một con cọp cái nghe tiếng khóc thét liền men theo triền núi xuống chỗ đứa trẻ, con hổ không ăn thịt mà còn nuôi nó, cho nó bú, khi đứa trẻ đã lớn, con cọp cái còn cõng đứa trẻ trên lưng về tận ngôi làng nhỏ dưới chân đèo Hải Vân, để đứa trẻ lại đó cho dân làng, đi ba bốn bước nó còn ngoảnh lại nhìn lần nữa rùi mới phi thẳng vào rừng.
Tận đỉnh Hải Vân, ngôi miếu ông hổ nằm ở lưng chừng đèo được xây dựng khang trang, sạch đẹp, luôn nghi ngút khói hương, khu miếu này mới được trùng tu trở lại nhờ vào tiền cúng dường của khách thập phương. Được biết, nhờ những "truyền thuyết" truyền tai nhau của người dân trong vùng mà ngôi miếu trở nên thu hút khách du lịch bất thường. Ai đi ngang đây ai cũng muốn dừng chân để thắp hương, khấn vái.
Một câu chuyện khác cho biết ở xóm Kim Cư (tên gọi của làng Kim Liên cũ) còn là rừng núi, hỗn mang thú dữ. Trong đó, hổ dữ luôn là nổi ám ảnh lớn nhất của người dân trong làng, trong bóng tối mù, hổ đánh hơi thấy mùi thịt thường lẻn vào chuồng trâu, chuồng bò bắt tha về hang. Có khi còn mò vào tận nhà dân nhử chó ra để bắt ăn thịt. Có một vị quan Tổng đốc Đại thần đi sứ sang phương Bắc, đi ngang đây lâm trọng bệnh mà qua đời. Người dân làng lập miếu thờ ông. Ngôi miếu ban đầu chỉ là cái am nhỏ và một tấm bình phong bằng đá khắc hình hổ chồm. Vị trí ngôi miếu Ông chính xác là vị trí miếu ông Hổ ngày nay, trước mặt ngôi miếu có một hòn đá to. Ngày nay, người ta vẫn hay gọi đó là hòn đá Big Sound theo chữ khắc trên tảng đá thời chiến tranh.
Miếu ông nguyên bản có một tấm bình phong hổ che chắn phía trước. Dân làng đi ngang qua đều ghé miếu thắp cho ông Quan tổng đốc nén nhang cho bớt hiu quạnh, cứ thấy tấm bình phong hổ nên tưởng nhầm là thờ hổ, nên gọi là miếu Ông hổ, rồi mỗi người một ít dựng nên câu chuyện ngũ hổ trấn đèo. Ngày trước, khi khu rừng trên đèo Hải Vân còn um tùm, cây cối rậm rạp, muông thú nhiều, những tiều phu đốn củi và những ai có việc phải đi qua đèo thấy một cái am nhỏ đằng trước có một tấm bình phong hình con hổ mà không ai hương khói nên dọn dẹp lại thờ phụng.

### Quảng Nam

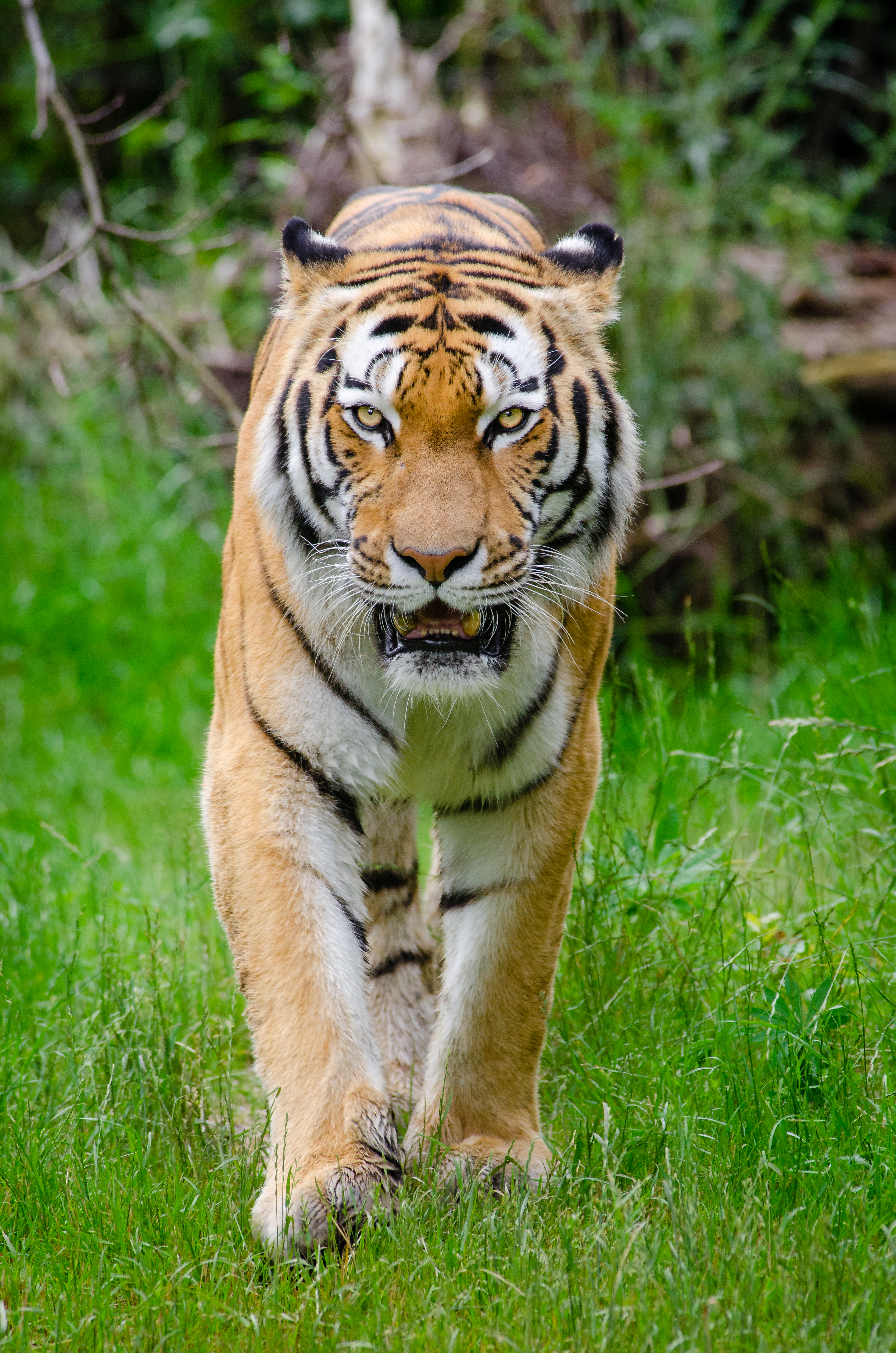
Ở Quảng Nam, người dân vẫn dành cho hổ sự kính trọng

Vùng đất Quảng Nam xưa đầy khắc nghiệt của thiên nhiên và thú dữ. Trong đó cọp dữ là nỗi ám ảnh với nhiều người, đến nỗi phải gọi là "ông cọp" hoặc "ông ba mươi". Ở nhiều địa phương Quảng Nam-Đà Nẵng đến nay vẫn còn nhiều di tích miếu thờ "ông cọp", lúc bấy giờ dân làng nhiều khi tiêu diệt nhiều cọp dữ nhưng mọi người vẫn sợ và kiêng dè khi nói về "ông ba mươi". Việc tôn sùng cọp để lại dấu ấn khá rõ nét ở Quảng Nam. Những vùng đất ghi dấu tục thờ cọp như Tiên Cảnh, làng Mỹ Sơn, Đồng Lạc, Dúi Chiêng.
Xưa kia, người dân Tiên Cảnh có phong tục cúng thần rừng, vị thần họ tin rằng nắm giữ bổn mạng của cả vùng đất này. Đại diện cho thần rừng, không phải loài nào khác mà chính là hổ dữ - vị chúa sơn lâm đầy quyền uy. Mỗi lần cầu cúng như thế, dân làng đều mời những pháp sư đến lập đàn, phép tịch cọp. Thậm chí, vì ám ảnh bị hổ dữ giết hại, nhiều gia đình đã phải lũ lượt kéo nhau bỏ xứ ra đi. Đến tận bây giờ, hằng năm người dân ở xã Tiên Cảnh, huyện Tiên Phước, tỉnh Quảng Nam vẫn giữ tục thờ cúng "ông cọp".
Trong số các mâm lễ, có một mâm lễ riêng, gồm thịt sống, rượu và hoa quả, trong văn tế có câu "cầu cho hổ lang, can xà phù hộ cho dân lành bình an". Mỗi dịp lễ tết, lại dành riêng ra một mâm cỗ để cúng "các ông". Trong mâm cỗ ấy không thể thiếu thịt một con vật nuôi trong nhà, do người ta tin "chúa sơn lâm" nhận lễ rồi sẽ tha cho người làng đi rẫy hay lên rừng săn bắn, lượm củi.
Người dân Tiên Cảnh thờ cúng vì họ cho rằng cọp là "chúa sơn lâm" cai quản vùng rừng núi, ngự trị muôn loài nên hầu hết các đình, đền, phải có bàn thờ hoặc miếu thờ với bài vị trang trọng mang tên "Sơn quân chi thần", "Sơn quân mãnh hổ", "Sơn lâm chúa xứ" hay "Sơn lâm đại tướng quân", theo họ thì có thờ có thiêng, "ông cọp" sẽ phù trợ cho cuộc sống bình an của dân làng".
Nguồn gốc của việc thờ cúng của người dân Tiên Cảnh này bắt nguồn từ những câu chuyện dân gian kể về sự hoành hành và tác quái của loài hổ, xuất phát từ thực tế là vùng này nhiều hổ. Chuyện kể răng những năm đầu thế kỷ trước, vùng núi Tiên Cảnh còn hoang sơ, vào tối, sau những tàn cây rậm rạp, đôi mắt xanh biếc của "ông ba mươi" thoắt ẩn, thoắt hiện báo hiệu cuộc tìm mồi. Họ sợ khi nghe tiếng "ông ba mươi" gầm vang phía bìa rừng ông ba mươi đứng lừng lững giữa sân. Đôi mắt xanh biếc long lên sòng sọc, đàn chó nhà khép nép vì sợ hãi trong góc sân.
Nỗi sợ hãi ấy đã khiến người dân Tiên Cảnh tôn sùng loài ác thú này như thần thánh. Hổ không chỉ kiếm ăn trên rừng. Loài ác thú ấy còn về tận thôn làng, gây nên bao tai họa và cả nỗi khiếp đảm do những loài thú hiền lành như hươu, nai cũng thường xuyên mò về làng ăn cây cối hoa màu, điều khiến mọi người khiếp đảm, là bước chân của các loại thú ăn cỏ này lại vô tình dẫn đường cho hổ dữ đi theo tìm mồi. Hiện nay, khi loài hổ đã vắng bóng ở vùng núi Tiên Phước nhưng nhiều người vẫn tin rằng việc thờ cúng "ông ba mươi" rất quan trọng.
Làng Mỹ Sơn hiện nay thuộc thôn Bàn Sơn, xã Duy Phú, huyện Duy Xuyên, Quảng Nam, nơi vẫn còn lưu truyền những câu chuyện kì bí về dải lụa trắng của bà Bô bô Phu nhân và chuyện ông Bạch Hổ Sơn quân oai linh oai dũng. Nơi gốc đa vẫn thường xuyên thờ cúng Bạch hổ Sơn quân, chuyện về ông Bạch hổ Sơn quân xuất hiện đầu thế kỉ 19. Nơi trong làng mà ông cọp trắng hay lui tới nhất là chỗ miếu Thổ, bên cạnh có một cây đa rất lớn. Truyền thuyết này ấn hiện đậm nét trong ký ức người dân vùng Mỹ Sơn này.

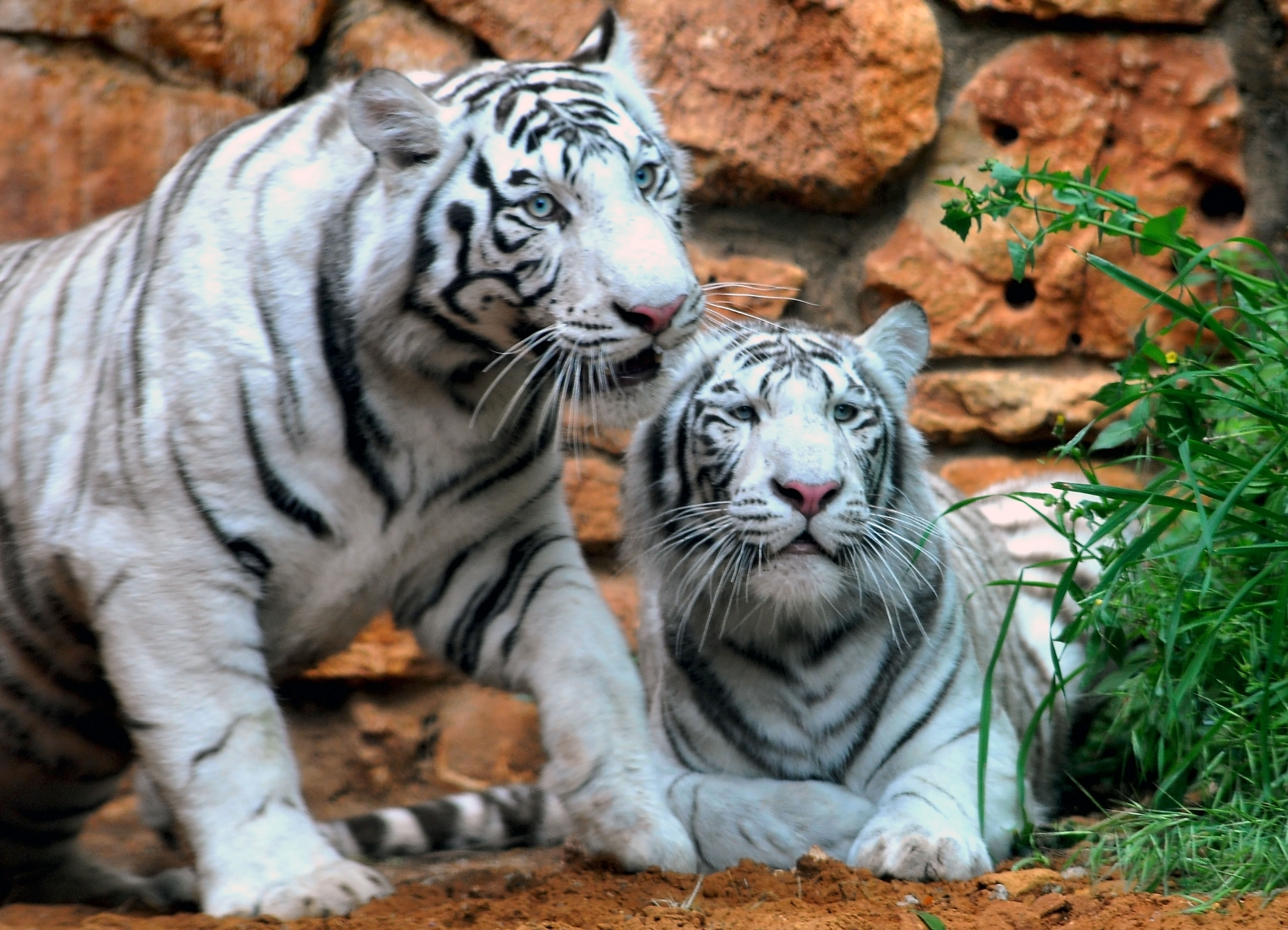
Truyền thuyết về Bạch hổ sơn quân ở làng Mỹ Sơn tỉnh Quảng Nam kể về một con hổ trắng đầy quyền năng và phá hoại dữ dội và người ta phải tôn thờ nó vì sợ hãi

Sự linh thiêng của ông Bạch hổ Sơn quân còn được gắn liền với cây đa mọc trên mái miếu Thổ. Ai muốn chặt cành nào là phải cầu cúng Bạch hổ Sơn quân cẩn thận, rồi xin phép người giữ miếu, các trưởng họ mới được chặt. Những câu chuyện xung quanh nơi cây đa ông cọp trắng có nhiều yếu tố hoang đường, kì ảo nhưng thể hiện vai trò quan trọng của những địa danh này trong đời sống tâm linh, văn hóa của người dân xã Duy Phú. Câu chuyện này bắt nguồn về một ông cọp rất lớn toàn thân trắng bạch về làng quấy phá.
Đầu tiên nó bắt và cắn chết vợ một người đàn ông, sau đó ông cọp bắt rất nhiều trâu, bò, lợn, gà của người trong làng. Vì sợ ông cọp trắng làm hại, nên mọi người đã mời một ông thầy về cúng ngay chỗ miếu Thổ để trấn yểm. Ông cọp trắng được phong cho danh hiệu thể hiện sự kính trọng của người dân: Bạch hổ Sơn quân. Từ đó mỗi năm người trong làng đều tổ chức cúng ông cọp trắng, đặc biệt trong mâm lễ cúng nhất thiết phải có một cái đầu heo sống. Cứ năm nào ông cọp trắng về lấy đi cái đầu heo thì trong cả năm ông không quấy phá, người dân đi vào rừng vào núi săn bắt được nhiều mà không sợ bị các loài thú ăn thịt làm hại, còn năm nào không lấy đi cái đầu heo, không lấy chân chấm vào chén mực để lại dấu vết thì năm đó người dân bị các loài thú dữ quấy phá, gặp nhiều chuyện chẳng lành, bệnh tật.
Ở Đồng Lạc thuộc xã Hiệp Hòa, huyện Hiệp Đức tỉnh Quảng Nam có người nổi tiếng đánh cọp, hiện người dân lập miếu thờ. Hai bên cọp và người giao chiến từ tờ mờ sáng đến lúc trời tối. Cuối cùng cả hai đều chết vì kiệt sức. Người dân chôn ông này và "ông cọp" ngay tại địa điểm mà hai bên nằm xuống. Từ đó người dân địa phương gọi nơi này là mả Ngài. Về sau người làng lập miếu thờ Tiền Hiền và "ông cọp" ở đầu làng Trà Linh. Cứ đến rằm tháng Giêng hàng năm, người làng lại tổ chức lễ giải mả (cúng giỗ) để cúng Tiền Hiền và "ông cọp". Năm nào cũng vậy, khi cúng, người làng để lại cái đầu heo treo trên thân cây bí bái ở sau miếu. Nếu năm nào cọp leo lên ăn thì người làng làm ăn phát đạt, thuận buồm xuôi gió. Còn năm nào cọp không vào ăn thì người làng thường gặp tai ương, người dân xem "ông cọp" như một vị thần đỡ đần cho dân làng.
Người dân Dùi Chiêng, Quảng Nam không quên nỗi khiếp sợ khi hổ liên tục xuất hiện, gầm gừ, ăn thịt cả người và gia súc mỗi khi chúng bắt gặp. Khu vực hố Ông Bình, hố Dòng Dĩnh là nơi tập trung hổ nhiều nhất. Ngày xưa làng Dùi Chiêng nổi tiếng với sự xuất hiện của hàng loạt con hổ lớn chuyên bắt trâu bò và cả người. Dù kinh hãi nhưng không chịu khuất phục, nhiều người đã đứng lên bắt hổ, giúp an dân, ổn định cuộc sống. Có một người dũng cảm đánh hổ và được lập dinh thờ và họ cũng thờ luôn ông Hổ định đánh bại đó là Dinh thờ "ông Trùm" tại thôn Dùi Chiêng. Thờ cúng dinh "ông Trùm" đã trở thành nét văn hóa và là niềm tự hào của người dân nơi đây.

### Quảng Ngãi

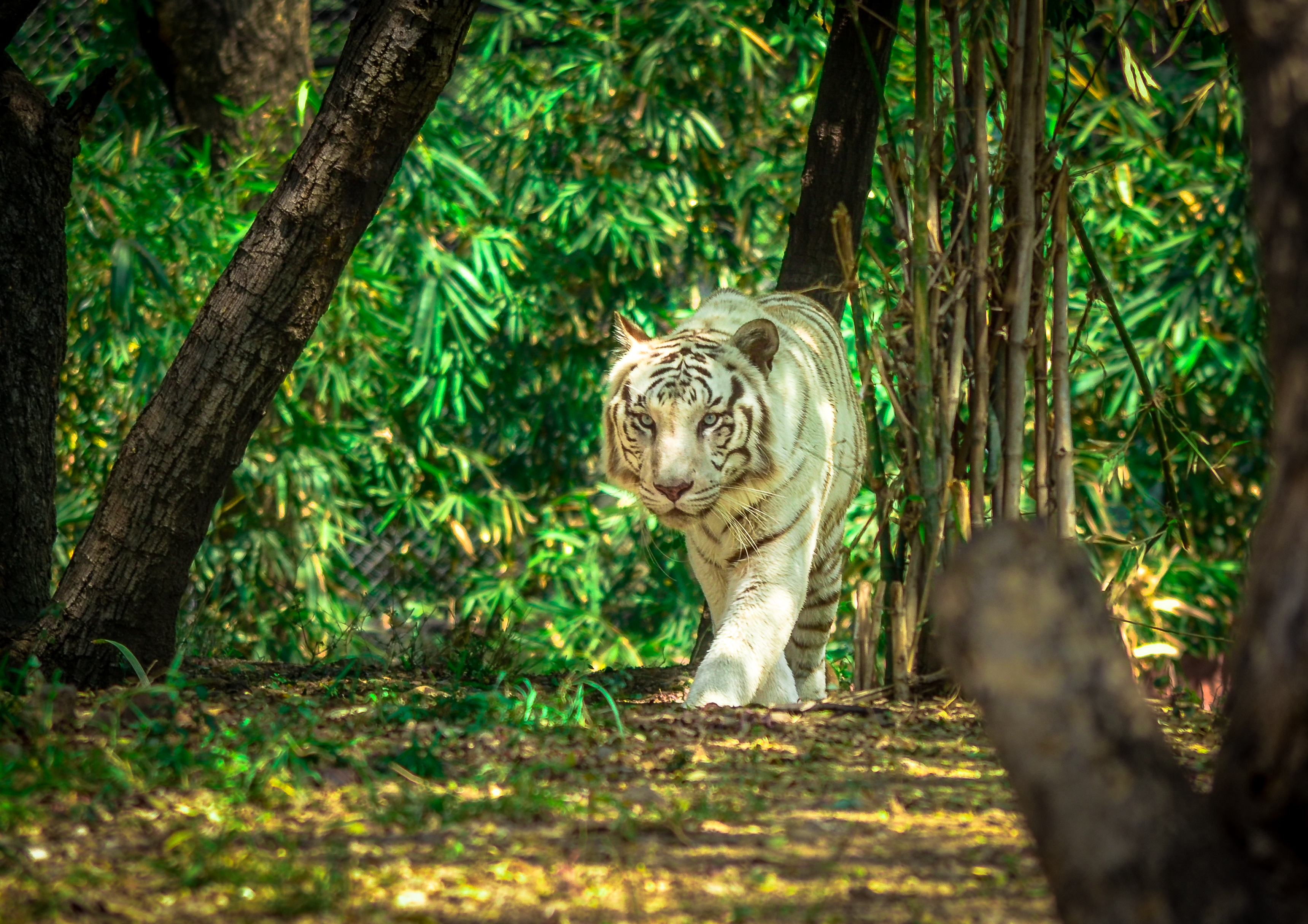
Người Việt và người Cor ở Quảng Ngãi đều có chung tín ngưỡng thờ hổ trắng đó là con cọp bạch dưới trướng của Thiên Y A Na và được sắc phong là Bạch Hổ Đại tướng quân hay còn gọi là Trùm cả

Người Co sinh sống ở huyện miền núi Trà Bồng tỉnh Quảng Ngãi vốn chịu ảnh hưởng của tín ngưỡng vạn vật hữu linh. Giữa người Cor và người Kinh có sự giao thoa văn hóa và họ có chung tín niệm là người dân còn thờ phụng Bạch Hổ, vừa phối thờ tại Điện vừa có miếu thờ riêng. Theo truyền thuyết, đây là một trong những vị tướng của Thiên Y A Na, đã có công lớn trong việc giúp dân diệt trừ mãnh thú ở vùng đất này từ thuở khai sơn lập địa. Công lao của thần Bạch Hổ đã được triều đình nhà Nguyễn ban sắc phong: "Sơn lâm Chúa xứ Trùm cả Bạch Hổ Đại tướng quân". Sách Đại Nam nhất thống chí cũng đã từng ghi chép về miếu thờ này. Miếu Bạch Hổ nằm chếch về phía Đông Nam Điện Trường Bà, thuộc xóm Gò Xôi, thị trấn Trà Xuân.
Tương truyền đây là một "Ông hổ đi tu", không ăn thịt người. Nhờ có "Ông" mà cả một vùng rừng quế bạt ngàn xưa kia không thấy các loài mãnh thú về quấy phá dân làng. Do vậy, khi "Ông" mất, dân làng đã chôn cất tử tế và lập miếu thờ. Trong lễ tế Thiên Y A Na ở Điện Trường Bà được tổ chức vào dịp rằm tháng Tư âm lịch hàng năm, người dân còn tế lễ vị Trùm cả Bạch Hổ này ở bên ngoài chánh điện, đồng thời soạn lễ vật tổ chức tế vọng tại miếu Bạch Hổ ở xóm Gò Xôi, cách Điện Trường Bà không xa. Đây là một tục lệ chứa đựng nhiều lớp giá trị như tâm linh, nhân văn, giáo dục truyền thống. Tục thờ cúng Bạch Hổ còn góp phần nâng cao tính cộng đồng, gắn kết các dân tộc cùng sinh sống cộng cư trên một vùng đất. Việc duy trì hoạt động thờ cúng Bạch Hổ là nhu cầu chính đáng của người dân góp phần giữ gìn và phát huy bản sắc văn hóa dân tộc ở đây.

### Kon Tum
Ở Đình Võ Lâm, tỉnh Kon Tum có thờ hình con bạch hổ được chạm khắc ở ngay bình phong vào chính điện thờ, bạch hổ ở đây không chỉ trừ tà mà còn ngăn ngừa được ma rừng theo quan niệm của người bản địa, điều này xuất phát từ câu chuyện một con bạch hổ ba chân, nó vốn hung bạo ở rừng này, đã tấn công và ăn thịt tất cả các loài thú. Khi thiếu mồi, nó còn tấn công cả người. Một khi bạch hổ đã ăn thịt người thì nó càng hung tợn, càng dữ hơn bất cứ loài thú ác nào từ rừng đi vào chùa. Con bạch hổ này đi về chùa để nghe tụng kinh và từ khi về chùa Bác Ái nghe kinh Phật, xung quanh chùa thú dữ tránh đi hết, trong vùng không còn xảy ra các chuyện như người bị hổ vồ, hay thú dữ tấn công vật nuôi của làng Võ Lâm.

### Phú Yên
Ở Phú Yên con hổ được kính trọng vì dù là loài hung dữ, ăn thịt người nhưng có lòng chung thủy với vợ, có tình thương yêu con cái, và có nghĩa với loài người. Ở vùng Phú Yên còn có câu chuyện về hang hổ, gắn liền với câu chuyện thầy tu đả hổ, trước khi thầy tu này đến, hổ sống rất nhiều ở trong và xung quanh hang, dân sống dưới chân núi luôn khiếp sợ bởi tiếng gầm hú ghê rợn của hổ, nhiều người khi săn bắn thú rừng bị bỏ mạng dưới nanh vuốt của hổ dữ. Dân quanh vùng không ai dám đến gần hang hổ, cho đến khi vị thầy tu xuất hiện làm cho bầy hổ trở nên thân thiện với người dân, khi ông qua đời, dân lập miếu thờ. Khi vị thầy tu mất, thì hổ tái chiếm hang, những bầy hổ bỏ đi nơi xa cũng quay trở lại.
Bên con đường thiên lý ở km 1282+700 qua địa phận khu phố Bình Thạnh, phường Xuân Đài, thị xã Sông Cầu, tỉnh Phú Yên có di tích được người dân địa phương gọi là miếu Ông Cọp, ngôi miếu này đã tồn tại hơn 400 năm gắn liền với nhiều truyền thuyết. Miếu Ông Cọp nằm khuất trong vườn cây bên vách núi Mỹ Dự, ngôi miếu rất đơn giản nhưng chứa đựng nhiều yếu tố truyền thuyết dân gian và đậm chất nhân văn. Miếu được cư dân địa phương trân trọng ghi nhận là nơi tôn thờ đạo nghĩa, bày tỏ ước vọng hướng tới cuộc sống an lành, hạnh phúc. Không riêng ở Phú Yên mà tại các tỉnh An Giang, Kiên Giang, Quảng Nam cũng có miếu Ông Cọp, đình Ông Hổ gắn liền với nhiều truyền thuyết .
Làng Tiên Châu xưa có rất nhiều cọp, làng này có cọp Râu Trắng nên Tiên Châu còn có tên khác là làng Cọp Râu Trắng. Cứ đến mùa tế thần, các bậc trưởng lão trong làng lại cúng vái để gọi thần Cọp Râu Trắng về. Trong các lần tế lễ, đêm đến trên các ngọn cây thường có những tiếng động rì rào cùng nhiều âm thanh réo rắt, đó là tiếng đàn bầu do Cọp Râu Trắng gảy. Cọp vốn là loài hung dữ, ăn thịt người nhưng có lòng chung thủy với vợ, có tình thương yêu con cái, và có nghĩa với loài người. Truyền thuyết ông Cọp Bạch thể hiện niềm tin trong dân gian về một di tích đậm tính nhân văn, nhân bản sẽ được muôn đời sau truyền tụng như một đạo nghĩa ở đời Huyền thoại về Cọp Râu Trắng càng được tô đậm khi tìm được miếu ông Cọp Râu Trắng
Miếu thờ Cọp có ở nhiều nơi trên vùng đất Phú Yên, nhưng tiêu biểu về giá trị văn hóa, thể hiện niềm tin trong dân gian là miếu Ông Cọp. Di tích miếu Ông Cọp ở thị xã Sông Cầu cho thấy vùng đất này xưa có rất nhiều cọp. Miếu Ông Cọp có phần mái được lợp bằng ngói máng úp, bên ngoài là ngói, trong là mái, phần kết dính được làm từ chất liệu vôi, bông gòn và nước mật pha trộn. Vết tích cổ còn lại là gian điện thờ Cọp Bạch và một tượng cọp đã rêu phong, một pho tượng Ông Cọp bằng đá trắng đặt trên tấm bia phía trước miếu, hai Ông Cọp khác được đúc bằng xi măng trên hai trụ bê tông đều trong tư thế dũng mãnh chồm mình vươn lên phía trước.
Miếu Ông Cọp gắn với nhiều truyền thuyết, huyền thoại độc đáo từ thời mở cõi, người dân địa phương nhiều thế hệ sau không ngừng mở rộng, cải tạo miếu Ông Cọp để làm nơi tôn thờ đạo nghĩa. Miếu nằm sát chân núi trên khuôn viên đất rộng chừng 250m2, cách Quốc lộ 1 khoảng 100m. Người đi đường còn nhìn thấy một tấm bia vuông vức, trên bia có dòng chữ "Miếu Ông Cọp" nằm trên đỉnh dốc Vườn Xoài. Từ miếu, nhìn về phía tây là núi, phía đông là cửa biển. Khu miếu với vết tích cổ xưa hiện rõ ở gian điện thờ Ông Cọp. Bên tay phải, sát hốc núi còn có một bàn thờ bằng đá xưa, trên tảng đá thờ hai ông Cọp, trong đó có ông Cọp Bạch.

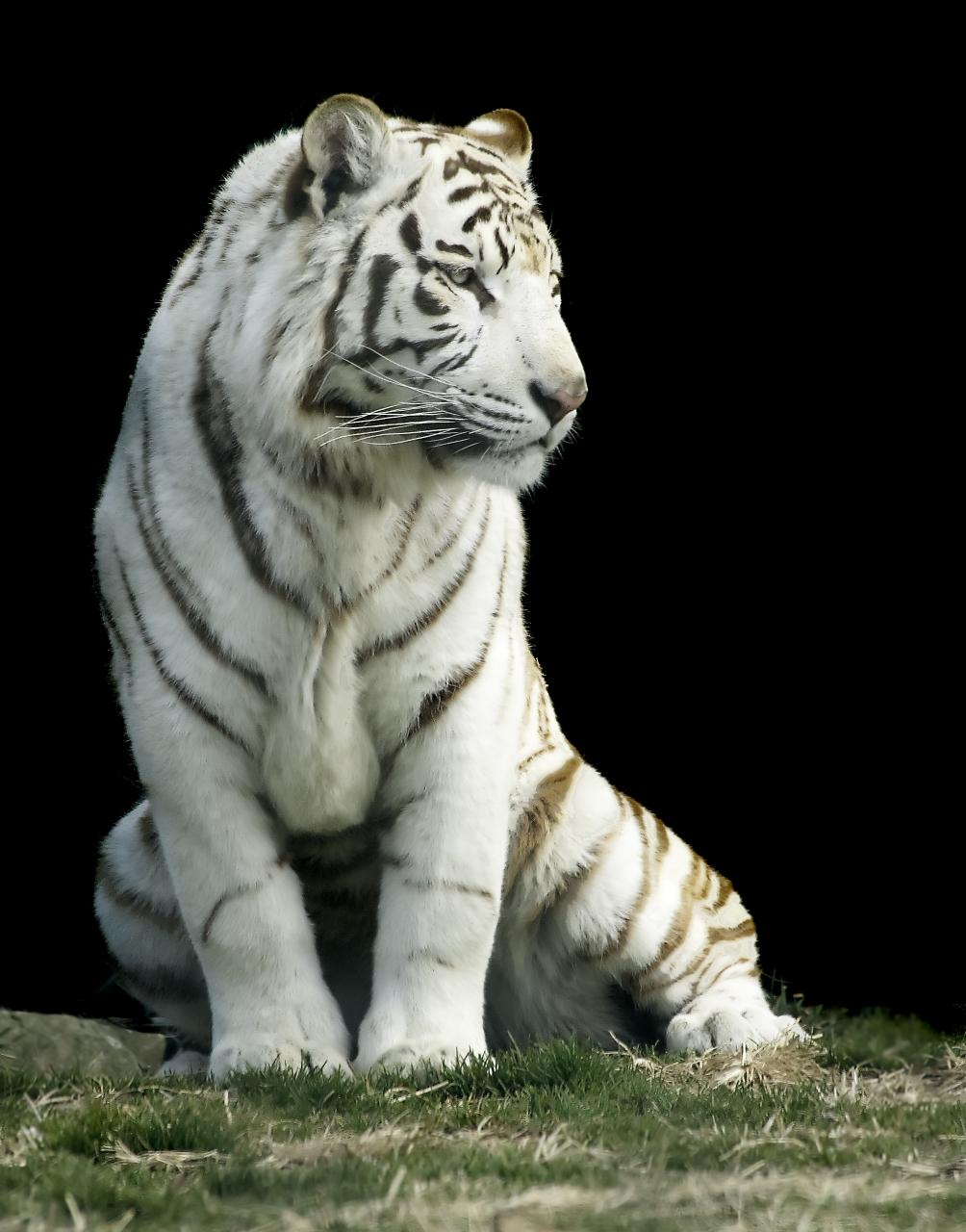
Vùng núi Mỹ Dự còn lưu truyền câu chuyện có nghĩa của ông Cọp Bạch

Núi Mỹ Dự nổi tiếng với nhiều đàn cọp hung dữ, ban đêm thường xuống làng để ăn thịt người, trong đó ông Cọp Bạch là dữ nhất, nó có trên 10 cọp con nhưng nhận thấy chưa ai có thể thay mình cai trị vùng đất lắm cọp beo này nên sinh nở thêm một con nữa nhưng khi mang thai sắp hạ sinh thì do cọp cái đẻ khó nên ông Cọp Bạch phải lao xuống chân núi, chạy thẳng vào xóm Đồng Đò xé toạc vách nứa ngôi nhà nhỏ, vồ lấy bà mụ.
Nhiều người dân nhìn thấy nhưng không dám ngăn cản, mà chỉ biết quỳ lạy, thắp hương van vái xin buông tha, nhưng ông Cọp đưa bà mụ lên núi để đỡ đẻ, sau đó đưa bà mụ xuống núi trở về nhà. Ba đêm sau, ông mang xuống sân nhà bà mụ một con lợn rừng để tạ ơn. Sau khi bà mụ qua đời, mỗi năm, đều thấy dấu chân ông Cọp Bạch viếng mộ và ông xuống nằm dưới chân núi Mỹ Dự với dáng vẻ trầm buồn, ít lâu sau thì chết. Tưởng nhớ ông Cọp Bạch hiền lành, biết quý trọng ân nhân, người dân xóm Đồng Đò lên núi đào đá, xếp thành miếu ông Cọp để tôn thờ.
Một truyền thuyết khác kể rằng, ngày xưa ở xóm Đồng Đò có vợ chồng lão ngư giàu có, hiếm muộn, có người con giỏi võ, một lần đi qua núi Mỹ Dự, anh bị đàn cọp dữ chặn đường, nhưng đã hạ gục ông Cọp Vằn hung dữ nhất. Hôm sau ông Cọp Bạch rời núi Mỹ Dự xuống xóm Đồng Đò tìm gặp để nhờ dạy võ cho đàn cọp con với lời hứa không bao giờ để đồng loại gây hại dân làng, người thanh niên này cảm khái nhận lời và truyền cho cọp các tuyệt học của mình.
Để bày tỏ lòng cảm ơn, ông Cọp Bạch đưa hai chi trước ra nắm tay anh An, không may móng vuốt cào xước bàn tay nên vài ngày sau vết thương làm nhiễm độc nên đã vô tình cướp mất sinh mệnh anh. Vợ chồng lão ngư đưa người con tài ba nhưng xấu số lên phía chân núi Mỹ Dự để chôn cất và xây mộ. Biết chuyện, ông Cọp Bạch rất ân hận và thầm lặng lẽ xuống nằm gần ngôi mộ nhiều ngày đêm rồi chết. Cũng từ đó dân làng lập miếu Ông Cọp.
Dịp cuối năm, những người hành hương thường kéo nhau về cúng viếng tại miếu Ông Cọp cầu mong cho công việc làm ăn tấn tới, phước lộc đầy nhà. Vào ngày rằm và đầu tháng, đặc biệt là tiết thanh minh, tiết lập thu, miếu Ông Cọp đón nhận hàng ngàn khách thập phương đến cúng viếng. Sau phần tế lễ, mọi người mang chiếc thuyền được làm từ bẹ chuối thả trôi trên sông Bình Bá để tống tiễn những điều xấu và cầu mong an lành, sức khỏe cho bà con. Miếu Ông Cọp rất linh hiển, đáp ứng đời sống tâm linh, song đây không phải là nơi để những người mê tín dị đoan tìm đến để cầu số đánh đề vì thực trạng có nhiều đối tượng lợi dụng niềm tin này để tổ chức cờ bạc.

### Khánh Hòa
Khánh Hòa xưa nhiều cọp "Cọp Khánh Hòa, ma Bình Thuận". Bên cạnh những chuyện cọp bắt người (Rumong trong tiếng Raglai nghĩa là "Cọp". "Rumong má un!" là: Cọp bắt heo!"), người săn cọp, người Khánh Hòa còn lưu truyền những giai thoại về sự gần gũi giữa chúa sơn lâm với con người như lời nhắc nhở: cần sống thân thiện với thiên nhiên. Người dân ở tổ dân phố Mỹ Trạch, phương Ninh Hà, thị xã Ninh Hòa thuộc tỉnh Khánh Hòa hằng năm vẫn duy trì lễ cúng tại miếu cọp, cầu mong "ông" cọp che chở dân làng. Tục cúng "ông" cọp được cho là xuất phát từ chuyện xưa kia người trong làng vô tình giết chết những đứa con của "ông", và cảm thấy có lỗi với "ông" cọp.
Khi làng mới thành lập, người dân khai hoang trồng lúa, khi đốt xong đám cỏ lác, nông dân làng Mỹ Trạch đã phát hiện có ba bộ xương cọp con bị cháy. Dân làng tự trách mình đã vô tình giết chết ba chú cọp con. Dân làng Mỹ Trạch cho rằng việc ngộ sát ba chú cọp con đã khiến cọp mẹ nổi giận, liên tục quấy phá, khiến người dân "làm gì hỏng nấy". Dân làng quyết định mở một cuộc họp, bàn cách chuộc tội với "ông" cọp. Cuối cùng, người dân nguyện lập một miếu thờ cọp. Xương cốt của ba chú cọp con được người dân đưa về, cẩn thận cho vào một hộp gỗ nhỏ, đặt trong miếu thờ, ban đầu ngôi miếu thờ cọp được dựng lên ngay khu vực ba chú cọp con bị cháy. Từ khi lập miếu, cọp không còn về làng gầm rú, thoắt ẩn thoắt hiện "hù" người dân nữa.
Trải qua nhiều năm, miếu thờ cọp xuống cấp, người dân đã làm lễ xin dời vào trong làng, thuộc khuôn viên đình Mỹ Trạch. Ngôi miếu nhỏ thờ cọp được xây bằng xi măng, mái ngói, nằm phía bên hông trái đình Mỹ Trạch giờ đã phủ rêu phong. Trước miếu có bình phong với hình tượng cọp mẹ, sơn màu vàng chủ đạo, đang băng qua cảnh núi rừng của làng Mỹ Trạch xưa. Trong miếu vẫn còn lưu hộp gỗ đựng cốt ba chú cọp con, đình Mỹ Trạch được xây dựng vào khoảng thế kỷ 18, hằng năm, cứ đến ngày 18 tháng 3 âm lịch là người dân Mỹ Trạch góp tiền lo lễ vật mang ra cúng tại đình làng, người dân còn làm lễ cúng tại miếu thờ sơn lâm chúa tướng, chính là miếu thờ ba chú cọp con bị ngộ sát năm xưa. 
Vùng núi rừng Khánh Hòa giáp giới các tỉnh Lâm Đồng, Đắk Lắk, Phú Yên, có lẽ do địa thế và môi trường thích hợp, cọp ở quá nhiều đã gieo tai họa khủng khiếp và tang tóc cho dân lành hàng bao thế kỷ nên đã thành danh Cọp Khánh Hòa. Tuy vậy, ở chùa Suối Ngổ, tọa lạc trên núi Phượng Hoàng, xã Vĩnh Phương, Nha Trang (Khánh Hòa) lại có một miếu thờ cọp, với câu chuyện người dân lưu truyền về "ông" cọp ở vùng này xưa kia không những không gây hại mà còn bảo vệ chùa cũng như dân làng. Hồi đó vùng này rậm rạp, nhiều ác thú nhưng người tu hành, khách viếng chùa cũng như dân làng ở đây lại được "ông" cọp bảo vệ. Nếu có ai ăn cắp đồ của chùa thì sẽ bị "ông" cọp chặn đường. Người dân địa phương sợ là do cảm giác mình yếu đuối trước chúa sơn lâm, nhưng trong lòng luôn có niềm tin về các "ông" ở đây hiền lành, chỉ bảo vệ chứ không hại người. Người dân thường gọi "ông" cọp cũng là vì kính trọng.

### Bình Thuận
Hổ cũng được ghi nhận được tôn sùng trong cư dân ở vùng Bình Thuận. Dinh Thầy Thím, tỉnh Bình Thuận có miếu ông Hổ. Theo truyền thuyết dân gian thì hai mộ phía trước là mộ của Thầy Thím, hai mộ phía sau là mộ đôi Bạch Hổ–Hắc Hổ (vốn được coi là vệ sĩ, đệ tử của Thầy Thím). Chùa núi Tà Cú (người địa phương hay gọi đơn giản là chùa Núi) là một ngôi chùa tọa lạc trên núi Tà Cú ở độ cao hơn 400 m, thuộc thị trấn Thuận Nam, huyện Hàm Thuận Nam, tỉnh Bình Thuận có Tháp Tổ nằm trước điện thờ, bên cạnh có mộ con cọp tương truyền là đã được sư Hữu Đức thuần hóa.

## Miền Nam

### Đồng Nai
Tục thờ Hổ thần khá phổ biến ở Đồng Nai và thể hiện trong các miếu, đình tại Đồng Nai. Hầu hết các ngôi đình ở Đồng Nai đều có miếu hay bàn thờ Cọp với các tên gọi như Hổ thần, Mãnh hổ Sơn quân, Bạch Hổ, Chúa Sơn Lâm. Trước các đình thường có những bức bình phong được chạm trổ, đắp phù điêu, vẽ thể hiện hình tượng của vị chúa tể rừng xanh này trông dáng vẻ uy nghi, oai dũng. Tục thờ thần Hổ là một trong những tín ngưỡng dân gian của những người di dân từ thuở trước còn lưu lại. Tại một số đình, còn có tục thờ "Thanh Long và Bạch Hổ". Đây là một quan niệm về thuật phong thủy. Xem như thế đất của đình là mạch quý, bên tả có Thanh Long bảo vệ, hữu có Bạch Hổ trấn giữ nên không có gì xâm phạm được. Hoặc bức bình phong có hình Sơn Quân có thể hiểu là một dạng yếm bùa các thế lực tà ma không được đến khu trung tâm khi đã có vị chúa tể này canh gác một số nơi thờ chung như Miếu Bà Mụ tại Bến Gỗ, huyện Nhơn Trạch. 

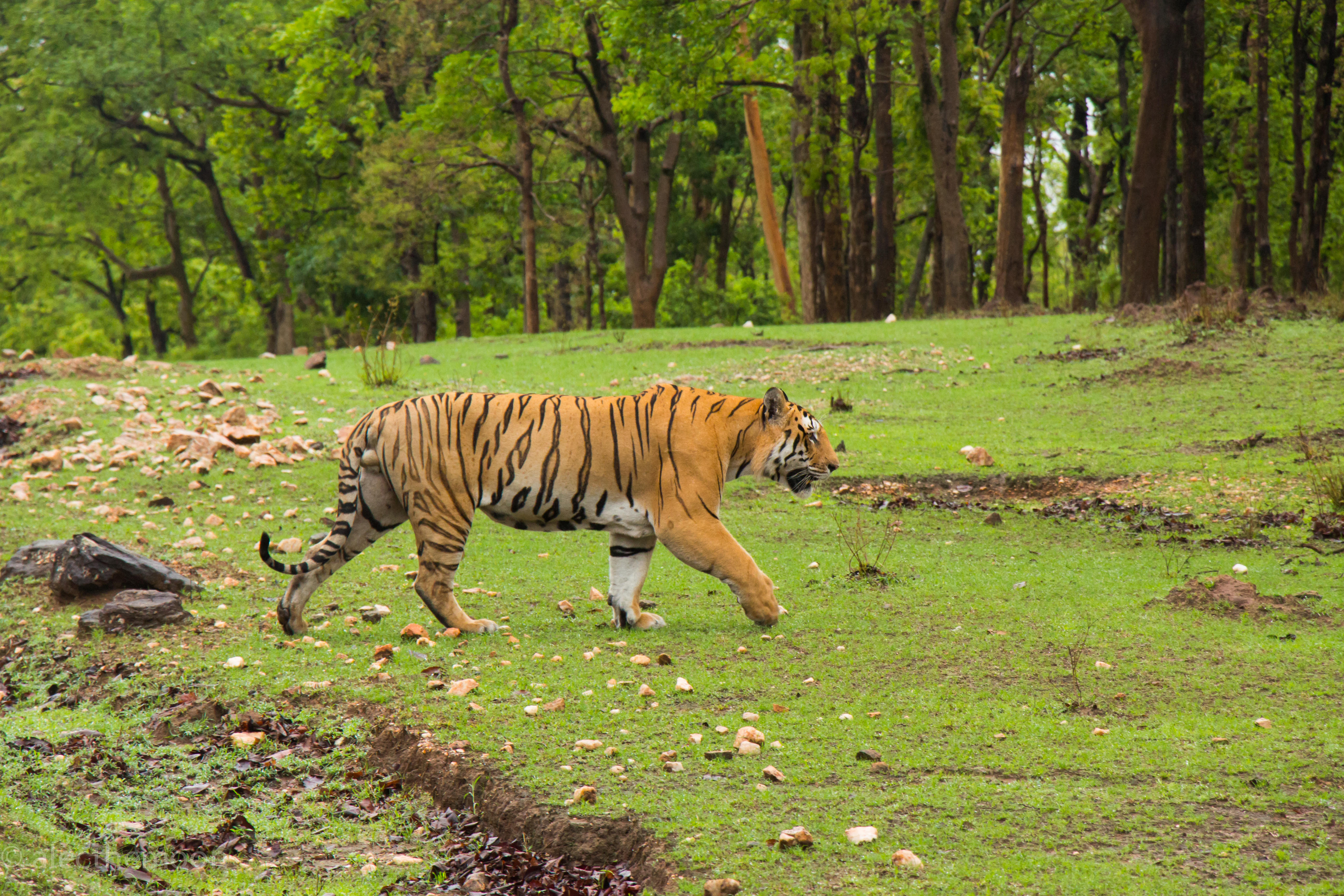
Những vùng đất hoang vu vắng vẻ là nơi lý tương cho cọp cư ngụ

Biên Hòa trước là vùng đất nhiều thú dữ, đặc biệt là nhiều cọp đã đe dọa trực tiếp đến cuộc sống, quá trình khẩn hoang của những người di dân, tâm lý lo sợ về mối nguy hiểm này đã khiến cho họ thờ Cọp, tôn Cọp lên chức Ông Cả của làng xóm để mưu cầu một cuộc sống bình yên Người Việt ở Biên Hòa thờ thần Hổ với những thần hiệu khá độc đáo trong các miếu thờ. Trong số những miếu thờ, hình ảnh vị chúa tể Sơn lâm được khắc họa bằng hình ảnh oai vệ, hay danh xưng được ca ngợi tột bậc lên hàng thần, hàng tướng, hàng Cả. Miếu thờ thần Hổ ở đình Hoà Qưới thuộc Cù lao Phố, xã Hiệp Hoà, Thành phố Biên Hòa có hai câu đối ca ngợi sức mạnh của đệ nhất Mãnh Hổ tướng quân: Hùng hào tuấn kiệt nhứ mãnh hổ. Anh dũng oai linh thị sơn lâm.
Đặc biệt, trong các miếu thờ thần Hổ ở Đồng Nai, duy nhất có một miếu thờ mà trong đó bày phần đầu thật của một con Cọp. Đây là nét độc đáo, hiếm thấy trong tục thờ này ở Nam bộ. Phải chăng, điều này thể hiện sự dung dị, hài hòa trong cách sống, tín niệm của những lớp di dân trước đây. Trước sức mạnh của muôn thú, họ vừa nể sợ, sẵn sàng thờ cúng, tôn Cọp lên hàng thần linh để mưu cầu cuộc sống bình yên nhưng họ cũng sẵn sàng thể hiện sức mạnh của mình nếu đã kính cẩn, muốn sống hài hòa nhưng không được tôn trọng, điều cầu mong chính đáng không được đáp ứng.
Ngày nay, vùng Biên Hoà phát triển cảnh quan có nhiểu đổi thay. Thú dữ, trong đó có loài Cọp không còn quấy nhiễu như xưa, thậm chí chúng còn đứng trước nguy cơ bị diệt chủng. Thế nhưng, tín niệm trong dân gian về thờ Hổ thần vẫn còn được bảo lưu, duy trì trong một chừng mực nhất định. Ngày nay, vùng Biên Hòa phát triển, cảnh quan có nhiều đổi thay. Thú dữ, trong đó có loài Cọp không còn quấy nhiễu như xưa, thậm chí chúng còn đứng trước nguy cơ bị diệt chủng nhưng, tín niệm trong dân gian về thờ Hổ thần vẫn còn được bảo lưu, duy trì trong một chừng mực nhất định.
Nhiều giai thoại ly kỳ về cọp xứ Đồng Nai xưa khá phổ biến. Không chỉ lập miếu mạo để thờ cọp mà người di dân thời xưa muốn tồn tại, sống yên ổn thì phải đương đầu trực tiếp loài thú dữ này. Tại ngôi miếu nhỏ ven đường ấp Bình Ý, xã Tân Bình, huyện Vĩnh Cửu (Đồng Nai) nhân dân dựng bức tượng hổ thờ để tránh "ông ba mươi" về quấy phá. Bức tranh sơn dầu ở chùa Hóc Ông Che ở xã Hóa An, Biên Hòa tái hiện chuyện con người cảm hóa cọp dữ thành hiền lành, biết học đạo tu hành, chùa Hóc Ông Che còn là nơi có chuyện tích về cọp.
Vùng Bửu Long, Biên Hòa thuở xưa còn hoang vắng, có một con cọp trắng xuất hiện nhưng chẳng hại ai, cọp còn giúp đỡ những người lên núi thăm chùa, nó còn còn giúp cõng người lên núi thăm chùa. Cọp thường về nằm chỗ có hai tảng đá nằm chồng lên nhau, hình vòng cung, có dáng như cọp đang há miệng, bên dưới có tảng đá bằng phẳng. Người dân gọi nơi đây là Hổ đầu thạch. Từ khi có cọp trắng, không có thú dữ nào dám về phá phách dân làng. Người dân quý mến cọp trắng và cử cọp làm Hương cả trong làng bằng tờ giấy giao ước để sẵn trong hang, mỗi năm đem đặt tờ sớ tại hàm Hổ. Về sau, cọp đi nơi khác nhưng cứ đến đêm của ngày cúng thì về nhận giấy cử chức năm mới và tục cúng nhận chức "Hương cả" đến nay vẫn còn.
Tại xã An Hòa, Biên Hòa, có một ngôi miếu nhỏ bằng tranh tre vách lá thờ bà (một người phụ nữ đỡ đẻ cho cọp) và suy tôn bà là nữ thần của làng. Miếu được bố trí dạng chữ tam gồm: chánh điện thờ bà Mụ Trời và Ngũ hành nương nương, nhà khách thờ Tiên sư và nhà võ ca đối diện chánh điện. Một giai thoại dân gian về người phụ nữ làm nghề "mụ vườn", vào một đêm vách nhà có tiếng quào, thấy một con cọp rất lớn, miệng gầm gừ nhưng tỏ vẻ thống thiết đó là muốn đỡ đẻ cho cọp cái. Ông ba mươi đưa bà đến cái hang nơi có con cọp cái bị đẻ ngược. Bà đỡ đẻ cho cọp cái, sau cọp đưa bà trở lại nhà. Từ đó, sáng nào trước nhà bà cũng có xác một con heo rừng, cheo cheo, thỏ rừng, sóc của chúa sơn lâm mang đến tận nhà bà để đền ơn, khi bà chết có một đàn cọp đến rống lên ba tiếng tiễn đưa, rồi mới bỏ đi.

### Bình Phước
Người Việt bắt đầu di cư tới Bình Phước vào nửa đầu thế kỷ XVII. Quá trình khai hoang, mở ấp, lập làng diễn ra trong hoàn cảnh khắc nghiệt và hiểm nguy, họ phải đối mặt với thú dữ, đặc biệt là hổ, chúng thường đe dọa đến tính mạng người, vật nuôi. Từ đó, tín ngưỡng cúng thần hổ xuất hiện nhằm tạo ra niềm tin bình an, góp phần giúp đỡ và bảo vệ mùa màng cho người dân, nhà nhà yên ổn và cũng còn có chức năng hộ vệ như vị thành hoàng bổn cảnh. Tín ngưỡng thờ cúng thần hổ được duy trì từ thời xa xưa. Xưa kia xung quanh là rừng rậm, có rất nhiều thú dữ, đặc biệt là hổ, thường quấy nhiễu dân làng. Vì vậy, để yên ổn nên lập bàn thờ riêng trong đền để cúng thần hổ vào các dịp cúng đền. Ngày nay, bên cạnh việc duy trì lễ cúng đền vào ngày lễ lớn đền cũng cúng riêng thần hổ. Tín ngưỡng thờ cúng thần hổ trong các ngôi đình, đền, miếu là một trong những nét đẹp văn hóa mang tính nhân văn của người Việt có mặt ở Bình Phước.
Tại nhiều đền, đình, miếu ở Bình Phước vẫn còn có chỗ để thờ thần hổ hay ông Cả Cọp. Ông Cả Cọp được đặt ở nhiều vị trí khác nhau, điển hình nhất thường được dựng trước cửa vào gian chính điện. Nhiều nơi đặt bức bình phong một mặt có khắc hình Cả Cọp, thường được dựng ở trước cửa vào gian chánh điện theo quan niệm phong thủy, vừa che chắn những điều không hay, vừa tạo sự kín đáo cho công trình phía trong, cũng có khi bức bình phong này được đặt trước sân. Một số nơi còn lập riêng miếu nhỏ với hoa văn trang trí, đặt bát hương và bài vị đặt bên, ghi "Sơn Quân chi thần", "Lý Nhị đại tướng quân", "Sơn Lâm Hổ Lang chi thần", "Hổ đồng Hương chi thần", "Mãnh hổ Đại tướng quân", "Ngũ hổ đại tướng quân". Những hình thức thờ tự này vẫn còn thấy tại nhiều nơi trong tỉnh Bình Phước (đặc biệt, điều này được thể hiện rõ nhất ở thị xã Bình Long) như: 
- Đình Tân Khai ở xã Tân Khai, huyện Hớn Quản.
- Đình Thanh An ở xã Thanh An, huyện Hớn Quản.
- Miếu Ông Hổ ở xã Tân Hưng, huyện Hớn Quản.
- Đình thần Hưng Long, huyện Chơn Thành.
- Đền Trần Hưng Đạo ở huyện Chơn Thành.
- Đình Thành Hoàng hay Đình Thần Hoàng, ở thị trấn Đức Phong, huyện Bù Đăng.
- Đền Trần Hưng Đạo ở phường Tân Phú, thị xã Đồng Xoài.
- Đền Đức thánh Trần (đền thờ Trần Hưng Đạo) ở ấp Thanh Xuân, xã Thanh Phú, thị xã Bình Long, huyện Bình Long có Bình phong thờ thần Hổ.
- Đền thờ Trần Hưng Đạo ở xã Tân Lợi, huyện Bình Long.
- Đền Đức Thánh Trần ở phường Hưng Chiến, huyện Bình Long.
- Đền Bà Chúa hay còn gọi là Miếu Ông Hổ ở phường Phú Đức, huyện Bình Long.
- Đình Tân Lập Phú ở phường Phú Thịnh, huyện Bình Long.

### Bình Dương
Riêng ở Bình Dương hệ thống thần linh nông nghiệp như thần Nông, thần Hổ, bà Chúa Xứ, Ngũ Hành hay Linh Sơn Thánh Mẫu được đưa vào trước miễu. Bài vị trong các đình ở Bình Dương thường ghi hai chữ "Bạch Hổ", "Sơn Quân" với cái tên rất giống người là "Lý Nhĩ Tướng Quân". Việc thờ Ngũ Hổ Tướng Quân cũng thấy ở nhiều nơi ở vùng này. Đình Định Thành thuộc huyện Dầu Tiếng thờ Ngũ vị Thống chế (tên gọi khác của Ngũ Hổ Tướng Quân, tức thần cọp vàng, cọp trắng, cọp xanh, cọp đỏ, cọp đen. Năm thần cọp này tương ứng với Ngũ Hành. Một số ban thờ trong các đình ở Thuận An thì thờ Thanh Long và Bạch Hổ thể hiện quan niệm theo phong thủy "Tả Thanh Long, hữu Bạch Hổ".
Tại Đình Bà Lụa ở thị xã Thủ Dầu Một có thờ Thần Hổ. Đình Phú Cường giữa sân đình là bình phong (đắp hình cọp ở mặt trước, hình rồng ở mặt sau) và bàn thờ Thần nông. Hai bên có miếu thờ Tả hộ vệ và Hữu hộ vệ. Đình Bến Thế hay đình Tân An tọa lạc tại ấp 1 xã Tân An, thành phố Thủ Dầu Một, phía trước võ ca còn có miếu nhỏ với kiến trúc cổ kính thờ thần Hổ là thần cai quản núi rừng. Ngoài ra còn có Núi Cậu là một ngọn núi nhỏ nằm ở ấp Tha La, xã Định Thành, huyện Dầu Tiếng có Chùa Thái Sơn Núi Cậu, đỉnh Ông Cậu có một cái hang đá được gọi là miếu thờ cậu Bảy. Bên trong ngôi miếu có bức tượng cậu Bảy đứng thủ bộ võ. Bên ngoài cửa miếu có tượng một con cọp nhe nanh như đứng gác.

### Vũng Tàu
Vùng Mô Xoài (Bà Rịa ngày nay) được xem là vùng đất đầu tiên của người Việt khai phá ở Nam Bộ. Trước đây, ở vùng Mô Xoài còn nhiều rừng rậm hoang vu, có nhiều thú dữ đặc biệt là hổ thường xuyên xâm phạm đến con người và phá hoại vật nuôi của cư dân xóm làng do đó vùng Mô Xoài, tín ngưỡng thờ thần hổ nhằm mục đích tạo niềm tin, bình an cho cư dân buổi đàu lập ấp, trong làng, hội đồng kỳ mục chỉ bầu đến chức hương chủ còn hương cả là chức vụ cao nhất phải dành cho cọp, nhiều đình làng hiện nay ở Bà Rịa-Vũng Tàu vẫn còn miếu thờ ông Cả Cọp. Hàng năm đều phải cúng thần hổ các vật phẩm gồm trà rượu, nhang đèn, thịt heo sống và trứng gà, cứ ba năm một lần, hễ ai trái tục lệ này thì bị cọp về móc họng.
Hàng năm, dân làng vùng Mô Xoài phải làm lễ Bầu Ông và dâng cúng cho công Cả cọp một cái thủ vĩ và dân tờ cử chức Hương Cả. Miếu thờ ông Cả Cọp thường đặt gần đình và có đặt bài vị Sơn quân chi thần, Lý Nhĩ đại tướng quân, Sơn Lâm hổ lang chi thần, Hộ đồng hương chi thần, mãnh hổ đại tướng quân, Ngũ hổ đại tướng quân. Hiện nay ở các đình Thắng Nhất, Thắng Nhì, Long Hương, Long Điền thờ ông Hổ với nhiều câu đối ở đình Thắng Nhất, Thắng Nhì, đình Long Hương ở phường Long Hương, Vũng Tàu.
Thờ thần hổ trong đình làng thời xứ Mô Xoài là một dạng tín ngưỡng hình thành từ thời khai hoang còn lại đến ngày nay. Theo truyền thuyết dân gia thì mỗi cụm rừng đều có một vị chúa tể và vị thần hổ này giúp chống lại thú giữ, giúp đỡ, bảo vệ mùa màng cho dân làng. Hình ảnh long hổ hội, hay chúa sơn lâm tượng trung cho âm dương hài hòa cầu mong mưa thuận gió hòa hoặc là Thần Hoàng Bổn Cảnh, bảo vệ cuộc sống bình an cho cộng đồng dân cư. Đây là một dạng tín ngưỡng dân gian của người xưa, hình thành và củng cố tinh thần của những cư dân khai hoang mở đất ở những nơi ven rừng núi, thể hiện dấu tích của loài hổ một thời tung hoành gây biết bao nổi kinh hoàng cho bao người.
Ở núi Lớn, xã Thắng Nhì, gần chợ Bến Đá có ngôi chùa, thường gọi là Điện Bà hay Linh Sơn điện bà (tên cũ là Long Nhan điện). Bên cạnh Điện Bà có hai miệng hang lớn là hai miệng hang thần Hổ tu hành ngày xưa, vào chiều hai con cọp thường đến nghe tụng kinh, gõ mõ, những không bắt gà vịt, quấy phá dân chúng và ở tu luôn tại hai cái hang ấy. Một ông tu tại đó cho đến chết, còn ông kia ra ngoài rừng kiếm ăn bị Pháp bắn chết. Chùa hay tin đem xác về chôn ngay tại hang ông ở, lấy cái đầu phơi khô đem thờ trong chùa, về sau bị lấy cắp Ngôi chùa này trước có tên là Long Nhan điện". Một di tích của thời cọp lộng hành Vũng Tàu năm xưa là miếu thờ thần Hổ, con đường mòn từ trên ngọn hải đăng đi xuống được đặt tên là đường mòn Ông Hổ.
Chùa Thiên Thai dưới chân núi Cô Sơn cũng có một truyền thuyết cọp tu, trước đây Cô Sơn là một vùng hoang vắng, bốn bề là rừng núi. Dưới chân núi có một thạch động (động Thiên Thai) là nơi ở của một con cọp trắng. Một vị tổ đã vào trú tạm trong thạch động. Bạch hổ đi săn về thấy người trong thạch động liền gầm thét dữ dội, vị này đề nghị bạch hổ nhường nơi ấy cho ông làm chỗ thờ Phật. Cọp trắng đồng thuận. Từ đấy, cứ đến ngày rằm, mồng một cọp trắng lại trở về thạch động, nằm im trước cửa nghe tụng kinh gõ mõ. Bạch hổ cũng không ăn thịt nữa, mà chỉ ăn mít chín. Do vậy, mỗi khi bạch hổ đến đâu thì mùi mít chín thơm lừng cả vùng. Về sau, bạch hổ chết già trong một hang núi, sát miếu thờ Cô Sơn, nên nơi này có miếu thờ bạch hổ (tức trên đỉnh Dinh Cố). Ở chùa Thiên Thai hiện vẫn còn miếu thờ bạch hổ ở thạch động.
Các địa điểm tại Bà Rịa-Vũng Tàu có thờ vị sơn thần là hổ. Các bài vị trong miếu thờ thần Hổ ở Bà Rịa-Vũng Tàu đều ghi là "Sơn quân chi thần":
- Đình Long Phượng thuộc huyện Long Điền, Vũng Tàu
- Đình Long Hương tại thành phố Bà Rịa có miếu thờ Bạch Hổ
- Đình Thắng Nhất thuộc Thành phố Vũng Tàu có miếu thờ Bạch Hổ
- Đình Thắng Nhì thuộc Thành phố Vũng Tàu
- Đình Thắng Tam thuộc Thành phố Vũng Tàu
- Đình Phước Hòa thuộc huyện Tân Thành
- Miếu thờ Thần Hổ tại xã Bình Ba thuộc huyện Châu Đức, Bà Rịa. Xã này tuy không có đình vì đây là vùng đất mới khai phá vào những năm 20 của thế kỷ trước, nhưng lại có miếu thần Hổ riêng biệt
- Điện Bà ở núi Lớn thuộc Vũng Tàu khởi thủy là miếu thờ Thần Hổ
- Miễu Bà tại thành phố Vũng Tàu
- Nhà lớn Long Sơn thuộc Thành phố Vũng Tàu
- Dinh Cố tại thị trấn Long Hải, thuộc huyện Long Điền có Cổng Tam quan nằm dưới chân mũi Thùy Vân, hai bên có đặt tượng rồng và cọp.
- Chùa Chân Tiên thuộc huyện Long Điền, Vũng Tàu
- Chùa Long Cốc thuộc huyện Đất Đỏ, Vũng Tàu
- Đền thờ liệt sĩ xã Long Mỹ, huyện Đất Đỏ, Vũng Tàu

### Tây Ninh
Ở huyện Bến Cầu, tỉnh Tây Ninh có xóm Miễu Ông Hổ là một địa danh đã có từ hàng trăm năm trước, có tên gọi này vì ở đây có một miễu thờ "ông hổ" được xây dựng với diện tích khoảng 4,5 mét vuông trên một khu đất rộng hơn 50 mét vuông; bên cạnh miễu có một cây gõ cổ thụ. Cách nay hơn 2 thế kỷ, tại vùng đất này có nhiều cây rừng rậm rạp, nhiều thú dữ đe doạ đến cuộc sống người dân đang trong quá trình khai khẩn đất hoang, đặc biệt là cọp, trong đó có một con cọp trắng rất to lớn.Để mưu cầu sự bình an, người dân đã cất lên một miễu bằng cây để thờ "ông hổ". Từ đó mới xuất hiện tên gọi xóm Miễu Ông Hổ. Hằng năm, ngoài lễ cúng miễu vào ngày mùng 10 tháng 3, người dân địa phương còn tổ chức lễ cúng khai sơn vào ngày mùng 3 tháng Giêng. Ngày nay xóm Miễu Ông Hổ đã đổi thay nhiều nhưng người dân nơi đây vẫn giữ tín ngưỡng "thờ cọp" như thuở xa xưa. Ngoài ra còn một số di chỉ như Bức tranh cọp ở chùa Như Lai, Tây Ninh, hay tượng Phật Di Lặc ngồi trên lưng cọp và tòa sen tại Tòa Thánh Tây Ninh.

### Thành phố Hồ Chí Minh

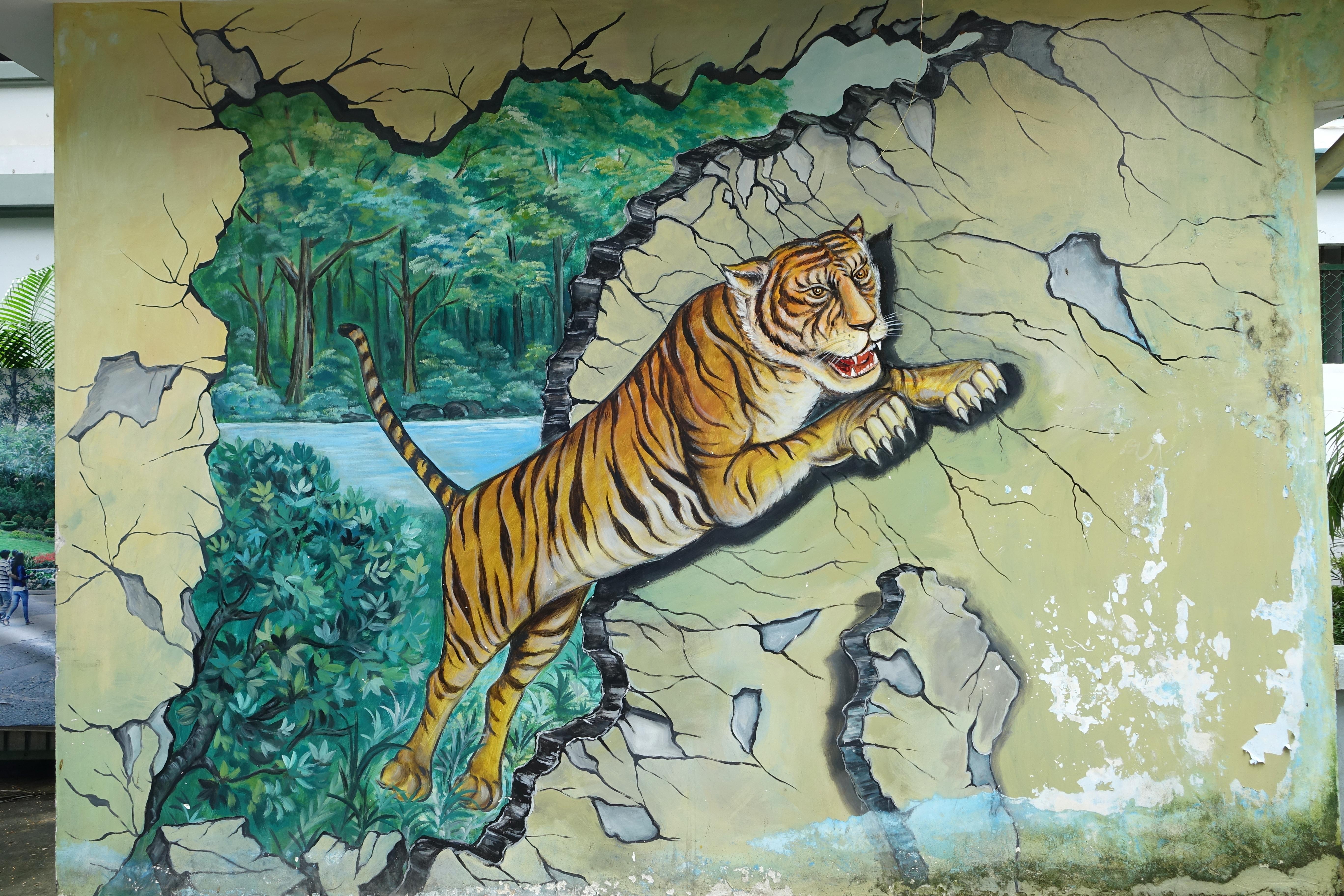
Hình ảnh một con hổ dữ tại Thảo Cầm Viên Sài Gòn

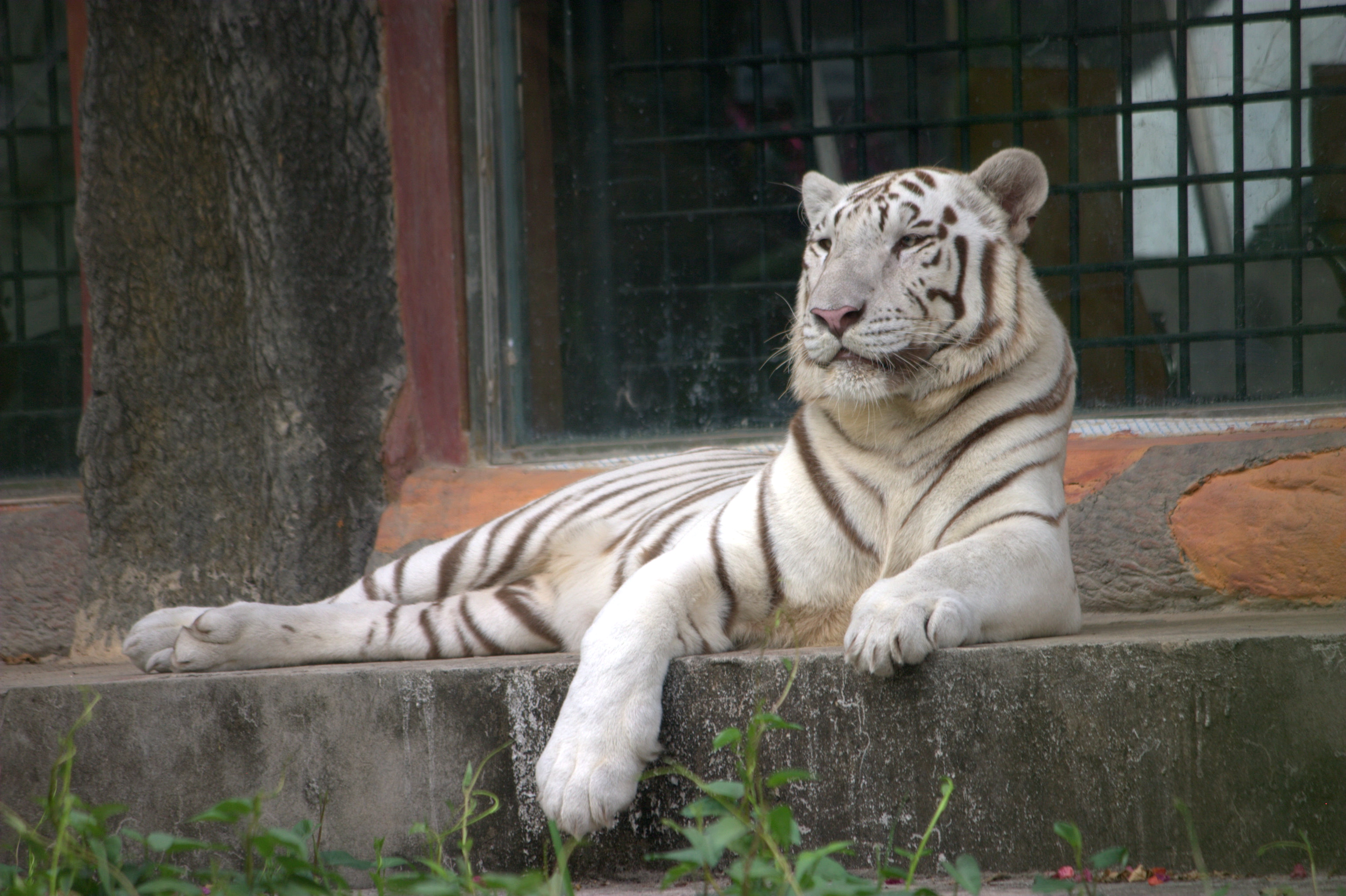
Hổ trắng tại Thảo cầm viên Sài Gòn, chúng được cả người Hoa và người Việt thờ phụng

Vùng Gia Định xưa nổi tiếng về việc lộng hành của hổ dữ, đặc biệt là ở vùng Tân Kiểng. Việc cọp dữ hoành hành dẫn đến việc thờ Sơn quân ở các đình làng ở vùng Thủ Đức, đặc biệt là miếu Ông thờ cọp hiện tồn ở Tăng Nhơn A xã Tăng Nhơn Phú, Thủ Đức, cũng như tập tục Bầu Ông ở đình Bình Thọ, cổ tục Bầu Ông hiện còn bảo lưu ở đình Bình Thọ, Thủ Đức. Tại đây có đàn thờ Bạch Hổ đặt ở bên phải trước sân đình để xác định nơi tổ chức lễ Bầu Ông của đình làng Bình Thọ hàng năm, nơi đây còn có "Văn tế Chúa Sơn lâm Mãnh hổ chi thần" trong lễ Bầu Ông. Tại Thành phố Hồ Chí Minh còn phổ biến tập tục thờ Bạch hổ thì bắt nguồn từ tín điều "Tả Thanh long-Hữu Bạch hổ" của thuật phong thủy và tín lý của Đạo giáo được truyền bá, trực tiếp từ các cộng đồng di dân người Hoa đến Nam Bộ. Việc thờ Thanh long-Bạch hổ ở các đền miếu của người Hoa cũng thấy lan sang đình miếu của người Việt, là cặp tượng Rồng xanh và Hổ trắng.
Khác với quan niệm của người Hoa thờ Bạch Hổ trong cặp Thanh Long-Bạch Hổ thì tại Thành phố Hồ Chí Minh hiện có thờ mỗi một Bạch hổ riêng biệt như trường hợp ở đình Bình Thọ và một số miễu thờ Bạch hổ khác như miếu Ông Hổ ở đường Bến Phú Định, Quận 8, hiện tượng này hẳn bắt nguồn từ tín lý khác. Theo đó, Bạch hổ là ông cọp tu, không ăn thịt người, điều xác tín này là nếp nghĩ khá phổ biến ở Nam Bộ. Ở đó, tuy có ánh lên quan niệm về việc chuyển đổi tính ác sang tính thiện, tức từ cọp dữ sang cọp tu, song không xác định rõ tín niệm Bạch hổ là loài cọp không ăn thịt người Bạch hổ chẳng những không ăn thịt người và thú vật mà còn trừ khử những loại cọp dữ khác, Bạch hổ đối lập với bọn cọp dữ hại người (được gọi là hạm). Do đó, có sự xác tín rằng ở đâu có mặt Bạch hổ thì bọn cọp dữ không dám lai vãng.
Chính vì vậy, Bạch hổ không chỉ là biểu trưng cho loài "cọp tu" mà còn có công năng xua đuổi bọn cọp dữ. Đây là tín lý phổ biến của tín ngưỡng thờ Bạch hổ ở miền Nam. Điều này khá gần gũi với điển tích Hoa Lâm nhị hổ phổ biến của Phật giáo Bắc tông và thấy xuất hiện trong bài Phổ khuyến phát Bồ đề tâm của Trần Thái Tông: "Thiền đạo nhược vô hướng vị/Thánh hiền hà khẳng quy y?/Hoa Lâm cảm nhị hổ tùy thân, Đầu Tử tam nha báo hiểu. Có nghĩa là Đạo thiền nếu không thú vị/Thánh hiền sao chịu quy y?/Hoa Lâm khiến hai hổ cảm theo, Đầu Tử có ba chim báo sáng. Chính việc các truyền thuyết về Bạch hổ ở Nam Bộ thường gắn với các thiền sư tôn túc, đạo cao đức trọng, nên giả thiết chúng bắt nguồn từ điển tích "Hoa Lâm nhị hổ".
Ở Nam Bộ, tục thờ thần hổ cũng rất phổ biến, nhưng gốc tích của tục thờ thần hổ ở Gia Định lại khác. Khi Lê Văn Duyệt trấn thủ thành Gia Định, ông nuôi rất nhiều hổ. Sứ thần nước ngoài đến thăm đều khiếp đảm trước các chuồng hổ, Đức Tả quân thường cho những quân lính giỏi võ (trong đó có Lê Văn Khôi) đấu với hổ để sứ giả xem. Bầy hổ rất trung thành với Đức Tả quân. Khi Lê Văn Khôi nổi dậy chống lại triều đình bị giết, thì bầy hổ phá chuồng ra cắn chết binh triều. Hổ thì lớp bị giết chết, lớp còn lại chạy thoát về rừng.
Một hôm dân chúng đi qua phần mộ Đức Tả quân thấy có mấy con hổ nằm chết, đầu bị vỡ thì cho rằng, đây là những con vật trung thành đã tự tử theo ông. Người ta khiêng xác hổ đem chôn cất tử tế. Từ đó, người nào khấn nguyện, cầu xin Đức Tả quân điều gì đó đều có vái các "ông hổ" ấy. Và khi lập đền thờ Đức Tả quân người ta còn lập thêm cái miếu nhỏ bên cạnh để thờ ông Hổ, tức Thần Hổ. Lâu dần thành thói quen ở Nam Bộ, nơi nào lập đình thờ thần được vua sắc phong đều có cất miếu thờ Thần Hổ, lưu truyền tập tục ấy cho đến tận ngày nay.
Tại Thành phố Hồ Chí Minh, có nhiều không gian thờ Hổ trong các Đình, trong đó nhiều đình có ban thờ thần Hổ, có đình lại có miếu thờ Bạch Hổ hoặc trong kiến trúc có thờ tượng cọp. Một số đình thờ Hổ tại Thành phố Hồ Chí Minh như::

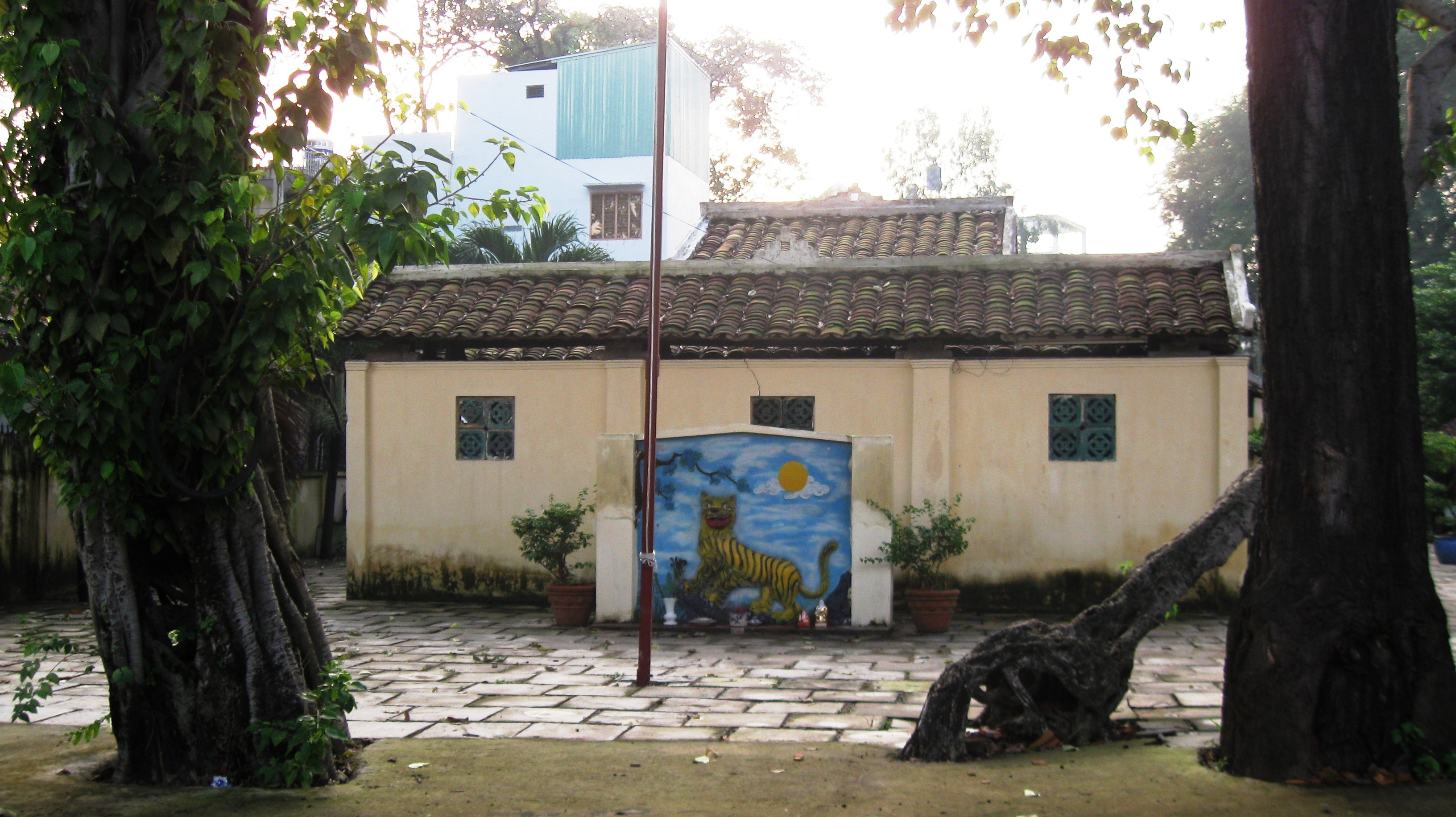
Bia Ông Hổ ở Đình Thông Tây Hội

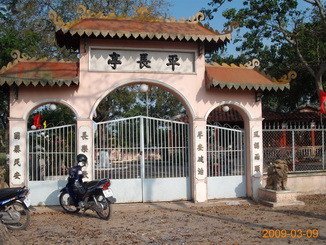
Cổng đình Bình Trường thuộc huyện Bình Chánh

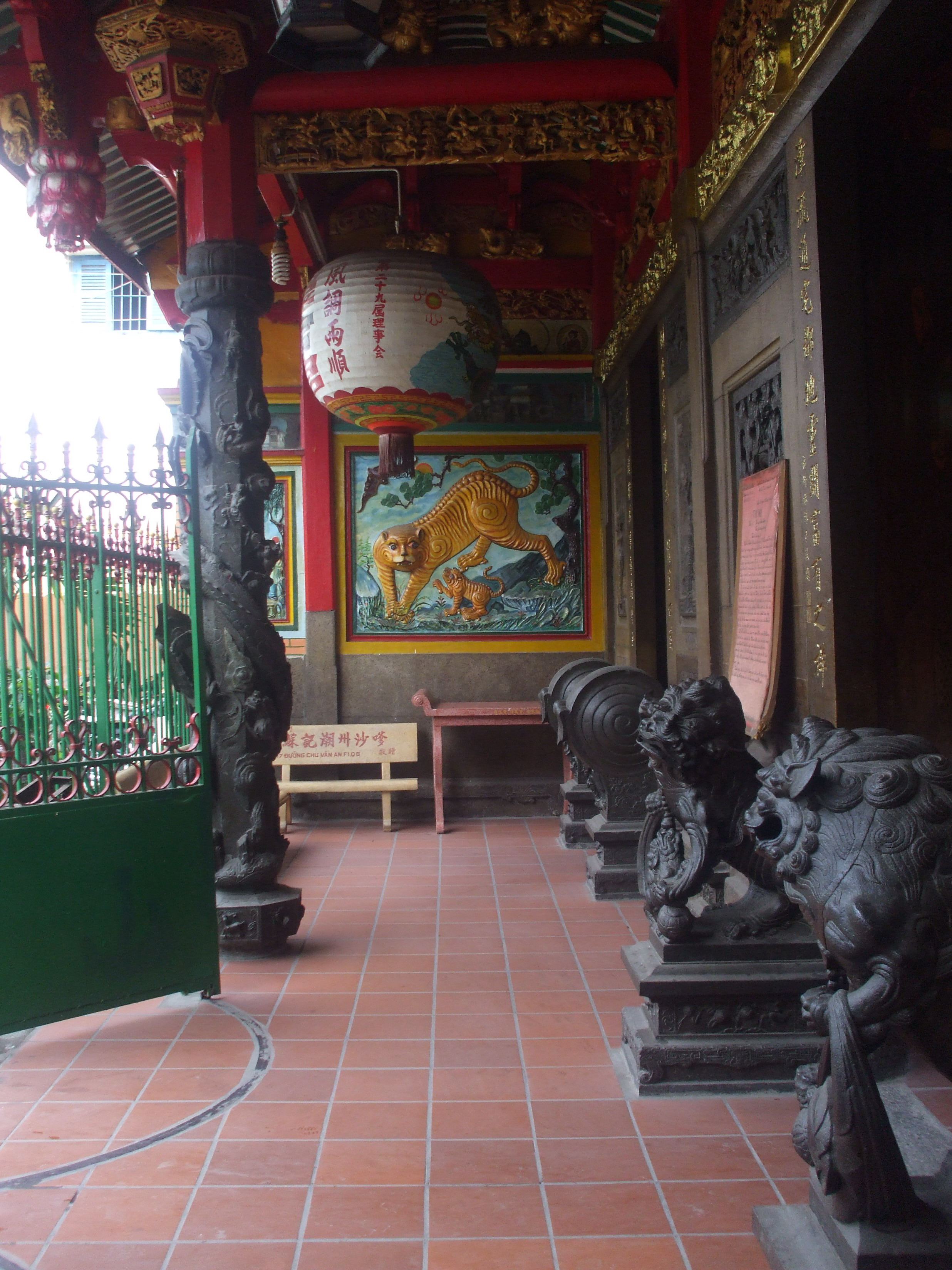
Tranh hổ vàng tại Hội quán Hà Chương

- Đình Bình Trưng tại thành phố Thủ Đức
- Đình Bình An tại Quận 6
- Đình Phú Mỹ tại Quận 7
- Đình Tân Quy Đông tại Quận 7
- Đình Long Vĩnh tại Quận 8
- Đình Hưng Phú tại Quận 8 có miếu thờ Bạch Hổ[42].
- Đình Tân Nhơn tại thành phố Thủ Đức
- Đình Phong Phú tại thành phố Thủ Đức
- Đình Chí Hòa, trước có tên là đình Hòa Hưng, Phường 13, Quận 10, Ở bên ngoài ngôi chính điện, có bàn thờ Thần Nông và Thần Hổ.
- Đình Thạnh Phước (hay đình Cầu Võng) tại Quận 12
- Đình An Phước tại Quận 12
- Đình Thông Tây Hội tại quận Gò Vấp có miếu thờ Bạch Hổ, Đình Thông Tây Hội còn có tên đình làng Hạnh Thông Tây có thành phần kiến trúc phụ gồm bia ông hổ, bàn thờ Thần Nông, miếu Bà Chúa Xứ. Tại đây, người ta thờ Thần Hổ và các vị thần khác.
- Đình Bình Thọ, thuộc quận Thủ Đức có Đàn thờ Bạch hổ và trước đây phổ biến tục Bầu Ông[40]
- Đình Bình Trường thuộc huyện Bình Chánh có miếu thờ Bạch Hổ[31], một số công trình được tu bổ sau này như bức bình phong thần Hổ. Ngoài khám thờ thần, chính điện đình Bình Trường còn nhiều bàn thờ trong đó có Hữu Bạch Hổ chi vị, bài viết trên bài vị là chữ Hán.
- Đình Tân Kiên thuộc huyện Bình Chánh
- Đình Tri Hòa thuộc huyện Bình Chánh
- Đình Tân Mỹ Đông thuộc huyện Củ Chi có miếu thờ Bạch Hổ
- Đình Tân An Hội thuộc huyện Củ Chi
- Đình Phước Vĩnh An thuộc huyện Củ Chi
- Đình Phú Hòa Đông thuộc huyện Củ Chi
- Đình Mỹ Thạnh thuộc huyện Củ Chi
- Đình Tân Thới Nhì thuộc huyện Hóc Môn có thờ tượng cọp
- Đình Tân Thới Tam thuộc huyện Hóc Môn có thờ tượng cọp
- Đình Tân Thới Tứ thuộc huyện Hóc Môn có thờ tượng cọp và cả miếu thờ Bạch Hổ
- Đình Thới Tam Thôn thuộc huyện Hóc Môn có thờ tượng cọp
- Đình Xuân Thới Tây thuộc huyện Hóc Môn
- Đình Thới Đông thuộc huyện Hóc Môn
- Đình Tân Đông thuộc huyện Hóc Môn
- Đình Tam Đông thuộc huyện Hóc Môn
- Đình Hòa Bình thuộc huyện Hóc Môn
- Đình Bình Nhan thuộc huyện Hóc Môn
- Đình Thới Hiệp (hay đình Nhơn Chánh) thuộc huyện Nhà Bè.

Một số miếu thờ tại Thành phố Hồ Chí Minh như: 
- Miếu Ông Hổ hay Miếu thờ Bạch hổ đường Bến Phú Định thuộc Quận 8. Miếu thờ cọp thì có đó, lệ cúng hàng năm vẫn còn tục Bầu Ông.
- Miếu thờ Ông Hổ ở Tăng Nhơn Phú, thuộc thành phố Thủ Đức có lễ cúng mà không có tục Bầu Ông từ những năm 80 của thế kỷ trước. Miếu này người ta thờ cọp vì chúng hoành hành dữ dội.
- Miến thờ thần Hổ tại Lăng Ông (Bà Chiểu), khi lập đền thờ Đức Tả quân Lê Văn Duyệt người ta còn lập thêm cái miếu nhỏ bên cạnh để thờ ông Hổ, tức Thần Hổ vì cho rằng những con hổ do Lê Văn Duyệt nuôi đều tự tự theo ông[41].
- Miếu Nổi hay Phù Châu miếu nằm trên con sông Vàm Thuật ở vùng Gò Vấp. Phía ngoài có miếu nhỏ thờ ông Hổ, một dạng tín ngưỡng sơ khai mang màu sắc Vật linh giáo do người Hoa mang theo từ quê hương tới. Bên trong miếu đặt một bệ thờ giả sơn với năm tượng hổ ở tư thế chồm. Ban đầu, miếu thờ các dạng tín ngưỡng sơ khai (thờ Hổ, Lân).
- Miếu thờ Ông Hổ ở xã Nhơn Đức thuộc huyện Nhà Bè.

### Long An
Ở Long An con cọp được thờ ở đình làng như một vị thần, cọp thờ ở Long An là biểu thị một sức mạnh thiên nhiên có thể hại người mà cũng có thể giúp người, cụ thể hóa thành con thú có vằn đen xưa kia sống quanh xóm làng, đây có thể là loài hổ biến thể hắc tố là hổ đen. Ở đây còn có Miếu thờ ông Hổ ở Long An. Ngoài ra, ở Long An còn có Dinh Ông ở xã An Thạnh thuộc huyện Bến Lức, tỉnh Long An còn dấu tích việc bầu cọp làm Cả, đó là cái am nhỏ bằng lá mà người ta gọi là Dinh Ông nằm bên bờ con rạch tên là rạch Dinh.
Tại chùa Diêu Quang thuộc làng Khánh Hậu, thuộc xã Khánh Hậu, thành phố Tân An có một chiếc sọ cọp luôn được bọc kính cẩn trong nhiễu đỏ, chưng cạnh bát nhang thờ. Tương truyền, đây là chiếc sọ của một con cọp cái 3 chân thành tinh, từ rừng men về làng báo thù. Một tích khác cho biết việc thờ sọ cọp này của một con cọp cái 3 chân hung hãn đã quay lại báo thù ông Thám Xoài, ông đành dùng trâu rừng giết chết cọp cái 3 chân, trừ họa cho dân làng, họ khiêng hổ về xẻ thịt và đem sọ cọp đi trưng cất trong miếu Dao Quang. Nay, miếu Dao Quang đã trở thành chùa Diêu Quang và chiếc sọ cọp vẫn còn được lưu giữ, sau nhiều năm, chiếc sọ cọp mang nhiều huyền tích thuở xa xưa vẫn được người dân kính cẩn lưu giữ trong chùa Diêu Quang.

### Tiền Giang
Nhiều nơi ở Tiền Giang, Thần Hổ được thờ chung với Thanh Long (Rồng xanh) ở đây, còn có địa danh rạch Ông Hổ và vùng đất nổi tiếng với cảnh sấu bơi, cọp chạy thành những cánh đồng mênh mông, cùng với những vườn cây trĩu quả. Một số địa điểm như Long Trung thuộc huyện Cai Lậy có miếu thờ ông Hổ, hay Hội Xuân thuộc huyện Cai Lậy cũng có miếu thờ ông Hổ, đây là những con cọp cuối cùng của vùng đất này. Đặc biệt ở ở vùng Tiền Giang nổi tiếng với câu chuyện "Cả cọp Mỹ Điền" là sự tích về tục Bầu Ông.
Đình thần Hưng Thạnh thuộc huyện Tân Phước, tỉnh Tiền Giang có thờ hổ từ trước cả thời chống Pháp, nằm ở khu vực Bà Bèo là vùng đất trũng của Đồng Tháp Mười được biết đến với câu chuyện "Cả cọp" làng Mỹ Điền đặc sắc. Cống Đình là ranh giới giữa hai thôn Mỹ Điền và Hưng Thạnh. Hiện nay địa danh Mỹ Điền không còn. Từ khi thành lập làng Mỹ Điền có tục chỉ cử đến chức Hương chủ, còn chức Hương cả thì nhường cho chúa sơn lâm, gọi là "Cả Cọp". Không ai dám bạo gan lãnh chức vụ này, vì lo sợ sẽ bị cọp vật chết. Dân làng Mỹ Điền có lập ngôi miếu thờ "Cả Cọp", mỗi đầu nhiệm kỳ phải làm lễ dâng lên một tờ cử hương chức. Hằng năm đến lệ cúng phải làm heo và kiến cho "ông Cả" một bộ thủ vĩ.
Câu chuyện "Cả Cọp" được dân gian lưu truyền vùng này xưa còn rất nhiều voi, cọp và heo rừng. Một hôm có con cọp lạ từ trong rừng tràm về làng bắt gia súc và người. Dân làng trang bị giáo mác đối phó. Đêm đó có người nằm mơ thấy một người hình vóc lực lưỡng phương phi, mặc quần áo vằn vện dặn "lúc hai bên đánh nhau hễ thấy ai cúi đầu là "ông cả", không được xúc phạm". Hôm sau cọp dữ về, cùng lúc có con cọp khác chạy ra chặn đường con cọp dữ. Trong lúc hai con cọp đang quần thảo, người ta phát hiện có một con liên tục cúi đầu và rằng thần nhân báo mộng linh ứng tìm cách hỗ trợ, giết con cọp còn lại và từ đó người ta lập miếu thờ "Cả Cọp".

### Bến Tre

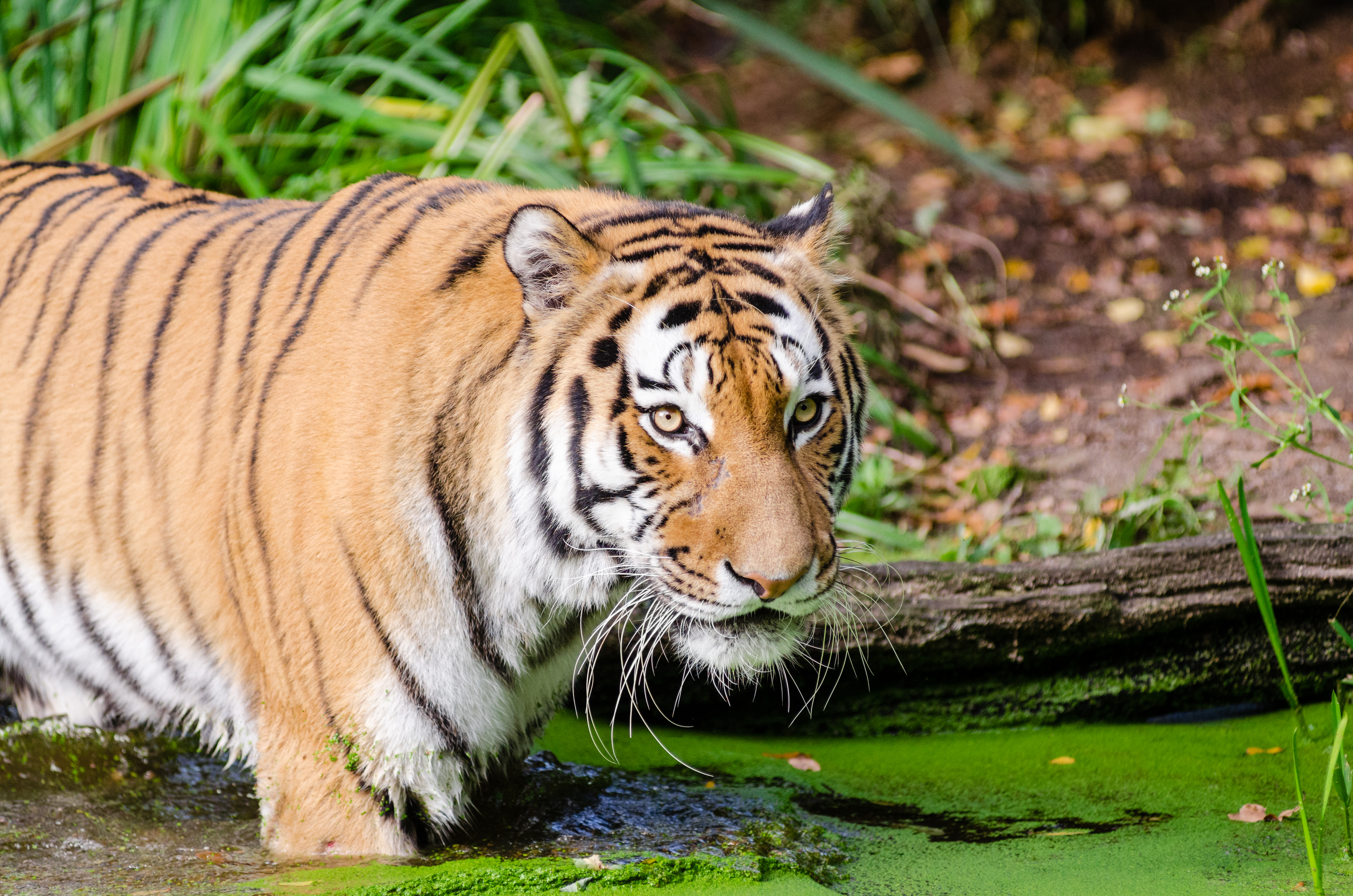
Có nhiều câu chuyện kể huyền bí về cọp ở vùng sông nước Bến Tre

Ở Bến Tre có nhiều chuyện kể về cọp, dù thêm thắt, ly kỳ hóa sự việc nhưng nó phản ánh nơi đây đã có một thời những loài thú dữ mà con người đã phải chống trả lại chúng vô cùng vất vả để tồn tại trong đó, hổ là tiêu biểu. Về tín ngưỡng dân gian, các đình làng ở Bến Tre còn thờ phụng một số thần khác như thần Nông, thần Hổ là một sinh vật khá phổ biến ở vùng cù lao thời khai phá đã lưu lại nhiều giai thoại, truyền thuyết. Ngoài vị thần được thờ ở vị trí trung tâm là Thành hoàng bổn cảnh, đình làng Bến Tre nói chung còn có nhiều vị thần khác nhau trong đó có thần Hổ và thần Rắn.
Ở Nam Bộ có nhiều truyện tương tự về ông "ông Cọp" như Ông Cả Cọp của Bến Tre. Có chuyện kể rằng ai nhậm chức hương cả sẽ bị cọp cắn chết vì không cúng bái cọp. Từ đó mỗi năm làng đều phải làm lễ cúng "Cả Cọp" một đầu heo quay kèm một tờ sớ trình tấu Ở Bến Tre, dân làng gọi cọp với chức "Đại hương cả" (gọi tắt là Hương cả). Ở Châu Bình từ khi lập làng, hễ ai được cử làm hương cả thì đều bị bệnh chết. Một năm nọ, có người nhận chức hương cả liền bị cọp vồ suýt mất mạng. Dân làng phải làm lễ cử "Cả Cọp" cúng đầu heo quay và viết tờ cử cuộn tròn đặt trong ống tre, nơi cọp đã vồ ông Cả. Sáu bảy năm liền không thấy cọp về, mới có người nhận chức hương cả.
Tại đình Quới Sơn thuộc xã Quới Sơn, huyện Châu Thành có thờ chiếc hộp sọ cọp khổng lồ trấn làng, là chiếc hộp sọ to lớn, bí ẩn đang được thờ tại ban thờ chính của đình. Đối với những ngôi đình có và dùng một bộ phận nào đó của loài cọp để thờ thường rất hiếm nhất là chiếc sọ cọp lớn và có tuổi đời cao như ở đình Quới Sơn. Ngôi miếu thần hổ, nơi được xem như địa điểm linh thiêng bậc nhất đình. Điều khiến đình Quới Sơn trở nên linh thiêng bậc nhất nơi đây nằm ở họp sọ này. Xưa vùng này vốn nổi tiếng có nhiều cọp lớn, có một con cọp vằn to lớn nổi tiếng hung dữ. Cứ nhập nhoạng tối, con cọp này thường đi từ rừng ra, vào làng tìm bắt trâu bò, trẻ nhỏ. Người ta tìm cách tiêu diệt con thú dữ này nhưng đều thất bại cho đến khi có một con cọp trắng khác xuất hiện. Hai con cọp này lao vào tử chiến, cuối cùng, con cọp dữ bị hạ gục nhưng con bạch hổ cũng bị thương rất nặng, cố bước vào khuôn viên đình Quới Sơn trốn biệt. Sau đó, dân làng không còn bị thú dữ quấy phá nên cho rằng chính con bạch hổ đến để bảo vệ dân làng.
Khi trùng tu ngôi đình, người ta phát hiện hộp sọ cọp to lớn trong khuôn viên đình, đó chính là phần còn lại của ông hổ trắng, người dân đem hộp sọ này về thờ trong đình với mong ước dân làng được bảo vệ. Ngôi miếu thờ ông Hổ được nhiều người đến đình xin được bình an, cầu con, xin sức khỏe, làm ăn phát đạt hay đến đình cúng trả lễ. Cũng có những trường hợp bị "thần hổ" quở vì mạo phạm đến nơi thiêng liêng của đình, phải mang đầu heo, lễ đến miếu ông hổ cúng thì bình thường. Không ai dám chạm tượng trong miếu, cũng không ai dám giở tấm vải che tượng, đó là điều cấm kỵ, đến nỗi, hằng ngày, khi gió thổi làm rơi tấm vải che tượng trong miếu, cũng không dám tự tiện nhặt lên phải đợi đến cuối ngày, tắm rửa sạch sẽ, thắp hương xin ông mới dám nhặt vải lên che lại.

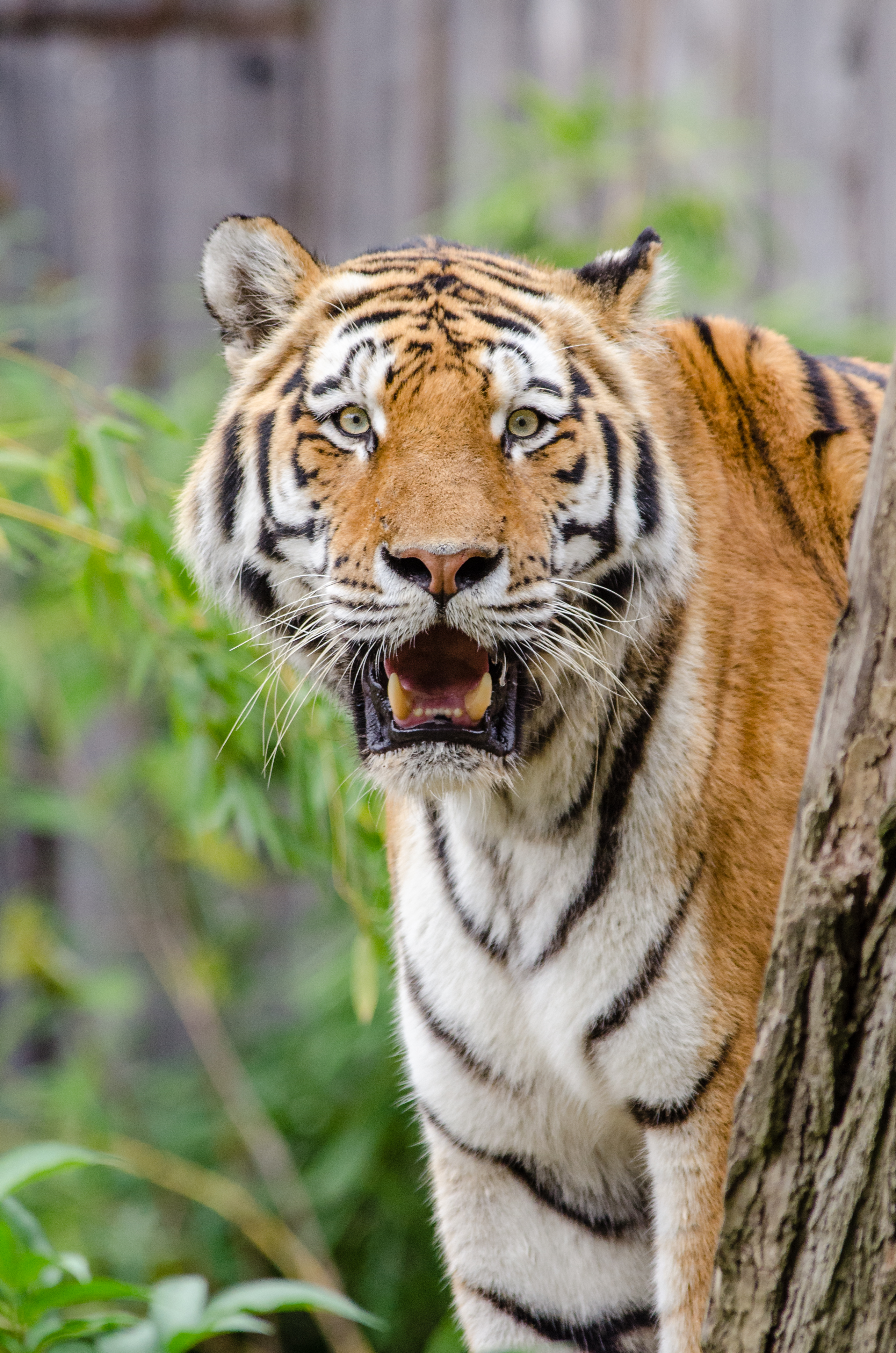
Ở Đình An Hiệp còn lưu giữ một hộp sọ lớn của hổ, từ đó người ta có thể áng chừng kích thước rất lớn của nó khi còn sống

Đình An Hiệp tọa lạc tại rạch Cái Quản, ấp Hòa Thanh, xã An Hiệp, huyện Châu Thành là ngôi đình làng thờ đầu "ông Cả Cọp" là ngôi đình làng duy nhất còn lưu giữ chiếc đầu lâu cọp gần như là nguyên vẹn. Bên trong ngôi miếu hữu nghi có chữ viết thờ sơn thần, thổ thần. Miếu tả nghi là một bức họa hình con cọp nhe nanh trên vách. Dưới nền hương án, ngoài bát hương còn có một tấm vải điều phủ lên chiếc đầu lâu cọp. Về hình dạng, chiếc đầu lâu rất to, từ chiếc đầu lâu có thể hình dung khi còn sống, con hổ này có hình hài to lớn như một con trâu mộng.
Thuở hoang sơ khai khẩn, thỉnh thoảng dân làng trông thấy một con cọp to lớn thoắt ẩn, thoắt hiện, cọp rất hiền lành, không hề gây tổn hại cho dân làng mà còn cứu giúp dân làng mỗi khi gặp tai nạn hoặc hiểm nguy trước những loại thú dữ khác. Như việc cọp cứu người khỏi chết đuối, hay chuyện một người dân chèo xuồng trên dòng Cái Quản để bắt cá thì bị cá sấu rất to lớn háu ăn dùng đuôi quẫy, không chịu nổi cú quẫy đuôi của con cá sấu, chiếc xuồng vỡ tan, bỗng cọp linh xuất hiện lao mình xuống dòng nước vồ lấy cá sấu. Cá sấu lặn mất tăm và từ đó không dám bén bảng đến rạch Cái Quản.
Nghĩ đó là cọp thần hộ trì dân làng, đại diện các họ tộc cùng bắt tay xây dựng ngôi đình thờ và thực hiện tục bầu Ông là Hương Cả. Tưởng nhớ "Cả Cọp", dân làng đặt chiếc đầu lâu vào ngôi miếu "tả nghi" trước đình tại nơi cọp rũ. Hàng trăm năm nay, nhờ chiếc đầu lâu trấn môn, không kẻ đạo chích nào dám đến các món đồ trong đình, chiếc đầu lâu cọp là khắc thần linh thiêng của bọn trộm đạo. Thời chống Pháp, lính Pháp đóng đồn sát đình để trấn áp Việt Minh nhưng vẫn không dám đụng chạm đến ngôi đình. Ngôi đình này vẫn hiện hữu và vẫn là biểu tượng thiêng liêng của cư dân địa phương.
Đình Tân Thạch, thuộc thôn Thạch Hồ, tổng Hòa Bình, trấn Vĩnh Tường, tỉnh Định Tường, nay thuộc ấp 9, xã Tân Thạch, huyện Châu Thành. Trước sân đình có bức bình phong bằng đá cao khoảng 3 m, chạm nổi hình rồng và hổ theo mô típ "long bàn hổ cứ" (rồng cuộn hổ ngồi) để miêu tả thế đất chắc chắn bền vững, vừa tiện lợi cho việc phòng thủ giữ gìn. Hai bên có hai câu đối bằng chữ Hán: "Hổ cứ sơn lâm phù xã tắc/Long du nguyệt điện tráng sơn hà". Bên trái của bức bình phong là miếu thờ Sơn quân, bên trong thờ thần Hổ (được xem như vị thần hộ vệ, giữ cửa, ngăn chặn tà ma). Ngoài ra các đình khác như Đình Đa Phước Hội, thị xã Bến Tre, Đình Phú Hưng thị xã Bến Tre và có Đình Thạnh Phú thuộc huyện Thạnh Phú thuộc Bến Tre thờ sọ cọp.
Địa danh Châu Bình, huyện Giồng Trôm, tỉnh Bến Tre ngày nay (xưa bao gồm Châu Bình thôn và Bình Khương Thôn) được biết đến "Cả Cọp Châu Bình". Khi di dân ngũ Quảng lập làng tại nơi này thì rừng rậm hoang vu nhiều thú dữ: cá sấu, rắn, cọp. Hằng năm vào ngày mồng 7 tháng Giêng có lễ cúng Khai sơn và mồng 10 tháng 5 âm lịch có lễ cúng ông Cả nhằm nhắc nhở lớp sau nhớ về một thời mở cõi khó nhọc của ông cha. Cả Cọp ngày nay chỉ còn trong tiềm thức người già, trong câu chuyện kể cho trẻ con Bình Khương Thôn.
Ở Bến Tre còn lưu truyền câu chuyện Cọp có tình nghĩa và được thờ phụng, con cọp này của gia đình họ Võ, khi gia chủ đi vắng. Cọp ở nhà hằng ngày lo nuôi mẹ và em gái, vào rừng bắt heo để nuôi gia đình. Khi người vợ qua đời. Cọp khóc lóc thảm thiết. Khi người con về, cọp khóc lóc rồi dẫn ra thăm mộ. Đến nơi, cọp đập đầu vào mộ mà tự tử. Người con trai bèn để tang cho cọp, làm lễ chôn cất kỹ lưỡng rồi lập miếu thờ, để, mấy chữ: "Nghĩa Hổ Trưởng Huynh chi mộ". Sau đó có người làm thơ khen tặng: Hùm còn biết nghĩa nặng cùng người/Trả thảo liều thân giữa đất trời/Một tấm gia dầu chôn chặt đất/Trăm năm còn mãi tiếng khen đời.

### Vĩnh Long

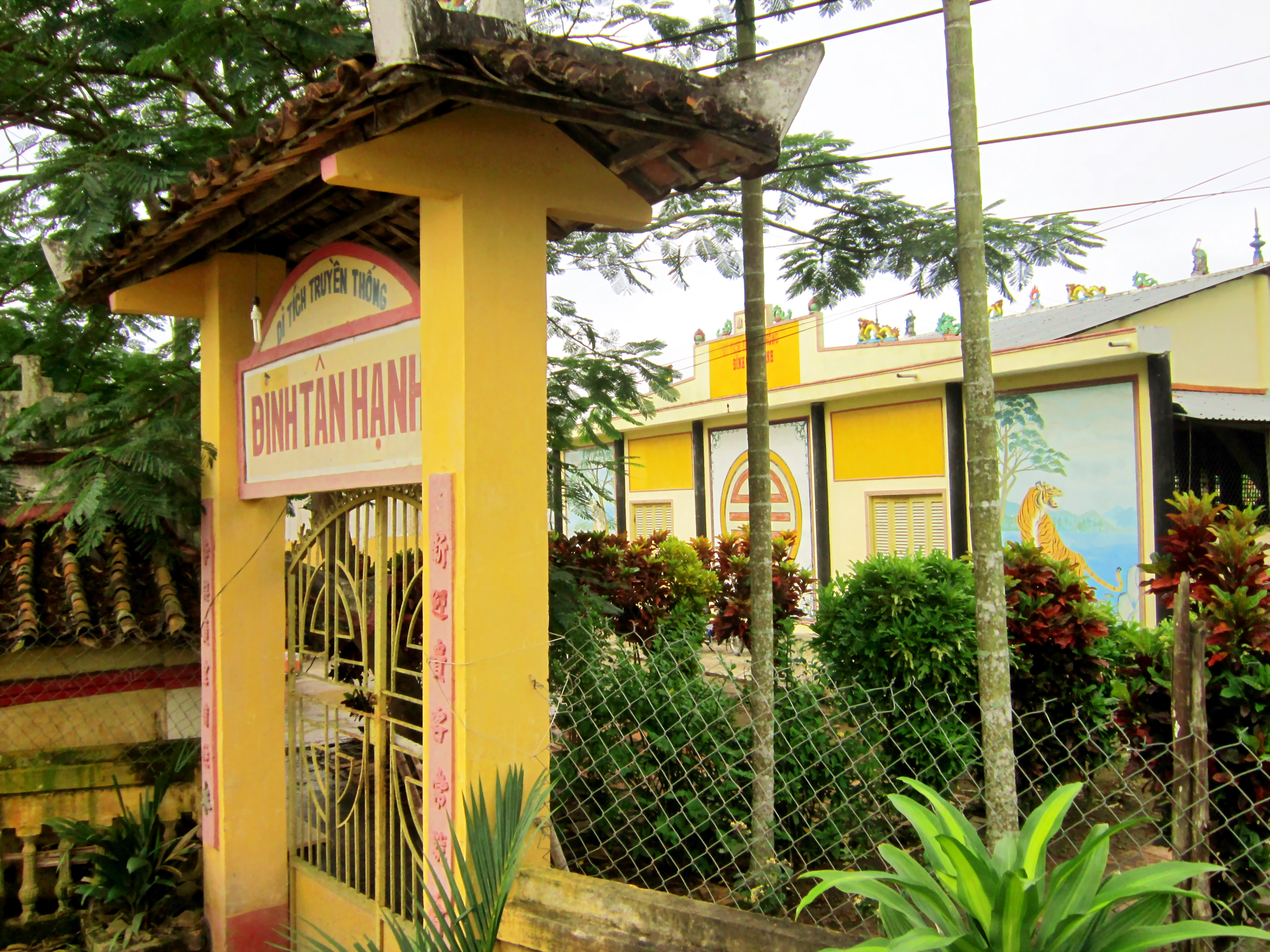
Đình Tân Hạnh ở kế bên chợ xã Tân Hạnh, huyện Long Hồ, tỉnh Vĩnh Long, phía phải của đình có bức bình phong ông hổ vàng

Những truyện kể dân gian truyền thuyết ở Vĩnh Long thường bắt đầu với những mô típ quen thuộc như: "Sông này xưa lắm sấu, vùng này xưa lắm cọp" phản ánh một thời khai hoang, từ đó nơi đây có nhiều truyền thuyết gắn liền với tín ngưỡng thờ Thần Hổ. Một số địa điểm có ghi nhận tục thờ Thần Hổ như Đình Long Thanh, hiệu là Long Thanh Miếu Vũ (chữ Hán: 龍清廟宇), hiện tọa lạc bên bờ sông Long Hồ, thuộc khóm 4, Phường 5, thành phố Vĩnh Long, trước sân đình hai miếu thờ thần Bạch Hổ và Ngũ Hành Nương Nương.
Công Thần Miếu Vĩnh Long là di tích hiện tồn có duy trì lễ Bầu Ông là thứ nghi lễ thời khai hoang lập ấp còn lưu truyền. Thời đó dân làng không ai dám làm chức Trùm Cả, tức là chức vụ đứng đầu làng, vì phải dành cho cọp. Do vậy hàng năm các hương chức phải làm lễ Bầu Ông (Ông ở đây là cọp) để gửi một tờ cử mới bầu Ông Cọp tiếp tục làm người đứng đầu hương chức. Tục lệ này tuy có vẻ dị đoan, nhưng mục đích là nhằm trấn an lưu dân khi đến đây khai hoang lập nghiệp.

### Đồng Tháp
Ở Đồng Tháp cung ghi nhận có tục thờ hổ, chẳng hạn như tại Đình Phú Hựu tọa lạc tại ấp Phú Hòa, thị trấn Cái Tàu Hạ, huyện Châu Thành, có miếu Ngũ hành, miếu ông Hổ, miếu Thần Nông, miếu Bà Chúa Xứ, đình thờ thần Thành hoàng. Ngoài ra có Đình Vĩnh Phước (Sa Đéc) còn được gọi là Đình Gạo, giữa sân là tấm bình phong đắp nổi hình rồng (mặt trước) và hình ngựa (mặt sau), liền đó là bàn thờ Thần Nông. Phía phải, miếu thờ Ngũ hành nương nương, phía trái thờ Chúa xứ sơn quân (Thần Hổ).

### An Giang

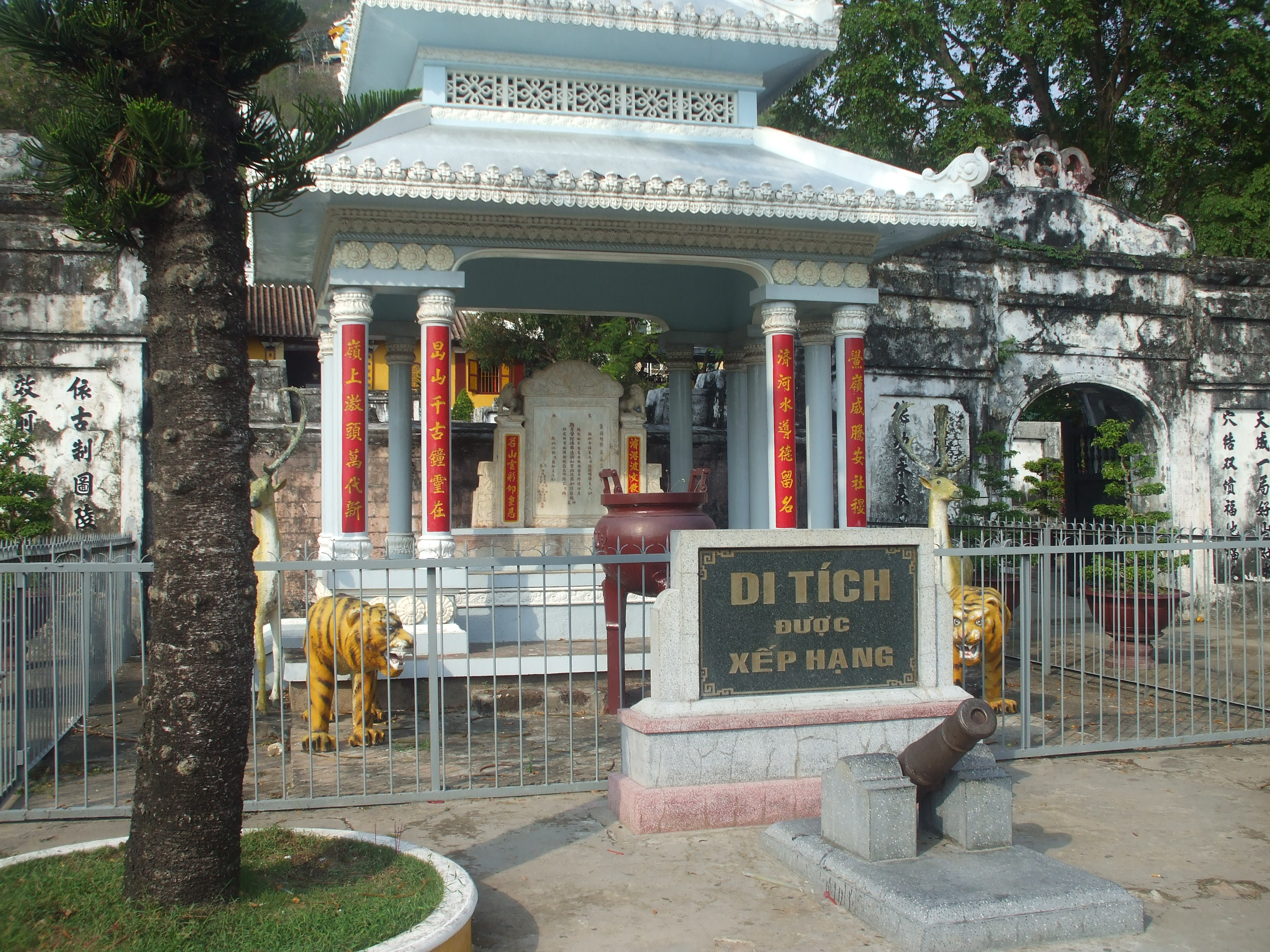
Tượng hổ trước lăng Thoại Ngọc Hầu

An Giang với miền Thất Sơn hùng vĩ vốn được xem là giang sơn của loài cọp trong quá khứ, những câu chuyện về cọp đã trở thành một phần không thể thiếu trong cái vẻ huyền bí, linh thiêng của vùng đất này. Ngày nay, những địa danh trên địa bàn tỉnh An Giang vẫn còn gắn liền với loài cọp điển hình là cù lao ông Hổ thờ một con cọp có nghĩa, hình tượng con cọp xuất hiện nhiều tại các ngôi đình, các điểm thờ cúng trên địa bàn An Giang, trên núi Cấm và nhiều ngọn núi khác, người dân luôn dành riêng một nơi để thờ cọp với tên gọi hang Ông Hổ và cù lao ông Hổ hay Đình thần Bình Thủy trên cù lao Năng Gù thuộc xã Bình Thủy, huyện Châu Phú cũng có miếu Xã Cọp.
Vùng Bảy Núi đã từng là nơi định cư của loài cọp trắng, ở núi Bạch Hổ (một tên gọi khác của núi Cấm). Cọp trắng trên núi Cấm là cọp tu nên không hề làm hại dân lành. Ngược lại, cọp trên núi Bà Đội Om là giống cọp vằn rất hung tợn, thường hay nhiễu hại dân sinh. Vì thế, đã có những cuộc chạm trán giữa đàn cọp của hai ngọn núi ở khá gần nhau này. Ngày nay, trên núi Cấm vẫn còn dấu vết hang Ông Hổ ở khu vực vồ Thiên Tuế và người dân đến cúng bái tại hang Ông Hổ trên núi Cấm, khách hành hương đến cúng bái quanh năm, hang ông Hổ rất linh thiêng nên muốn một lần ghé thăm viếng ông Hổ. 

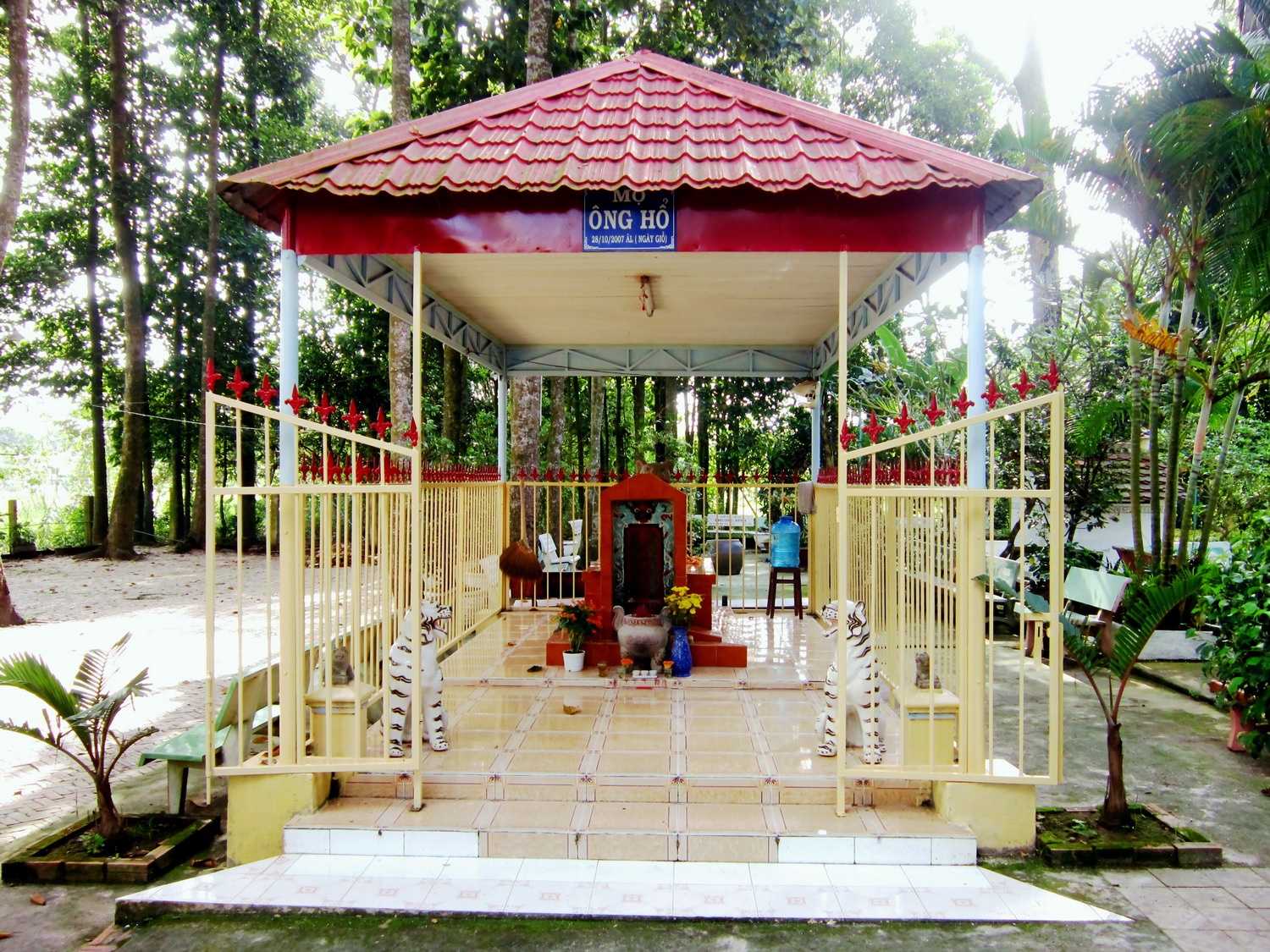
Mộ Ông Hổ trong sân Bửu Long Cổ Tự trên cù lao Mỹ Hòa Hung, Long Xuyên, An Giang

Xã Mỹ Hòa Hưng, Long Xuyên ngày nay vốn có tên gọi dân gian là cù lao Ông Hổ do cọp tụ về sinh sống rất nhiều nên có tên là cù lao Hổ, trên địa bàn xã vẫn còn ngôi đền thờ Ông Hổ được người dân hương khói quanh năm. Trên Cù Lao có hai bức tượng hổ to lớn được tạc bằng đá uy nghi đứng tại cổng chào. Có hai truyền thuyết giải thích địa danh "Ông Hổ". Một là câu chuyện con hổ có nghĩa luôn trả ơn người nuôi nó, mỗi năm đúng vào ngày giỗ, hổ lại mang heo rừng về cúng bên hai ngôi mộ, một đêm cọp đi quanh mộ cha mẹ nuôi ba vòng rồi rống lên thảm thiết, sau đó nằm phủ phục bên mộ và chết tự lúc nào. Thương con cọp hiếu nghĩa, dân làng chôn cất cọp cạnh mộ cha mẹ nuôi và sau đó lập miếu thờ.
Hai, là câu chuyện hổ con được chăm sóc, nuôi dưỡng, sau này hổ thường vào rừng săn bắt muông thú về cho gia chủ, hổ cõng cô gái mù vào rừng làm rẫy. Khi cô gái mắc bệnh qua đời, hổ buồn rầu nhịn ăn mà chết. Từ hai câu câu chuyện hiếu nghĩa trên, người dân cố cựu đặt tên làng là cù lao Ông Hổ để tưởng nhớ cọp. Một giai thoại khác cho biết, nơi đây phát tích từ tương truyền ông cọp mun tại An Giang sau trận chiến với ông Cọp bạch bị thua nên bỏ chạy qua cù lao Mỹ Hòa Hưng (nên sau gọi Cù lao Ông Hổ) . Cù lao ông Hổ đây chính là nơi sinh thành ra vị chủ tịch Tôn Đức Thắng.
Hiện nay trên sân chùa Bửu Long ở ấp Mỹ Khánh 1, xã Mỹ Hòa Hưng vẫn còn mộ của Ông Hổ, được cất mới vào năm 2007. Hàng năm, lễ giỗ Ông Hổ được tổ chức vào ngày 28 tháng 10 (âm lịch). Tương truyền, ngày xưa có hai vợ chồng lão nông dân sống trên cù lao, mà ngày nay có tên là Mỹ Hòa Hưng. Một hôm, ông bà chèo xuồng đi lấy củi, phát hiện trên sông có con vật gì rất giống mèo, đó là một con hổ con vừa đói vừa rét, bèn đem về nhà nuôi dưỡng. Khi lớn lên, con hổ rất hiền lành, không phá phách ai. Khi hai ông bà qua đời, hổ cũng bỏ vào rừng. Hằng năm, tới ngày giỗ ông bà, hổ đều mang về một con heo rừng đặt bên mộ rồi đi. Dân làng cảm động vì thấy con vật sống có nghĩa nên đặt tên cù lao là cù lao Ông Hổ. Ca dao có câu: "Dù ai đi ngược bốn bề/Chưa đến Ông Hổ chưa về An Giang".
Miễu thờ Cọp Bạch (ở trại ruộng Phước Điền, xã Thới Sơn, huyện Tịnh Biên là một ngôi miếu thờ Sơn quân thường thấy ở đình làng Nam bộ. Tuy nhiên, việc thờ cọp bạch ở đây gắn liền với công đức của ông Tăng Chủ Bùi Thiền Sư. Câu chuyện cọp trả ơn trên vùng rừng núi Thất Sơn, gắn liền với huyền thoại ông Tăng Chủ, ông này đã giúp một con cọp trắng bị hóc xương khỏi bệnh, nó nhìn ông Tăng chủ tỏ ý biết ơn, gật đầu ba lần rồi rón rén bước vào rừng sâu. Cọp nhớ ơn nên đã mang heo rừng về dâng để tỏ lòng biết ơn. Ông đã khuyên con bạch hổ đó theo đường tu hành, về sau cọp bạch già chết, ông Tăng chủ hay tin, cất một cái miếu nhỏ tại đình làng gần chùa Thới Sơn để thờ, và cho biết cọp bạch là Sơn quân, người cai quản núi rừng. Trong vùng này, các đình làng thường có ngôi miếu thờ Sơn quân có hình tượng con cọp bạch, người dân cũng lập một ngôi miếu thờ gần chùa Trại Ruộng.
Đình Thới Sơn thuộc huyện Tịnh Biên, An Giang: Nhiều người dân nơi ở xã Thới Sơn An Giang lúc bấy giờ quanh núi Két hãy còn rừng rậm nên thú dữ rất nhiều. Tương truyền, theo hai nguồn tham khảo ghi bên dưới, thì một hôm ông Tăng Chủ đi thăm ruộng về, trong khi trời nhá nhem tối, ông trông thấy một con hổ lớn nằm bên vệ đường. Thấy ông, hổ đứng dậy há miệng rồi tỏ vẻ đau đớn lắm. Ông Tăng Chủ bèn hỏi: Chắc ngươi mắc xương phải không? Hổ gật đầu và đập đuôi. Liền khi ấy, ông Tăng Chủ co tay đấm mạnh vào cổ con thú, lập tức hổ khạc lên mấy tiếng rồi trong miệng văng ra một cục xương lớn. Hôm sau, ông Tăng Chủ thấy xác một con heo rừng nằm bên tự viện, do hổ đem đến để đền ơn cứu chữa. Hiện nay, bên đình Thới Sơn vẫn còn một cái miễu nhỏ thờ "ông hổ".

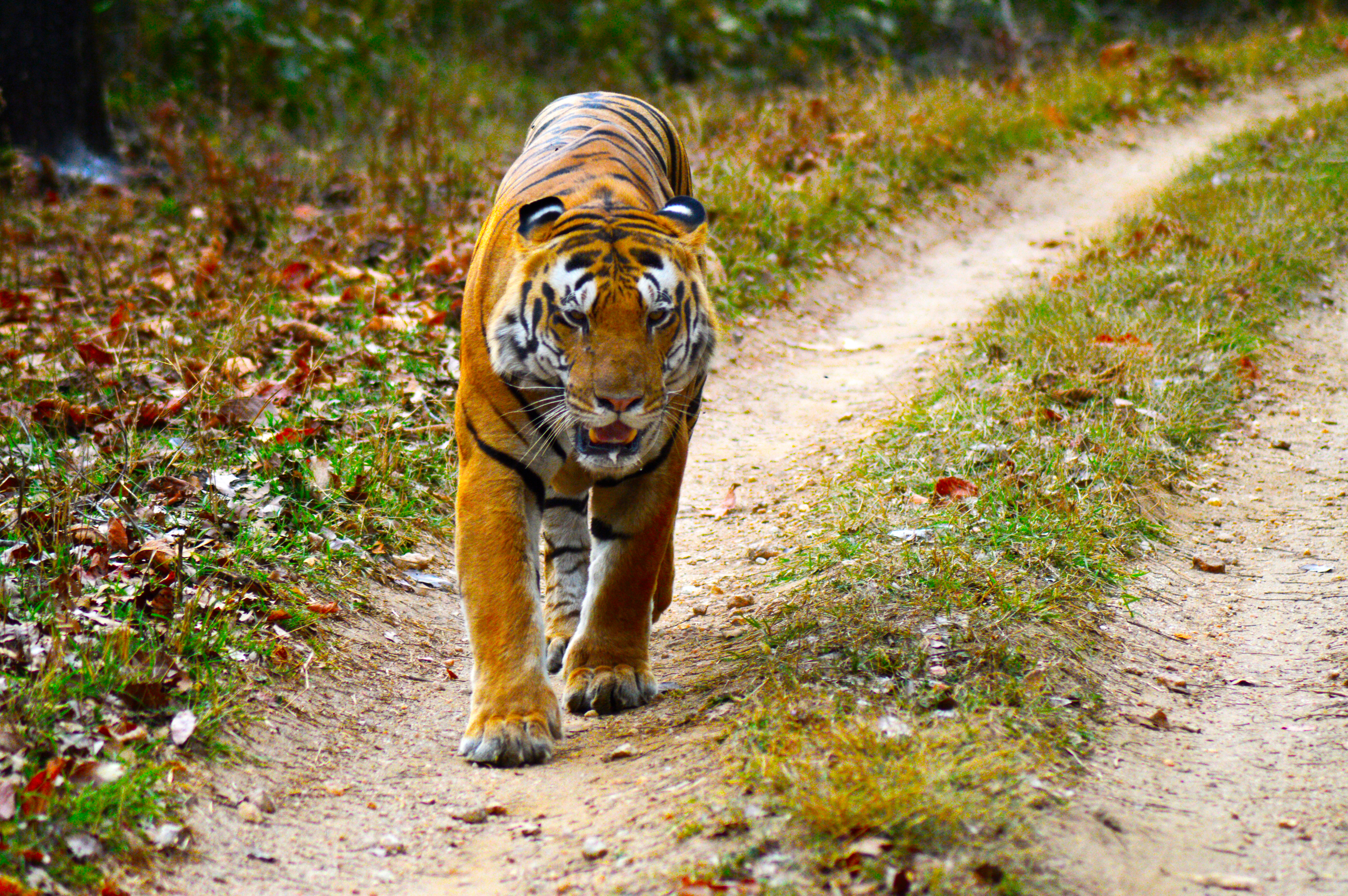
Ở An Giang có câu chuyện lưu truyền về một con hổ thua cuộc trong trận chiến tranh giành lãnh thổ, nhưng nó vẫn nhớ và lén về thăm quê cũ, người dân thấy trọng tình nghĩa bèn lập đền thờ

Lăng Tổng trấn ở xã Mỹ Hội Đông, huyện Chợ Mới có thờ Sơn quân bắt nguồn từ câu chuyện ngày trước có nhiều thú dữ nhất là cọp, trong đó có hai "ông" Hổ Bạch và Hổ Mun hay Ông Hạm (dân làng gọi hổ Mun). Hai "ông" nhất định không nhường nhau nửa bước, thường giao chiến gầm rú vang động cả một góc trời, có lần chúng quần thảo nhau ngay trên một miếng đất trống rộng làm bầm dập nát hết cỏ cây trên bãi chiến trường, be bét máu, vung vãi nhiều chùm lông trắng lẫn đen. Trận ác chiến một mất một đó thì ông Bạch thắng, nghiễm nhiên trở thành chúa sơn lâm trong vùng. Ông cọp mun bỏ chạy qua cù lao Mỹ Hòa Hưng biệt dạng, nhưng thỉnh thoảng vẫn thấy ông Hạm lén về thăm quê cũ với dáng vẻ rất buồn bã.
Mỗi lần như vậy dân làng thương xót, làm ngay một con heo sống, gọi là "cúng Ông". Con cọp này sau khi nhận lễ thì tuyệt nhiên không hề có một hành động quấy phá, nhiễu hại nào. Đồng thời, mỗi lần đáo lệ tưởng niệm Huỳnh Công, dân làng cũng tự động "kiếng" cho "ông Bạch" một con heo, đem để ở giồng Xoài Một (nay đã bị lở sụp, không còn), không phải để "lo lót" chúa sơn lâm, mà là một hình thức "thân mật" (trong tâm tưởng dù sao họ vẫn rất sợ oai hùm) như một niềm tin tự tạo đượm đầy tính ma thuật, dưới hình thức mặc nhiên công cử "ông Bạch" là Sơn quân.
Lệ hàng năm, kiếng một con heo sống như vậy được xem như "đổi tờ cử", mang ý nghĩa xác nhận rằng, Sơn quân vẫn được dân làng tôn trọng, hãy hộ độ dân làng, đừng gây hại, mỗi lần "kiếng" đều không thấy có dấu vết ông Bạch (cũng như của bất kỳ con vật nào, kể cả con người) nhưng thịt heo thì không còn. Từ ngày giồng Xoài Một bị lở sụp, dân làng cũng bỏ lệ kiếng heo cho ông Bạch, nhưng miếu Sơn quân thì vẫn được duy trì như một hình thức ghi lại dấu ấn gợi nhớ cảnh quan ngay từ thời mới khai phá.
Ở vùng đất An Giang trước người ta kinh sợ vì "Dưới sông sấu lội, trên rừng cọp um". Người dân chỉ cần một chút bất cẩn sẽ bị "Hùm tha sấu bắt". Do rừng bụi rậm rì, cọp ở nhiều, nên nơi đây có địa danh là bãi Hổ Cứ (hay Hổ Châu, thuộc An Giang xưa: "Bãi Hổ Cứ có con cọp dữ, Vũng Xà Năng có giống rắn linh"). Cọp Hổ Cứ, Tòng Sơn luôn đe dọa và làm ảnh hưởng nặng nề đến sinh hoạt của nhân dân. Nhân dân phải cất miễu thờ "Ông Hổ" trước đình và mỗi lần cúng đáo lệ Kỳ Yên, làng phải dành nguyên cái đầu heo sống để dâng cho ông Hổ. Đêm đến thì ông Hổ về nhận cái đầu heo. Nếu không làm như thế thì dân làng phải bị nạn "hổ giảo".

### Cần Thơ
Ở Cần Thơ, người dân thường lập miểu thờ cọp ở những nơi cọp ưa ra bắt người, gọi là "Miểu Ông Cọp", cọp được tôn là "Sơn Quân Chi Thần". Dân làng có tục lệ cúng "Sơn Lâm Chúa Tướng Lý Nhỉ Tôn Thần" vào chiều ba mươi Tết và mùng bốn Tết. Chiều ba mươi Tết nhà nào cũng bày lễ vật ra sân để cúng ông Hổ chung với lễ cúng Tất Niên. Chủ gia thành tâm cầu xin Sơn Lâm Chúa Tướng thương tình đi nơi khác làm ăn, đừng về làng gây tai họa và Ông Ba Mươi sẽ trấn giữ nơi cửa, không cho tà ma đột nhập vào nhà hại người, cư dân địa phương còn truyền tụng rất nhiều giai thoại khác liên quan đến việc Thần Hổ cứu người khi gặp hoạn nạn. Khi hổ chết, dân làng tiếc thương lấy thi thể làm tượng cốt đặt trong miếu thờ. Nổi tiếng nhất là Đình Bình Thủy, có miếu lớn thờ thần Hổ.

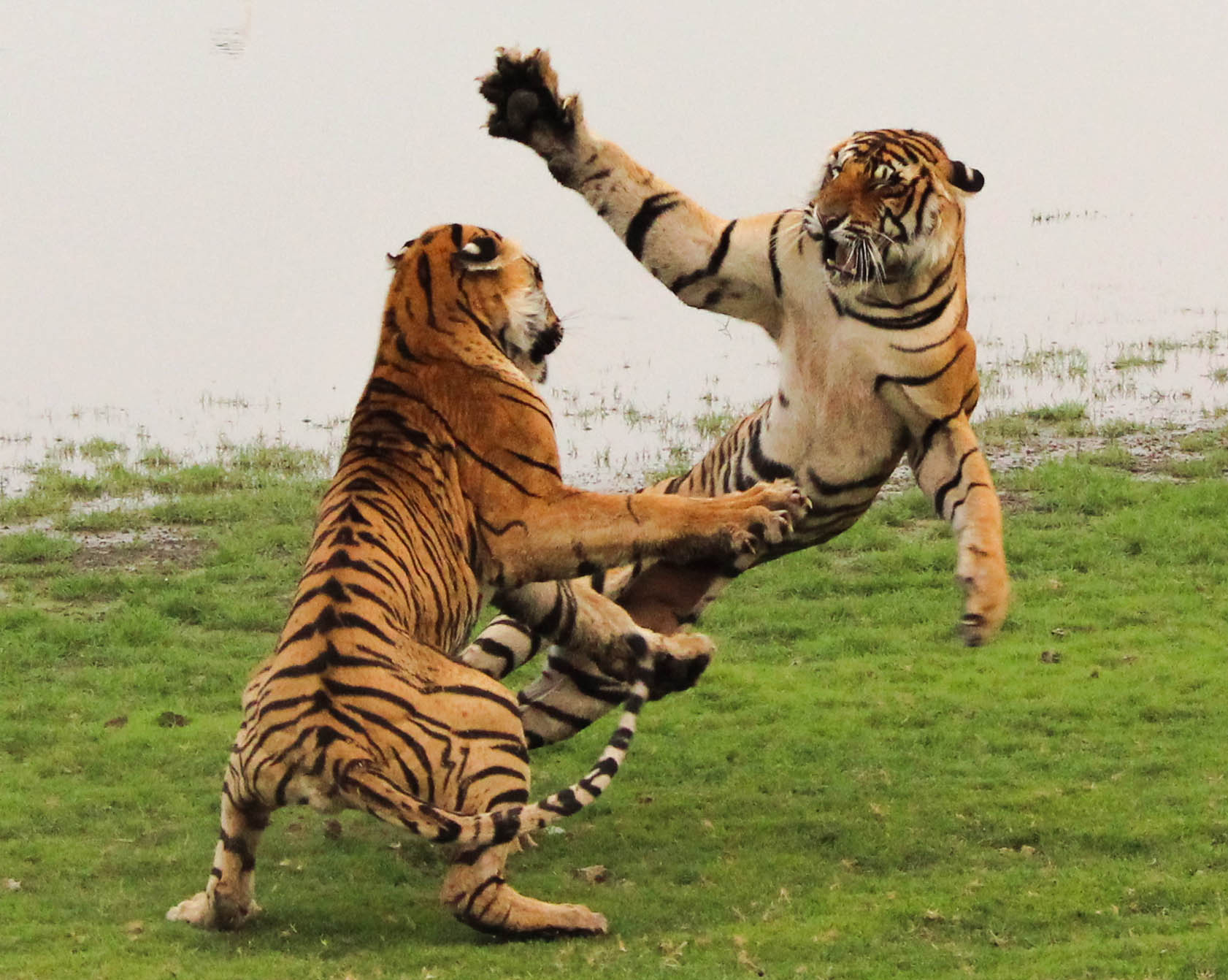
Ở Cần Thơ còn lưu truyền câu chuyện về hai con hổ dữ tranh giành lãnh thổ

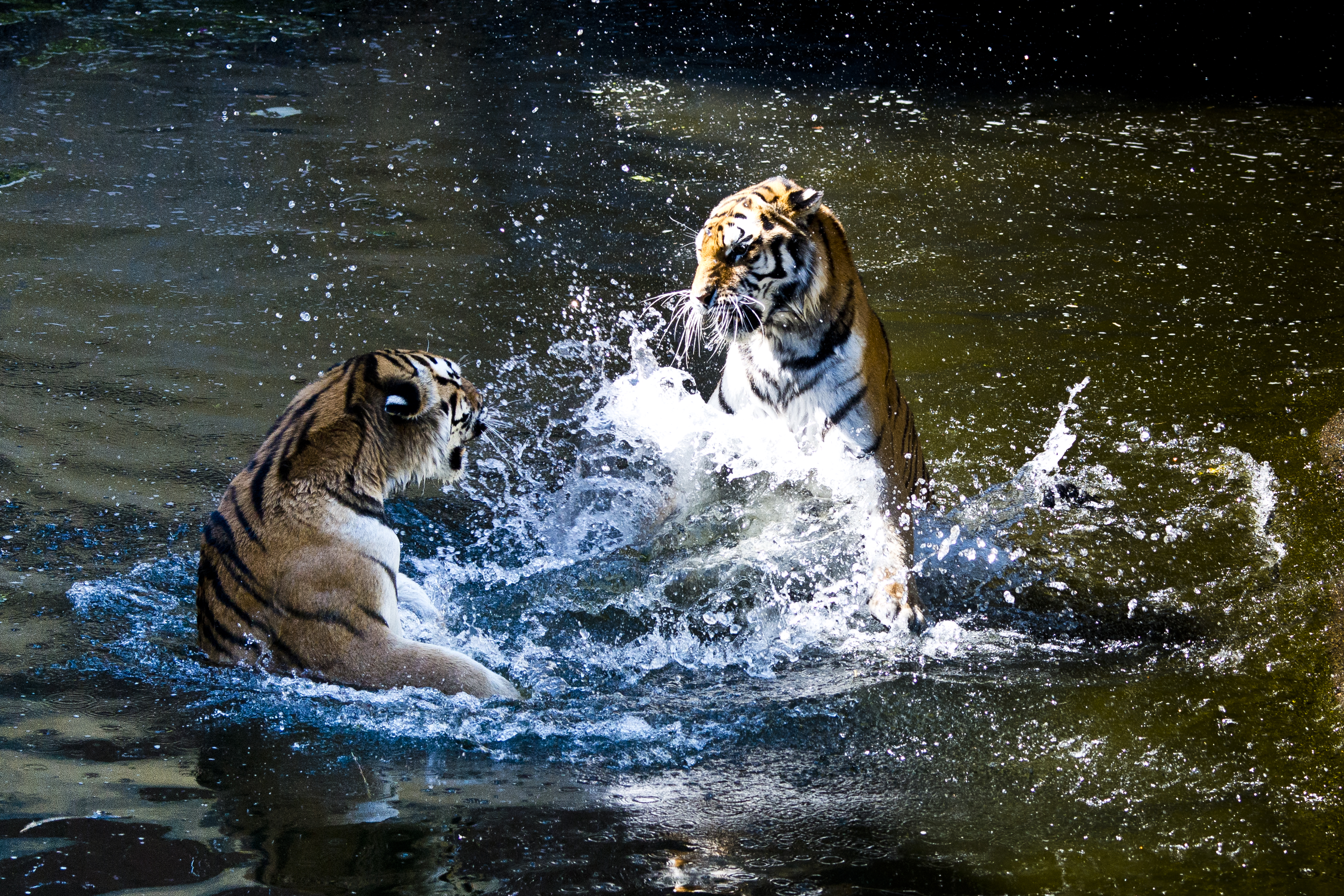
Hai con hổ đang chiến đấu

Tại Cần Thơ có giai thoại hai con hổ dữ tranh giành lãnh địa cắn nhau quyết liệt suốt ba ngày đêm và cả hai đều chết. Từ đó người dân lập miếu thờ hai ông Cọp ở phường Long Tuyền, quận Bình Thủy. Tại đây còn có bức tranh miêu tả trận huyết chiến năm xưa. Người dân tại đây rất thường xuyên đến cúng vái cầu mong buôn may bán đắt, phát tài, phát lộc, gia đạo bình an. Miếu thờ Bạch Hổ ở đình Tân Lộc Đông ở Cần Thơ có chuyện về con Bạch Hổ còn gắn liền với truyền thuyết về con cọp trắng thường lội qua sông đến ở cù lao Tân Lộc vào mùa nước nổi. Hiện nay, miếu thờ Bạch Hổ vẫn còn ở chùa Ông Đạo Xuân và đình Tân Lộc Đông. Hằng năm, vào ngày vía Bà Chúa Xứ, người dân địa phương vẫn tổ chức cúng, dâng tờ cử xin Bạch Hổ bảo vệ dân làng.
Đặc biệt tại Cần Thơ có những câu chuyện liên quan đến cọp và bà mụ (bà đỡ đẻ) và được hổ trả ơn. Ở Cần Thơ có câu chuyện một con cọp tu lâu năm. Cạnh bìa rừng có một phụ nữ sống một mình vì chồng đi chinh chiến. Một đêm, con cọp nghe tiếng bà vợ cọp đau bụng chuyển dạ đẻ đã chạy đến nhà một bà mụ, tha bà đến nhà người phụ nữ kia giúp cho mẹ tròn con vuông. Sáng sớm hôm sau, khi mở cửa, bà mụ đã trông thấy một con heo rừng nằm chết trong sân, trên đó đầy vết móng cọp xem như quà trả ơn. Từ đó bà dựng một ngôi miếu để thờ Thần Hổ.
Giai thoại địa phương khác kể rằng, ngày xưa, ở vùng này có một con cọp tu lâu năm, tánh linh như người. Ở vàm ngã tư có một phụ nữ có đăng lính triều Nguyễn đi trấn giữ vùng biên cương Cao Miên. Trước khi chia tay vợ, người lính đốt hương đứng trước một gốc đại thụ khấn xin Thành hoàng, thổ địa bảo trợ người vợ trẻ để ông ta yên tâm làm nhiệm vụ với đất nước. Một con cọp đã tu lâu năm, tính hiền, nấp sau gốc đại thụ nghe lời khấn. Một đêm nọ, con cọp nghe tiếng bà vợ anh này rên rỉ đau bụng chuyển dạ đẻ đã chạy thẳng đến nhà một bà mụ.
Cọp tha bà mụ đến tận cửa nhà bà đẻ. Sáng sớm hôm sau, khi mở cửa ra, bà mụ đã trông thấy một con heo rừng nằm chết trong sân. Trên thân heo đầy vết móng cọp, bà mụ biết, con cọp đã bắt heo trả lễ. Cho rằng đó là hổ thần bảo vệ dân làng, bà mụ và bà đẻ cùng dựng một ngôi miếu để thờ Thần Hổ. Ngoài ra, cư dân địa phương còn truyền tụng rất nhiều giai thoại khác liên quan đến việc Thần Hổ cứu người khi gặp hoạn nạn. Khi hổ chết, dân làng tiếc thương lấy thi thể làm tượng cốt đặt trong miếu thờ.
Đối với người dân Cần Thơ nói chung, dân làng Bình Thủy nói riêng, cọp đặc biệt là cọp bạch, không phải là con vật gây hại mà trái lại cọp giúp người bảo vệ mùa màng, giữ gìn cuộc sống bình an cho người. Các giai thoại về cọp được sưu tầm ở Cần Thơ đều phản ánh rõ tâm thức này. Tín ngưỡng thờ cọp là tín ngưỡng dân gian của người dân đồng bằng sông Cửu Long nói chung, dân làng Bình Thủy nói riêng, nhằm mục đích tạo niềm tin cho con người trong buổi đầu khai hoang mở cõi, tín ngưỡng thờ cọp còn thể hiện nét đẹp của con người trong việc ứng xử với tự nhiên tôn trọng tự nhiên và đối xử với tự nhiên như đối xử với con người mà giai thoại về Ông Cả Cọp ở đình Bình Thủy.
Việc lập miếu thờ thần Bạch Hổ trong khuôn viên đình Long Tuyền quận Bình Thủy bắt nguồn từ đời xưa, vị Thành Hoàng làng được thờ ở đình Bình Thủy chính là ông Cọp và đình Bình Thủy hiện nay chính là được nâng cấp lên từ miếu cổ Long Tuyền thờ thần Hổ Ở đình Bình Thủy hiện nay có hai khu vực thờ cọp. Một ở khuôn viên đình. Ở đây cọp được thờ trong miếu; một ở chánh tẩm, được thờ bởi bộ da. Đây là trường hợp đặc biệt ít thấy ở các ngôi đình Nam Bộ. Bộ da cọp thờ trong chánh tẩm được cúng bằng vật phẩm tam sên; còn miếu thờ cọp được cúng bằng một con heo trắng và xôi bánh trong các dịp Kỳ Yên
Ngôi đình cổ Bình Thủy tại Thành phố Cần Thơ có khởi thủy ngôi đình cổ này liên quan đến chuyện hổ thần cứu người. Hiện bộ cốt Thần Hổ vẫn còn được lưu giữ trong một góc khuất trong đình. Lần xây dựng năm 1909, đình Bình Thủy có thêm ngôi miếu thờ Thần Hổ. Trong những lần xây dựng, bộ da Thần Hổ vẫn luôn được lưu giữ thờ phụng trong đình, dân địa phương vẫn xem Thần Hổ là "ông Cả", tức Thành hoàng Bổn cảnh của làng. Đến lần xây dựng năm 1909, chức Cả của ngôi đình vẫn thuộc về Thần Hổ. Bộ da Thần Hổ vẫn được lưu giữ nguyên vẹn đặt trên bệ thờ. Trước khi được vua Tự Đức sắc phong, đình đã có Thành hoàng Bổn cảnh, tức Cả Hổ.

### Sóc Trăng
Sóc Trăng gần cửa sông Hậu, có Cù lao Dung xưa còn gọi là cù lao Ông Hổ. Nơi đây xưa kia có nhiều hổ, chúng sống nhiều ở trong vùng trong các khu rừng rậm rạp gần sông nước. Có nhiều giai thoại về Cọp khiến con vật này trở nên huyền bí, linh thiêng như chuyện các vị hương cả ở làng Hòa Tú của Sóc Trăng chết liên tiếp không rõ lý do mỗi khi nhậm chức này. Cuối cùng dân làng và ban hương tề phải mời "ông Cọp" ba chân (sống quanh quẩn ở bìa rừng, không hại người) về làm hương cả thì mọi việc mới xong, mưa thuận gió hòa, trúng mùa liên tiếp. Tuy chuyện mang màu sắc huyền thoại không tưởng nhưng đến nay nhiều người dân cố cựu vẫn tin tưởng, họ thờ và vẽ tranh thờ Cọp ở Đình thần huyện Long Phú, tỉnh Sóc Trăng. Ở chùa Ông Bổn (Sóc Trăng) còn có Bàn thờ Bạch hổ

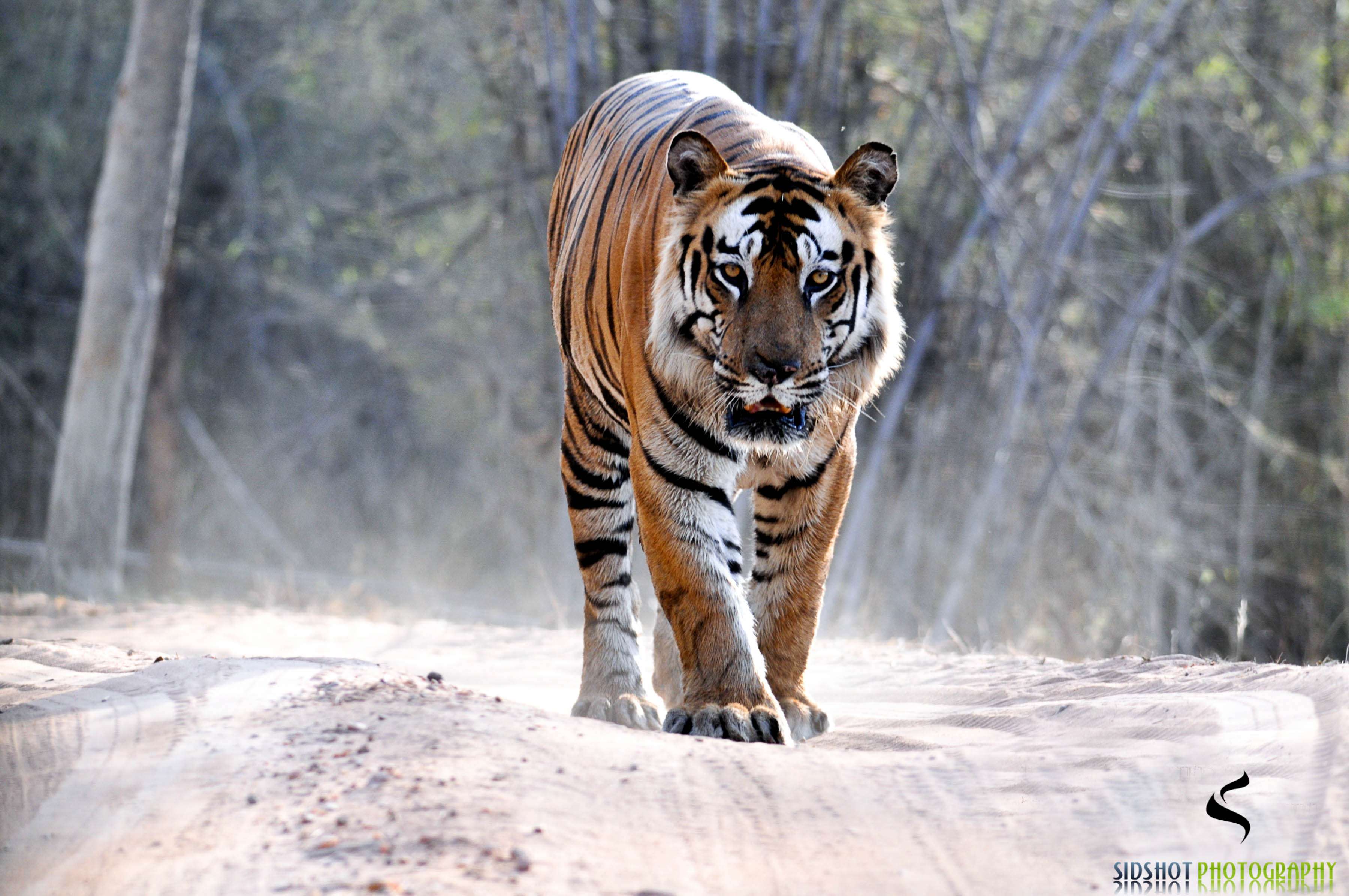
Ở Sóc Trăng còn lưu truyền câu chuyện về một con cọp già hiền bị một Hoa Kiều mưu toan ám hại

Sóc Trăng còn có ngôi chùa lá gọi là chùa Vàm Sát, ngày nay chùa được xây cất, có tên là Hải Phước An nằm cặp tỉnh lộ 111 nối liền hai tỉnh Sóc Trăng và Bạc Liêu, thuộc địa phận xã Lạc Hòa, huyện Vĩnh Châu của tỉnh Sóc Trăng, đây là ngôi chùa duy nhất ở vùng đồng bằng sông Cửu Long (và có thể là cả nước) có đặt hương án thờ phượng hài cốt của cọp. Khi trước Cà Mau còn điều kiện tốt để loài cọp sinh sống. Giồng Ông Tương hay khu Tà Teo ở địa phận này là hai nơi cọp sống đông đúc bầy đàn, có bầy đông hàng vài chục con.
Vào mùa thu năm 1927, có một con cọp xuất hiện được người dân ở Vĩnh Châu ghi nhận là lần cuối cùng ở vùng này, có một con cọp đến dừng chân tại một lùm cây giữa giồng làng Vĩnh Châu khiến dân làng xôn xao sợ hãi. Nhưng đó là một con cọp già, nó chỉ đi quanh quẩn trong cánh rừng chứ không bắt giết heo, gà, trâu, bò hay vật chết người, đó là một con cọp không phải là mối đe dọa nguy hiểm đối với cư dân. Một Hoa kiều tên Mã Xiêm tìm cách giết cọp để lấy mấy móng chân về phơi khô cho con cái đeo để cầu bình an, khi bị mất móng, "chúa sơn lâm" vẫn trả đòn, sau đó bị người dân đuổi thì nó hoảng sợ lủi vào rừng sâu, người ta lượm mấy móng cọp.
Bị mất móng chân, cọp không thể săn mồi, vết thương lại ngày càng nặng nên con cọp gục chết trong cánh rừng. Phát hiện xác cọp, người dân lóc bỏ thịt, bọc kín xương trong tấm vải đỏ, để trên chiếc dĩa lớn, đem về kính cẩn đặt lên một trang thờ của chùa Vàm Sát, hương khói quanh năm và cúng theo lệ. Sau nhiều năm, tấm vải điều dần bị mục rã, khiến phần lớn xương cốt hổ bị mục rã, vương vãi thì giữ xương cốt cọp vẹn toàn bằng việc đập vỡ những đốt xương còn to, trộn với xương vụn nhỏ hòa cùng xi măng và cát, đắp thành hai pho tượng cọp, sau đó sơn vẽ theo hình sắc đặc trưng của cọp. Hai tượng cọp ấy hiện còn thờ tại chùa Vàm Sát (Hải Phước An tự).

### Kiên Giang
Ở Phú Quốc ngay trước nhiều sân đình cũng đều xây một bức tường bề cao 2 thước, có đắp nổi hình con cọp to, vằn vện, rất hung dữ, quanh năm nhang khói nghi ngút. Đình Ông Hổ ở xóm 1, Cửa Lấp, xã Dương Tơ, huyện đảo Phú Quốc, theo lời truyền khẩu, có mấy ông hổ thường bơi vượt biển qua đảo Phú Quốc để tìm mồi. Một hôm có một ông bơi qua biển, bị cá mập táp cụt mất một chân, nên ở luôn tại Phú Quốc, từ đó rất hiền lành, không bắt gia súc, gia cầm hay hại dân làng. Dân chúng cho rằng cọp đã tu, nên lập đình để thờ. 
Ở xóm Cửa Lấp, xã Dương Tơ, huyện đảo Phú Quốc, ngày nay vẫn còn đình Ông Hổ do người dân dựng nên từ rất lâu.
Chuyện xưa lưu truyền ngày trước ở những hòn đảo nhỏ xung quanh đảo Phú Quốc có rất nhiều cọp sinh sống. Những khi đói mồi, các ông cọp ở các hòn đảo nhỏ thường bơi qua đảo Phú Quốc để kiếm ăn. Có một ông cọp rất lớn đang bơi qua biển thì bị cá mập táp cụt mất một chân. Ông cọp lóp ngóp leo lên bờ, đi cà nhắc, kiếm một chỗ ở ẩn luôn tại Phú Quốc, tính tình rất hiền lành, không khi nào bắt gia súc, gia cầm hay hại dân làng. Từ đó dân chúng trên đảo Phú Quốc cho rằng ông cọp đã tu nên thường mang thức ăn cho cọp. Sau khi cọp chết, dân chúng lập đình để thờ.
Ở thành phố Hà Tiên thuộc tỉnh Kiên Giang xưa kia có địa danh đồi Ngũ Hổ do có năm tảng đá có dáng dấp giống hệt năm con cọp ngồi khum lưng, cúi đầu. Ở đây có một ngôi miếu và tượng của năm con hổ (bốn con bằng gốm, một con bằng xi măng) và một con đường phía sau cho dân lên chiêm bái. Câu chuyện lưu truyền lại Hà Tiên xưa hoang sơ, vào mùa khô, thú rừng cũng phải tìm nước uống và có bầy cọp hay đến uống nước. Có một bầy bốn con cọp giành nước với ông lão, hai bên kịch chiến sau đó tất cả đều chết vì kiệt sức.
Sau đó, người ta cất một ngôi miếu nhỏ thờ ông và bốn con cọp vì ngưỡng mộ cả ông lão lẫn bầy cọp, cũng từ đó ngọn đồi nhỏ này mang tên là đồi Ngũ Hổ. Truyền thuyết về đồi Ngũ Hổ gắn liền với thời mở đất Hà Tiên của người xưa, nói lên sự gian khổ, lòng dũng cảm đấu tranh với thiên nhiên giành sự sống cũng như sự nể phục của con người dành cho loài hổ. Ngoài ra, một số nơi ở vùng này cũng có những di chỉ thờ hổ, trong đó một hình tượng ông Cọp được người dân dựng ở ngã ba sông Tắc Cậu (Kiên Giang) để trấn yểm những điều xui xẻo.

### Cà Mau
Loài cọp sinh sống đến tận miệt rừng U Minh thuộc tỉnh Cà Mau. Nổi sợ của dân gian về vùng đất mới này được thể hiện trong ca dao: "Cà Mau khỉ khọt trên cây, Dưới sông cá lội, trên giồng cọp đua". Tại vùng Cà Mau, Trong tâm niệm người dân quá sợ cọp nên dân Cà Mau không ai dám gọi là "con" mà phải cung kính gọi là "ông Thầy", "ông Hổ", hoặc "hai Cọp", "khái", hoặc "Hương quản cọp". Đình nào, miếu nào cũng có thờ cọp, gọi là miếu ông Hổ. Còn ngay trước sân đình xây một miếng tường bề cao lối 2 thước, có đắp nổi hình con cọp to, vằn vện thấy rõ". Ở Cà Mau là vùng đất xưa nổi tiếng lắm cọp, nhiều sấu, người ta vẫn còn truyền tụng nhiều chuyện ly kỳ về cọp. Cọp vùng này nổi tiếng hung dữ, tàn ác, nhiều nhất ở vùng Cái Bát, Trèm Trẹm và Năm Căn.
Một số địa điểm như: Đình Tân Định, xã Tân Thành, Thành phố Cà Mau thường gọi là đình Ông Cọp, ngày cúng 10-11 tháng 2, ba năm tổ chức một lần. Đình Tân Hưng thuộc ấp Tân Hưng, xã Lý Văn Lâm, thành phố Cà Mau, phía trước đình có bức bình phong bằng gạch đắp hình hổ. Tại vùng Thới Bình, còn có câu chuyện dòng họ Huỳnh có hai người bị hổ moi tim, vì sự cố bị cọp ăn thịt năm xưa nên người dân đã đổi toàn bộ họ Huỳnh thành họ Phan và lập miếu thờ ông cả cọp hằng năm làm heo cống nạp, cầu được bình an. Con hổ huyền thoại đó được gọi là cọp ba chân, con hổ này bị vướng bẫy heo rừng của thợ săn, và để thoát thân nó đã cắn bỏ một cái chân và sau đó về tấn công trả thù dân làng.
Người dân địa phương chống cự không lại Cọp nên phải dùng lễ vật (gồm heo sống, bò sống nguyên con) để cúng tế cọp, cầu hòa để được yên ổn làm ăn. Theo họ, nếu cung kính thì cọp sẽ để cho yên ổn làm ăn, còn nếu bất kính thì sẽ bị cọp trừng trị ngay, từ đó ngày xưa đình nào, miếu nào ở vùng Cà Mau cũng có một ngôi miếu nhỏ trong khuôn viên để thờ cọp, thường gọi là miếu ông Hổ. Tại Cái bát, một chị vì con khóc lúc ban đêm, dỗ không nín, bèn bồng lại sát vách lá, nơi có lỗ trống dưới chân giường, đưa chân ra ngoài lỗ vách rồi rủa "cọp mà bắt mày", lúc ấy một con cọp rình ở ngoài, thò chân vô chụp đứa bé tha đi mất. Từ đó về sau, xóm này không ai dám rủa "cọp bắt mày" hay "cọp vật mày" nữa".